# Église Sainte-Maxence de Pont-Sainte-Maxence
L'église Sainte-Maxence est une église catholique située à Pont-Sainte-Maxence, en France. C'est un lieu d'origine très ancienne qui doit sa première église au martyre de sainte Maxence, jeune noble écossaise qui a fui dans le Beauvaisis à la fin du Ve siècle pour échapper à un mariage forcé avec un homme païen. Ne voulant pas aller à l'encontre de sa foi chrétienne, elle ne cède pas à son promis lancé à sa poursuite et il lui tranche la gorge comme vengeance. Maxence se relève toutefois et prend sa tête entre ses mains pour se rendre à un endroit proche où une église est rapidement édifiée en son honneur. Des miracles se produisent au lieu du martyre, et une procession s'y tient chaque année, ainsi qu'un pèlerinage. Aujourd'hui, sainte Maxence n'est plus inscrite au calendrier des saints du fait de l'absence de preuves matérielles de son existence, bien que son souvenir ait toujours été maintenu vivant à Pont-Sainte-Maxence. Les églises de Pont-Sainte-Maxence et d'Yvillers, un hameau de Villeneuve-sur-Verberie, sont les seules églises en France placées sous l'invocation de la martyre écossaise.
C'est l'une des rares églises de la région à avoir été reconstruite entièrement après les ravages de la guerre de Cent Ans, en deux principales campagnes entre 1470 environ et la fin du XVe et le début du XVIe siècle pour la nef et ses collatéraux, et pendant la première moitié du XVIe siècle pour le chœur avec son déambulatoire. L'édifice ne vaut non seulement pour l'homogénéité, mais aussi pour la qualité de son style gothique flamboyant. L'élégance de la nef et sa clarté obtenue par des collatéraux voûtés presque à la même hauteur est à remarquer, ainsi que l'esthétique des voûtes et des nervures qui se fondent dans les piliers de façon organique. Les collatéraux de la nef possèdent des voûtes à liernes et tiercerons décoratifs, et les voûtes du chœur sont également à liernes et tiercerons. Le chœur et son déambulatoire sont un peu trop sombres et presque dépourvus d'ornementation, mais la forme des murs parfaitement lisses qui suivent des lignes courbes, les grandes arcades et les supports soigneusement travaillés lui confèrent aussi une qualité indéniable. L'église est classée au titre des monuments historiques par arrêté du 23 mai 1921. Elle est au centre de la paroisse éponyme.

## Localisation

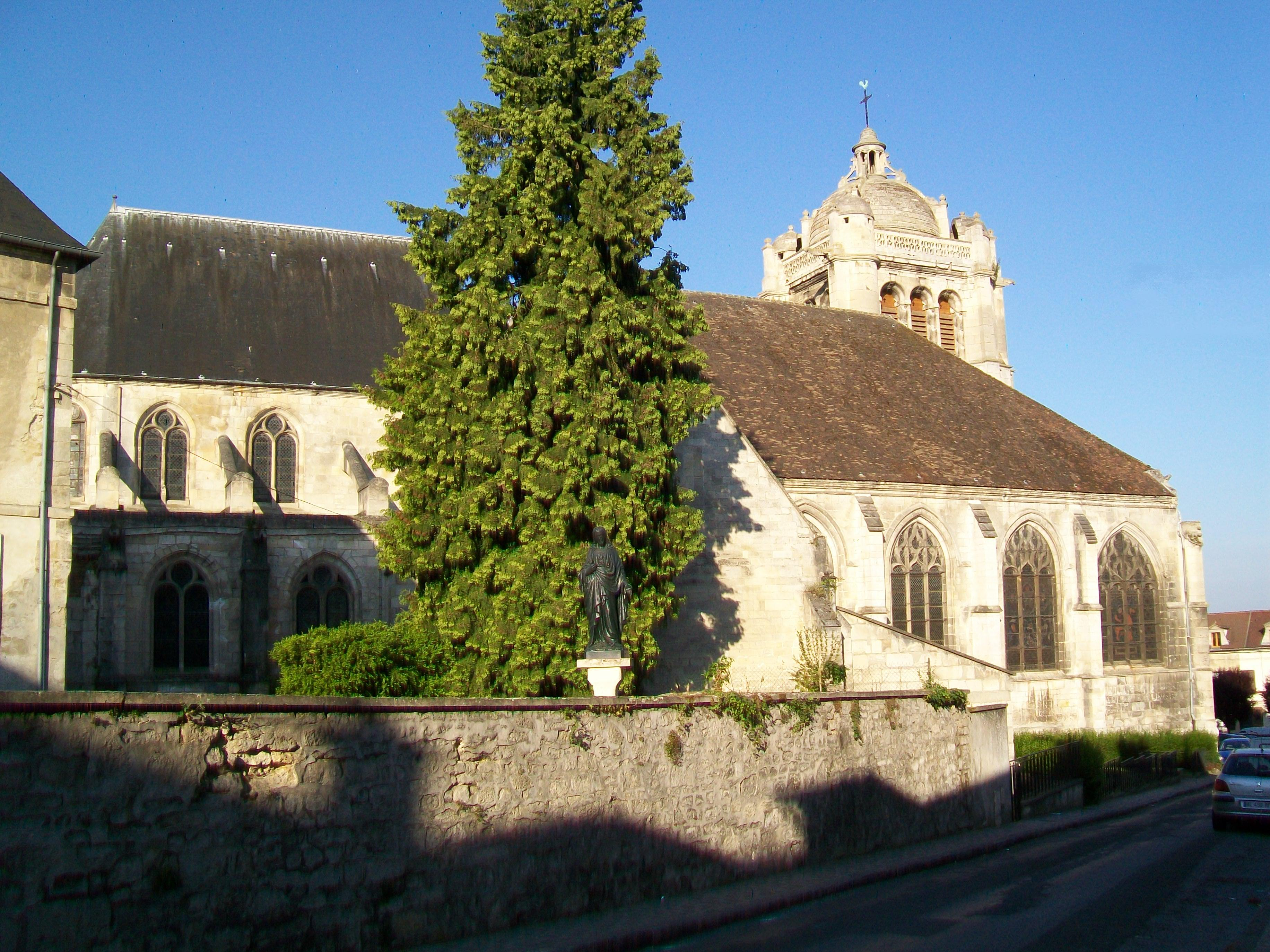
Vue depuis le nord : l'élévation étant orientée vers le nord-est, le soleil peut l'éclairer tôt le matin.

L'église est située en France, en région Hauts-de-France et dans le département de l'Oise, sur la commune de Pont-Sainte-Maxence, chef-lieu de canton. Elle est implantée à la limite est de la ville, au pied de l'un des versants du massif de la forêt d'Halatte et plus précisément du mont Calipet. La forêt se rapproche toujours de quelques dizaines de mètres de l'église. Elle est desservie notamment par la rue Charles-Lescot qui devient la rue de Cavillé un peu plus au sud ; c'est un petit axe nord-sud qui correspond à l'ancien tracé de la RD 1017 avant sa rectification à la fin de l'Ancien Régime. À l'est de la rue Charles-Lescot au niveau de la rue perpendiculaire Charbonnier de Belloy, s'ouvre la petite place de l'Église qui n'est autre que l'ancien cimetière. C'est vers cette place utilisée comme parking qu'est tournée la façade occidentale avec le clocher. La façade septentrionale s'approche de la rue du Moustier qui quitte la place de l'Église vers l'est. L'église étant orientée irrégulièrement nord-ouest - sud-est, le chœur est déjà éloigné de la rue du Moustier et en grande partie dissimulé par le presbytère. L'abside n'est visible que depuis le jardin du presbytère et le terrain de l'institution Saint-Joseph du Moncel, et toute la façade sud donne également sur le terrain de cet établissement d'enseignement fondé par Benjamin-Léandre Langlois, curé de Pont-Sainte-Maxence de 1848 à 1884. Le cimetière a déjà été transféré à son emplacement actuel au début du XIXe siècle en raison de son exigüité et des problèmes d'insalubrité qui découlent d'une durée d'inhumation trop courte. La suppression définitive du cimetière intervient dix ans après les dernières inhumations ; rien n'en subsiste en 1834. Les charpentiers s'emparent de la place pour assembler leurs charpentes, et les artisans y entreposent des matériaux pour les divers chantiers en cours, si bien que le caractère de place publique se perd rapidement. Aujourd'hui, les voitures stationnées souvent archaïquement désacralisent ce qui est au départ le parvis de l'église,.

## Historique

### Les origines

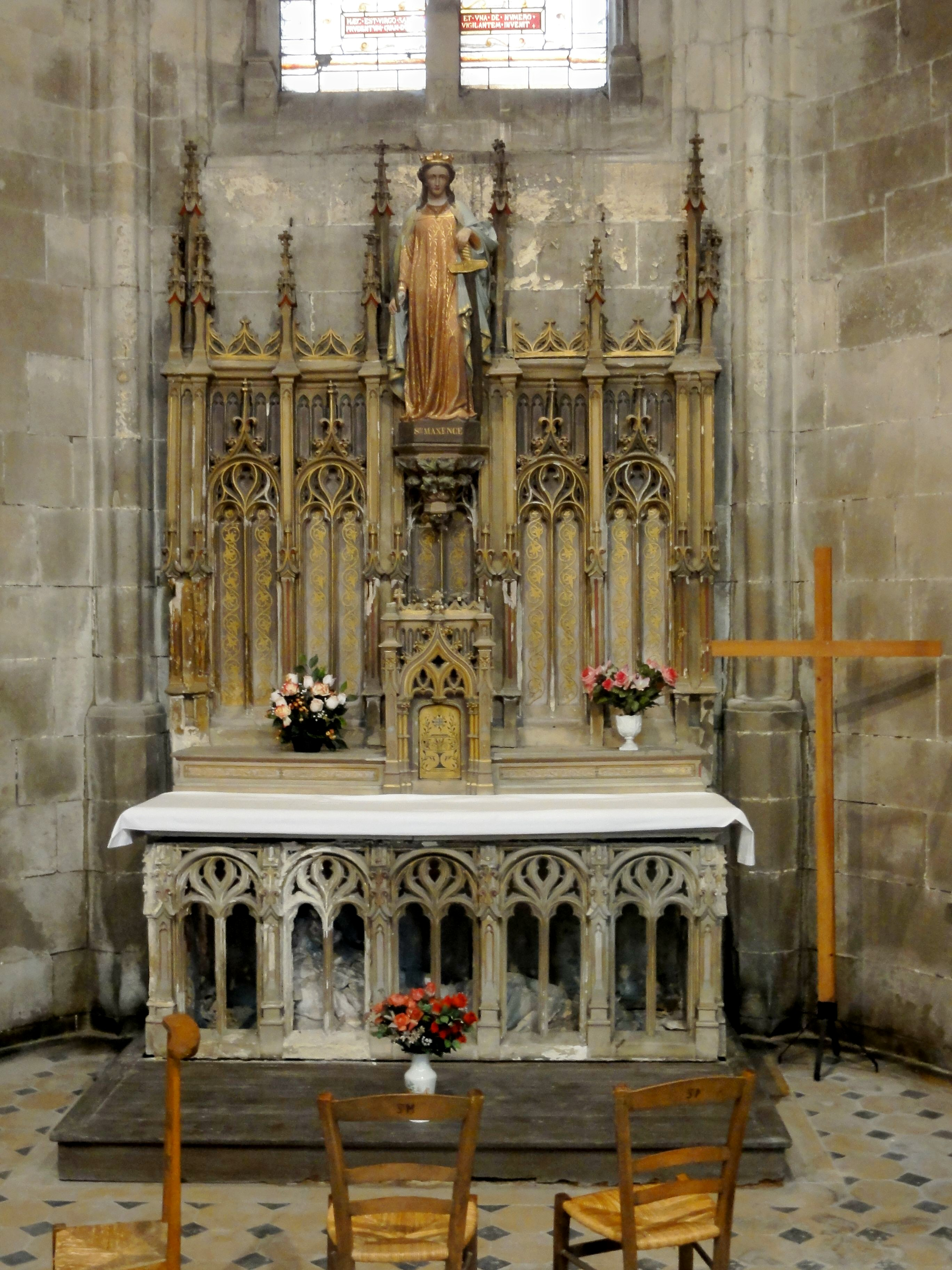
Autel de sainte Maxence dans la dernière chapelle du déambulatoire, au sud.

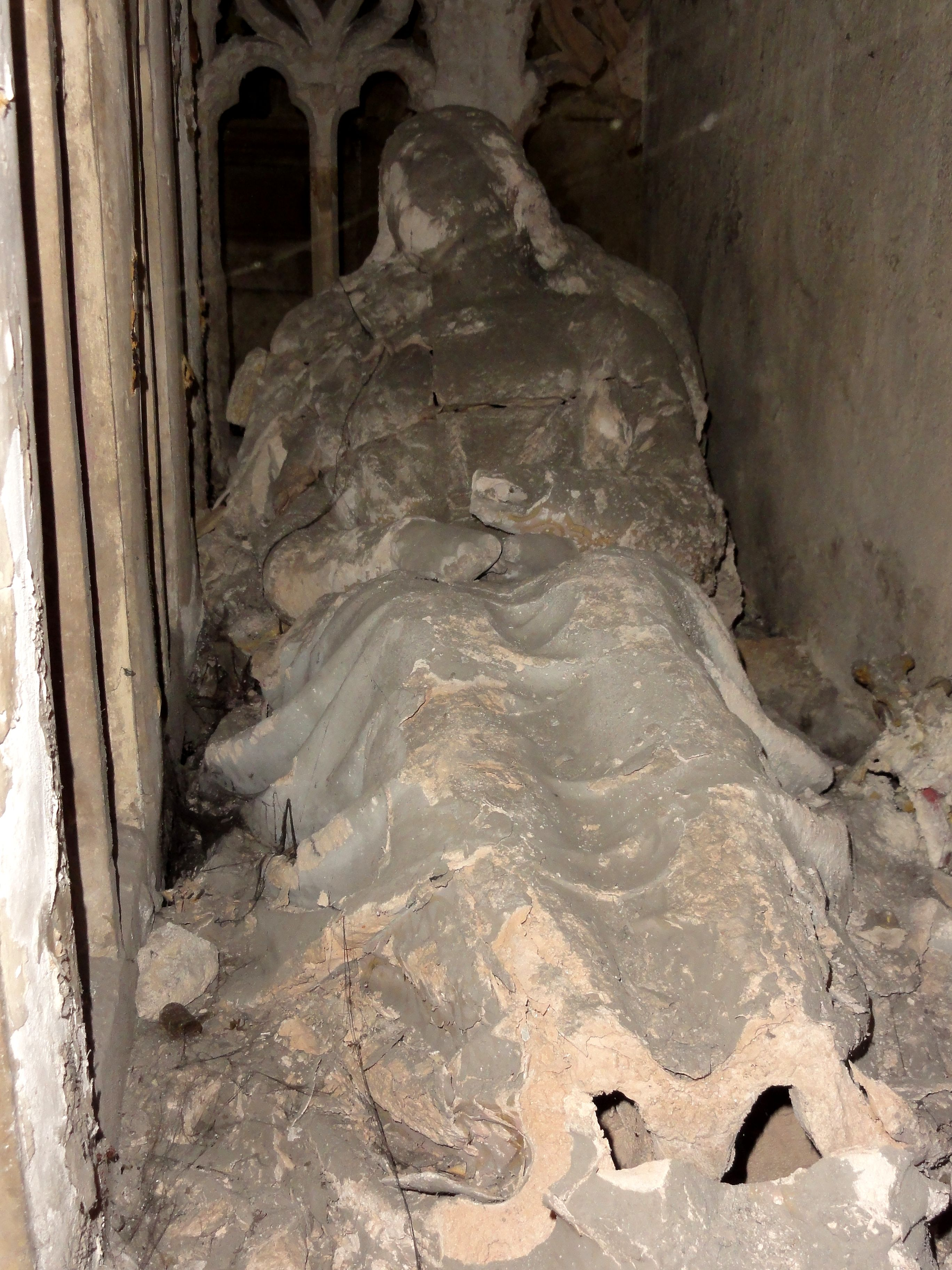
Gisante de sainte Maxence à l'intérieur de son autel.

Les origines de la localité de Pont-Sainte-Maxence remontent à l'époque des Gaulois, et rien n'est connu sur les circonstances de sa fondation et ses premiers siècles d'existence. Des tombes romaines ont été découvertes dans le jardin du presbytère en 1780. Le passage de l'Oise à Pont est considéré comme plus ancien que ceux de Beaumont-sur-Oise et Creil. Souvent, Pont est encore cité comme étant le Litanobriga romain, mais cette ville se situait plus vraisemblablement un peu en amont de Creil, sur une voie romaine reliant Beauvais à Senlis et sur le territoire de l'actuelle commune de Nogent-sur-Oise. La ville actuelle tout comme la paroisse tiennent leur nom de sainte Maxence, princesse écossaise assassinée lors de son passage de l'Oise et considérée comme martyre. Sa mort peut être située à la fin du Ve siècle, sans que l'on puisse déterminer la date exacte. Un repère chronologique est fourni par les dates de la vie de Patrice d'Irlande (vers 385-461), qui convertit Maxence et sa famille au christianisme. Le père de Maxence est Malconus ou Malcolm, qualifié de roi d'Écosse dans les légendes hagiographiques. En réalité, il ne peut tenir ce rang dans le sens actuel du terme, puisque le royaume d'Écosse ne remonte qu'au Xe siècle, et du temps de Malconus, le pays vient tout juste d'être peuplé. Il est plutôt à considérer comme un représentant de la noblesse locale. Bien que chrétien, il promet sa fille à un prince barbare et païen auquel la légende donne le nom de Maxent ou Avicin.
Pour échapper à un mariage forcé allant à l'encontre de ses convictions religieuses, la jeune Maxence fuit sur le continent accompagnée de ses serviteurs Barbentius et Rosébia. Ils parviennent à trouver un navire qui les transporte gratuitement en France, et arrivant dans le Beauvaisis, Maxence veut chercher une retraite près de la rivière Oise. Voulant la franchir, en l'absence de pont, elle jette trois pierres dans le lit de la rivière dont ont dit que personne ne réussit à les retirer. Cependant, Maxent va à la poursuite de sa promise et parvient à les rattraper. Les serviteurs refusant de lui délivrer Maxence moyennant une somme d'argent, le barbare tranche la gorge à la jeune fille et assassine également Barbentius et Rosébia ou Rosélie, avant de rentrer dans son pays. Maxence se relève et porte sa tête entre ses deux mains (céphalophorie) et marche encore jusqu'à un endroit où une chapelle puis une église sont bientôt élevées conformément à sa volonté exprimée par sa dernière action. Les pèlerins malades se rendant vers ce sanctuaire sont souvent gratifiés par des miracles, et Charlemagne fait des donations importantes à l'église de Sainte-Maxence pour honorer la sainte.
Pour une raison qu'il ne précise pas, Raymond Poussard suggère que le martyre de sainte Maxence a lieu sur une île britannique, et que ses reliques sont offertes ultérieurement à la ville qui prendra son nom. Or, le destin similaire des saintes Maure et Brigide, de même origine et assassinées en 514 à Balagny-sur-Thérain, montre bien que le périple de sainte Maxence n'a rien d'invraisemblable. L'église Sainte-Maure-et-Sainte-Brigide de Nogent-sur-Oise conserve leur souvenir. Malgré tout, sainte Maxence a été supprimée de la liste de saints catholiques à la suite du concile Vatican II, les preuves de sa vie n'étant pas jugées suffisantes. Sa fête patronale était le 25 novembre. Elle continue d'être célébrée localement par une messe le troisième dimanche de novembre. À part l'église d'Yvillers, il n'existe pas (ou plus) d'autre édifice religieux consacrée à sainte Maxence, et rien de ses reliques ne semble subsister non plus.
Aucun document ne renseigne sur les premiers siècles d'existence de l'église Sainte-Maxence. L'on sait seulement qu'elle est initialement placée sous le vocable de Saint-Pierre : immédiatement après son martyre, Maxence ne peut être officiellement considérée comme bienheureuse ou sainte et n'est pas canonisée. Une église ne peut lui être dédiée à ce stade. Sainte Maxence est alors seulement la patronne de la ville, et les chartes à partir du VIIIe siècle font référence à la localité comme les terres de sainte Maxence.

### Le contexte local

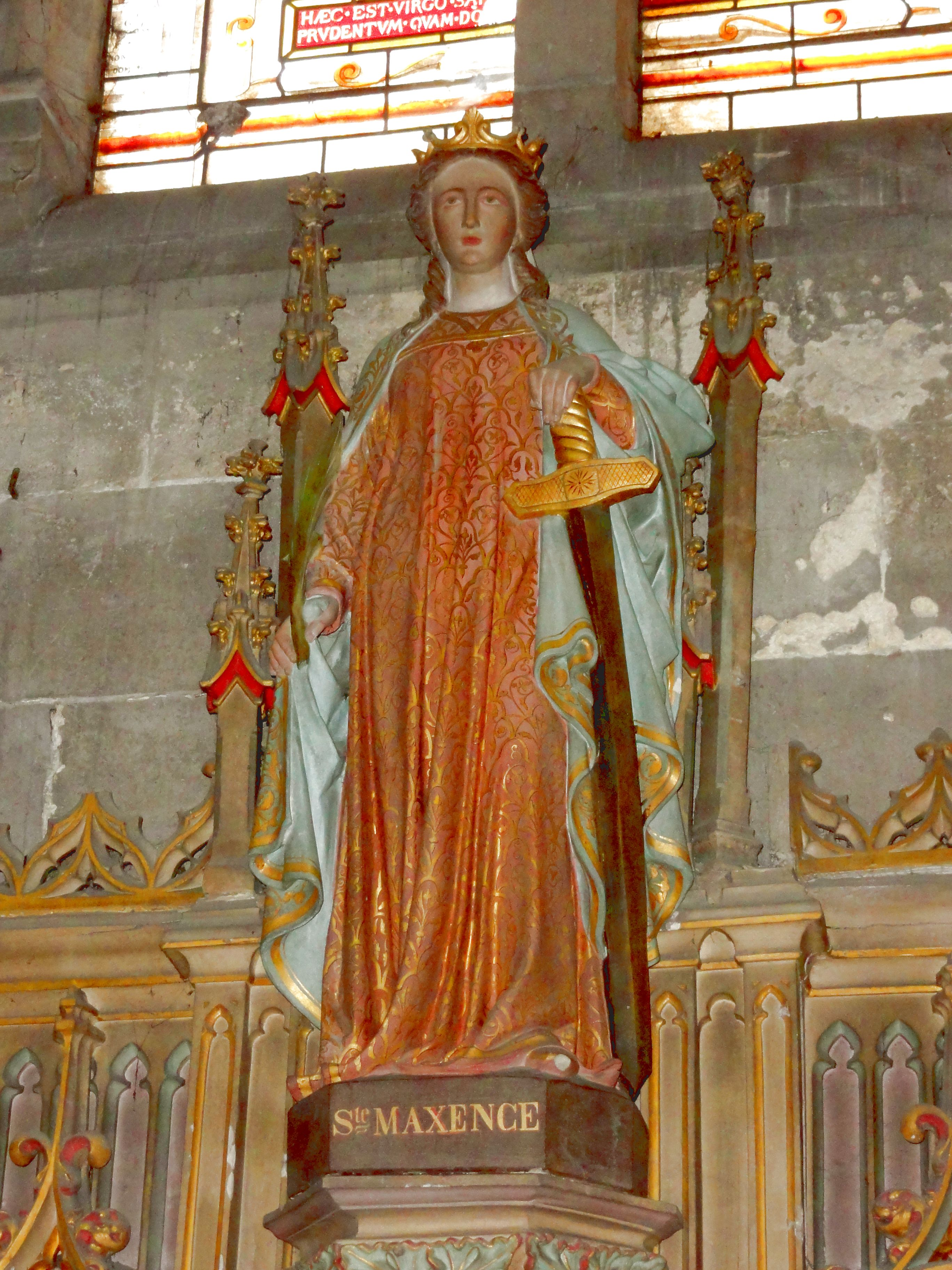
Statue de sainte Maxence.

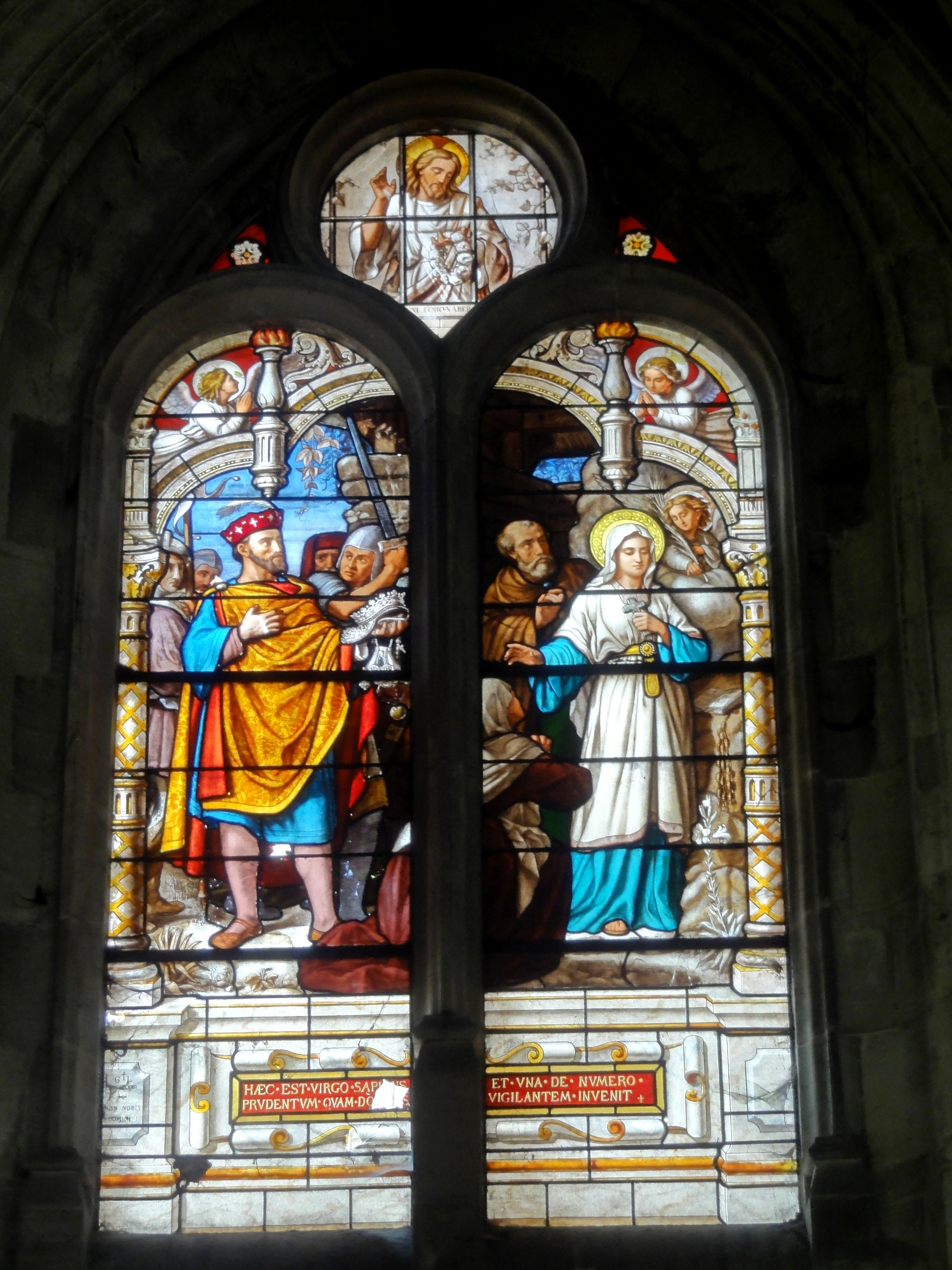
Vitrail de sainte Maxence.

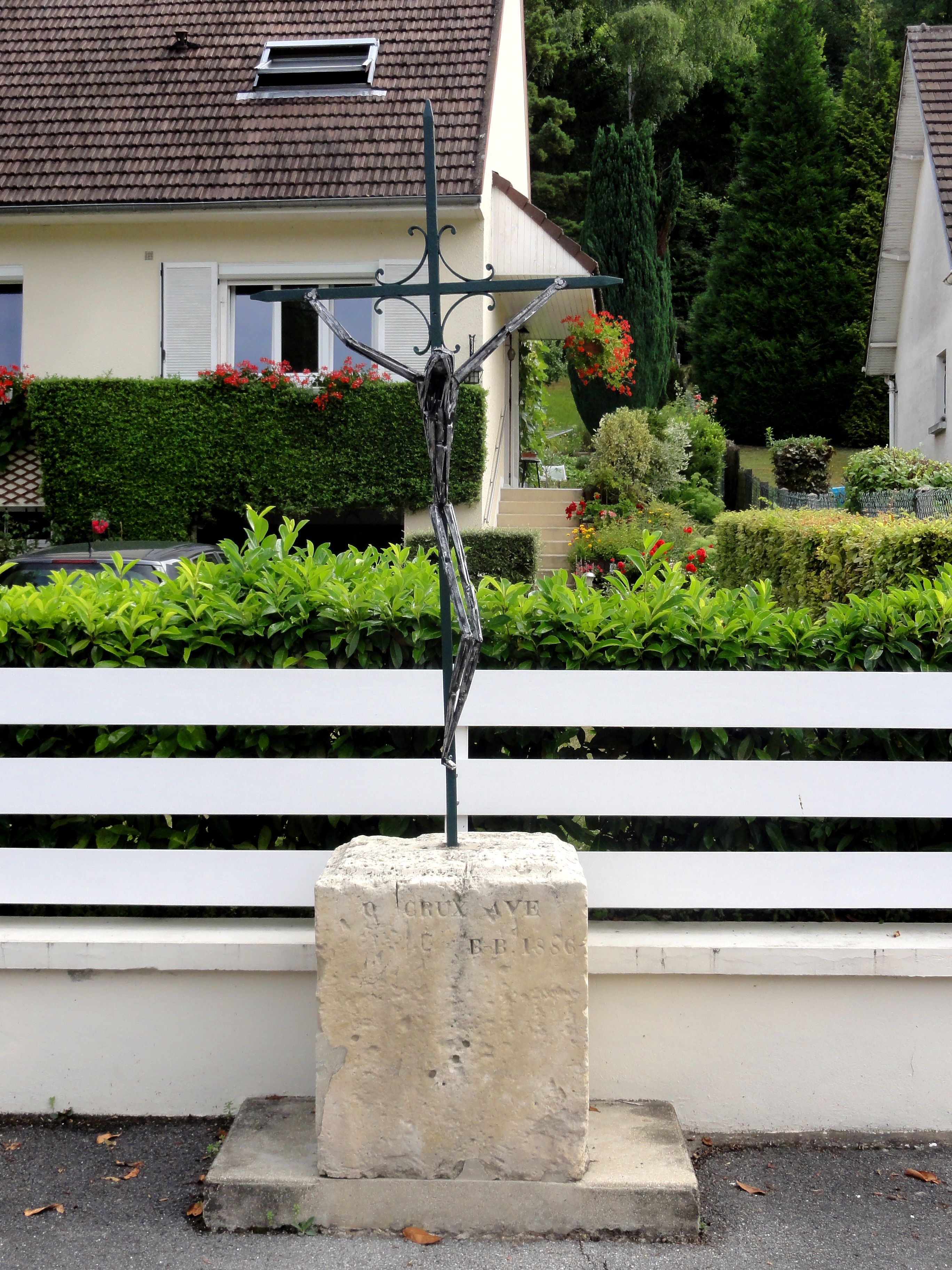
La croix Saint-Jean dans la rue de la chapelle Saint-Jean rappelle cette chapelle disparue.

Le lieu de l'église Sainte-Maxence n'est pas le lieu où la sainte patronne de la ville a été assassinée, comme il ressort clairement de la légende. La scène supposée du crime se situe à droite de la sortie sud du bourg en direction de Fleurines et Senlis par la RD 1017, après la limite de la ville au XVIIIe siècle, dans l'actuelle rue Sainte-Maxence. Les sépultures des saints Barbentius et Rosébia ont dû encore s'y trouver longtemps. Des fidèles de sainte Maxence ont tenté de transporter leurs dépouilles en l'église Sainte-Maxence, mais un épais brouillard apparu soudainement les en dissuada, étant perçu comme un signal de Dieu. En 1699, une chapelle pour sainte Maxence est reconstruite sur le lieu de son martyre. Chaque année, le lendemain de la Pentecôte une procession y est organisée en souvenir de l'anniversaire de la translation des reliques. On y vient également en pèlerinage. À côté de la chapelle, jaillit une fontaine aux vertus miraculeuses. Dans la muraille de la fontaine, l'invocation « Sancta Maxentia, ora pro nobis » est gravée. Malheureusement, la chapelle est sacrifiée sans états d'âme de la part de l'administration des Ponts et Chaussées en 1791 (d'après Raymond Poussard) ou 1794 (selon René Blanchon et Louis Graves), dans le cadre de la rectification du tracé de la route royale de Pont à Senlis. Les reliques ont disparu après la Révolution française. Une personne pieuse les aurait caché dans un souterrain mont Calipet, mais elles n'ont pas été retrouvées. Une croix en pierre a été érigée sur le mont Calipet en leur souvenir, elle aussi disparue depuis. La fontaine subsiste encore à la fin du XIXe siècle mais aucun auteur ne précise l'année ou la période de sa disparition,,,.
Pont-Sainte-Maxence n'a jamais compté plus qu'une seule paroisse, mais hormis l'église paroissiale et la chapelle Sainte-Maxence, et sans tenir compte de l'église Saint-Lucien située dans le village jadis indépendant de Sarron, plusieurs autres établissements religieux existaient dans la ville. L'on peut citer un prieuré, trois chapelles, un hôtel-Dieu et une léproserie. La paroisse s'étendait sur les hameaux du Montcel et de Saint-Paterne sur l'actuelle commune de Pontpoint. Par une lettre patente d'octobre 1296, le roi Philippe le Bel autorise la construction d'une chapelle dans le faubourg de Flandre, près de la rive droite de l'Oise. Elle est dite la chapelle du Mesnil ou Saint-Blaise de Malgenest, puis prend le vocable de Sainte-Marguerite et enfin de Saint-Nicolas, patron des mariniers. L'on peut supposer que les mariniers y écoutaient la messe. Le chapelain est à la nomination de l'évêque de Beauvais. Au XVIIIe siècle, la chapelle est réunie à la cure du Plessis-Villette, hameau érigé en commune à la Révolution (dans le canton de Liancourt) mais rattaché ensuite à la commune de Pont-Sainte-Maxence. — L'hôtel-Dieu possédait une chapelle bâtie en 1325 près du quai de la Pêcherie et dédiée à Saint-Louis, son fondateur. Elle est devenue propriété privée après la Révolution mais subsiste encore vers 1830. L'hôtel-Dieu médiéval était sis au no 6, carrefour de la Pêcherie. Sous le règne de Louis XIII, il déménage vers la rue des Vendredis, et la maison Couturier est construite à son ancien emplacement. — Au bas du mont Calipet existait une chapelle Saint-Jean, démolie après la Révolution. La croix Saint-Jean et une rue Saint-Jean entretient son souvenir,.
Le prieuré est mentionné dans les actes pour la première fois en 1038 mais pourrait être d'origine beaucoup plus ancienne, comme la paroisse. En 1038, le prieuré est donné à l'abbaye Saint-Symphorien de Beauvais par Druon ou Drogon, liste des évêques de Beauvais et fondateur de l'abbaye. En 1140, le seigneur de Pont-Sainte-Maxence et Pontpoint lègue la dîme des deux lieux au prieuré. Au XIIe siècle, son effectif comporte un autre prêtre, un chapelain, trois moines et deux diacres. Le prieuré est au titre de Sainte-Maxence, mais il possède une chapelle placée sous l'invocation de Symphorien d'Autun. Mal entretenue, cette chapelle s'écroule en 1241, et le prieuré s'empare de l'église paroissiale (qui, bien entendue, conserve toujours sa fonction primaire). Louis Graves pense que c'est au moment de la réunion du prieuré à la paroisse que l'église prend le vocable de Sainte-Maxence (pour Théodore Petit, qui se contente habituellement de copier Gravers, le changement de vocable remonte au VIIe siècle). Indépendamment de ce fait, le prieur était probablement le curé primitif de Pont, et par ailleurs, le prieuré détient la haute, moyenne et basse justice sur ses terres. Le bâtiment du prieuré était situé au sud de la place de l'Église (l'ancien cimetière), à l'emplacement de l'actuelle institution Saint-Joseph du Moncel, et a été démoli pour l'édification de ce dernier, au milieu du XIXe siècle. En 1644, les échevins, les marguilliers et le curé portent plainte contre le prieur parce que ce dernier avait supprimé depuis longtemps les autres ecclésiastiques de la ville tout en touchant lui-même l'ensemble de leurs revenus, sans s'acquitter pour autant de la moindre des charges imposées par l'acte de fondation. En 1650, soit assez tardivement, le prieuré est placé sous le régime de la commende. Le dernier prieur résidant sur place meurt en 1756.

### Les campagnes de construction

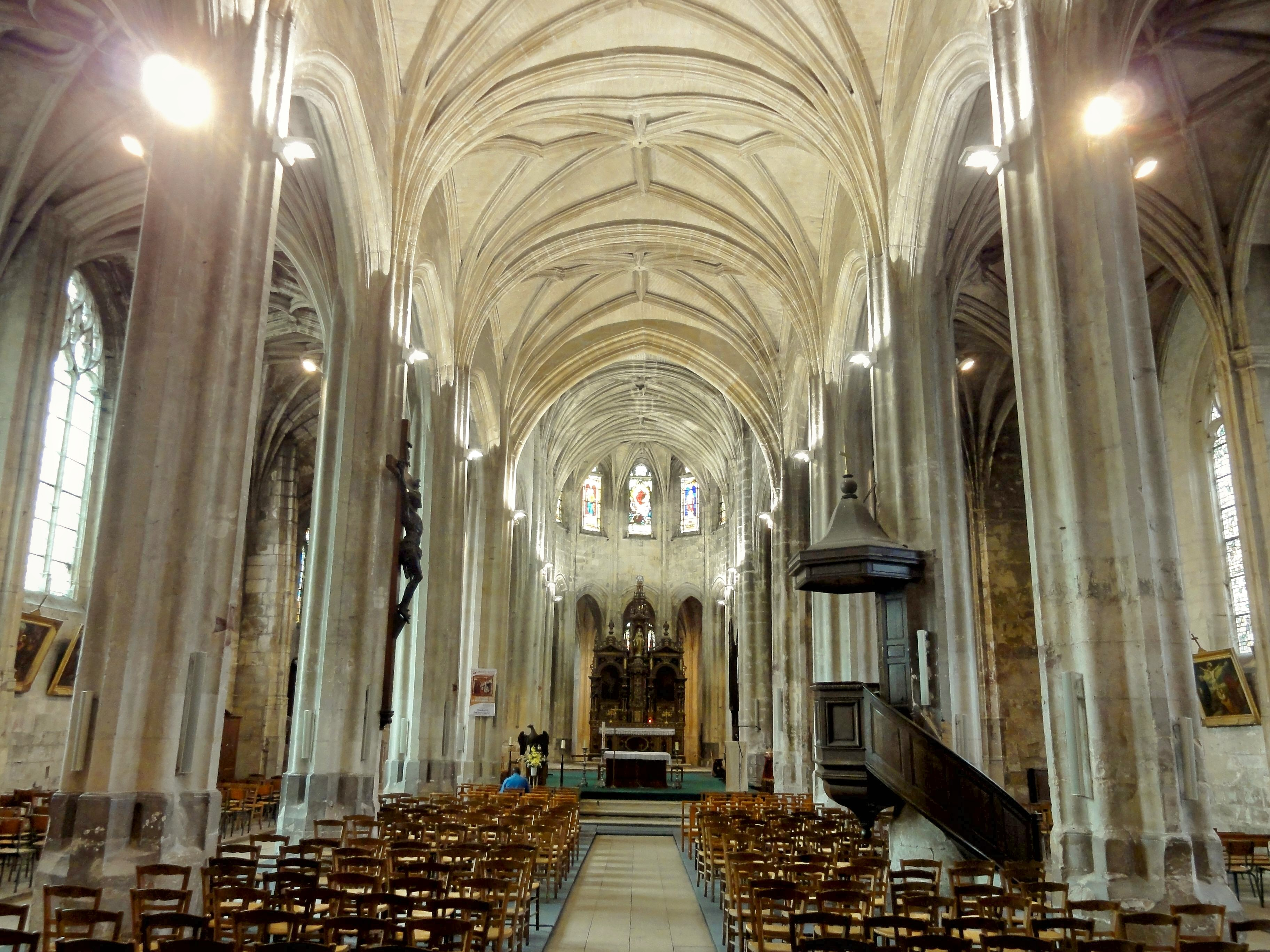
Vue générale intérieure.

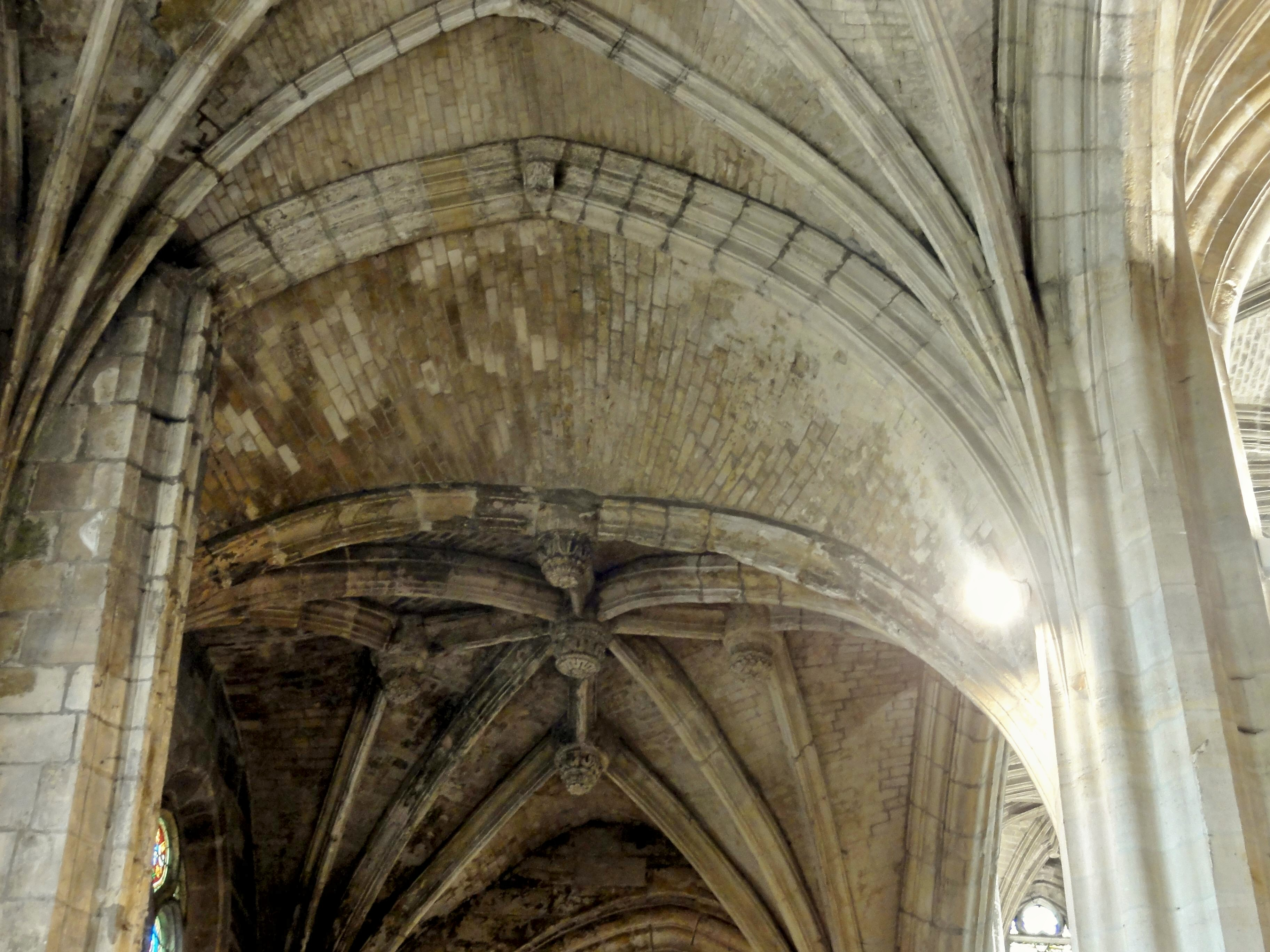
Décrochement entre le collatéral nord de la nef et le déambulatoire.

Dans la région, l'église Sainte-Maxence est l'un des rares exemples d'une reconstruction totale après les dégâts infligés par la guerre de Cent Ans, c'est-à-dire qu'aucune partie de l'ancienne église n'a été conservée. Comme souvent, aucun document d'origine n'est connu sur la construction de l'église, mais il ne peut être exclu qu'il en existe, car aucun auteur n'a encore entrepris un travail de recherche sur l'histoire de l'église Sainte-Maxence.
On peut distinguer globalement trois campagnes de construction : 
- la nef et ses collatéraux datent du dernier quart du XVe siècle,
- le chœur avec son déambulatoire datent de la première moitié du XVIe siècle.
Il est rare que la nef ait été construite avant le chœur, qui en tant qu'espace de la célébration eucharistique bénéficie habituellement d'attentions particulières. Afin de pouvoir toujours célébrer des messes pendant les travaux, le chœur de l'église précédente a dû être conservé pendant la construction de la nef, puis il a été démoli et la partie arrière de la nef a dû servir provisoirement de chœur. Des inhumations sont faites in novo choro en 1573 , ce qui laisse penser que le nouveau chœur est pratiquement terminé à cette date.
- le clocher a été construit en dernier lieu, pendant la seconde moitié du XVIe siècle voire pendant le premier quart du XVIIe siècle. Un jugement de la prévôté du Pont du 19 août 1585 nous apprend que Pierre Tourrier doit rembourser plusieurs rentes à la fabrique de l'église et à la confrérie Notre-Dame dont les sommes doivent être remises « ès mains de maistre Pierre de Lally, Me masson, entrepreneur des ouvrages du dict clocher ». Il s'agit en fait de Pierre de Lalict, fils de Michel de Lalict qui a été maître maçon de la cathédrale de Beauvais où il travaillait après la mort de Martin Chambiges en 1532. Le clocher avait été commencé en 1577[15].

Louis Graves estime que le portail de la base du clocher date du règne de Louis XIV, qui a commencé en 1643, ce qui est une date trop tardive pour le clocher dans son ensemble. Raymond Pousard indique la date de 1577 pour le clocher. Pour des raisons qui restent à expliquer, la voûte de la première travée de la nef porte la date de 1680, et la voûte de l'une des chapelles latérales celles de 1676. Il ne peut s'agir que d'une réfection, car ces voûtes ne font pas entrave au style général de l'église.
Le quasi-ensemble de l'église se présente dans un style gothique flamboyant très pur, presque sans influences de la Renaissance, exception faite de la tendance vers la simplification de la forme des supports des voûtes et du réseau des fenêtres à la fin de la période flamboyante, au milieu du XVe siècle (avec recours au plein cintre pour les arcades secondaires des fenêtres). Effectivement, les parties hautes de l'abside sont d'une grande sobriété, et le remplage des fenêtres avec une barre horizontale en hauteur mais absence d'un meneau central ne s'inscrit pas dans la tradition de l'école flamboyante. Les petites piscines des chapelles rayonnantes sont décorées de coquilles Saint-Jacques et reflètent ainsi une timide concession au style de la Renaissance. Il en va autrement du clocher dont le style Renaissance est clairement affirmé. En regardant la façade occidentale depuis la place de l'Église, la différence de style est clairement visible. De l'intérieur, elle est plus discrète et se traduit par les colonnes à chapiteaux logées dans les angles. Dans son ensemble, l'édifice est d'une rare homogénéité, et il n'y a pas de rupture de style à proprement parler entre la première et la deuxième campagne de construction. L'on note seulement un décrochement des voûtes des collatéraux entre la cinquième et la sixième travée, qui peut être qualifiée de faux transept : En effet, les collatéraux de la nef sont presque aussi hauts que le vaisseau central, ce qui favorise l'éclairage naturel par les fenêtres latérales en l'absence de fenêtres hautes, courante à la période flamboyante. Dans le chœur, le maître d'œuvre du début du XVIe siècle a toutefois souhaité prévoir des fenêtres hautes, ce qui nécessite une différence de hauteur sensible entre abside et déambulatoire. Cette différence est partiellement obtenue en construisant un chœur plus élevé que la nef, mais également en voûtant le déambulatoire à un niveau plus bas que les collatéraux de la nef,,.
L'édifice est classé au titre des monuments historiques par arrêté du 23 mai 1921.

### L'histoire de la paroisse

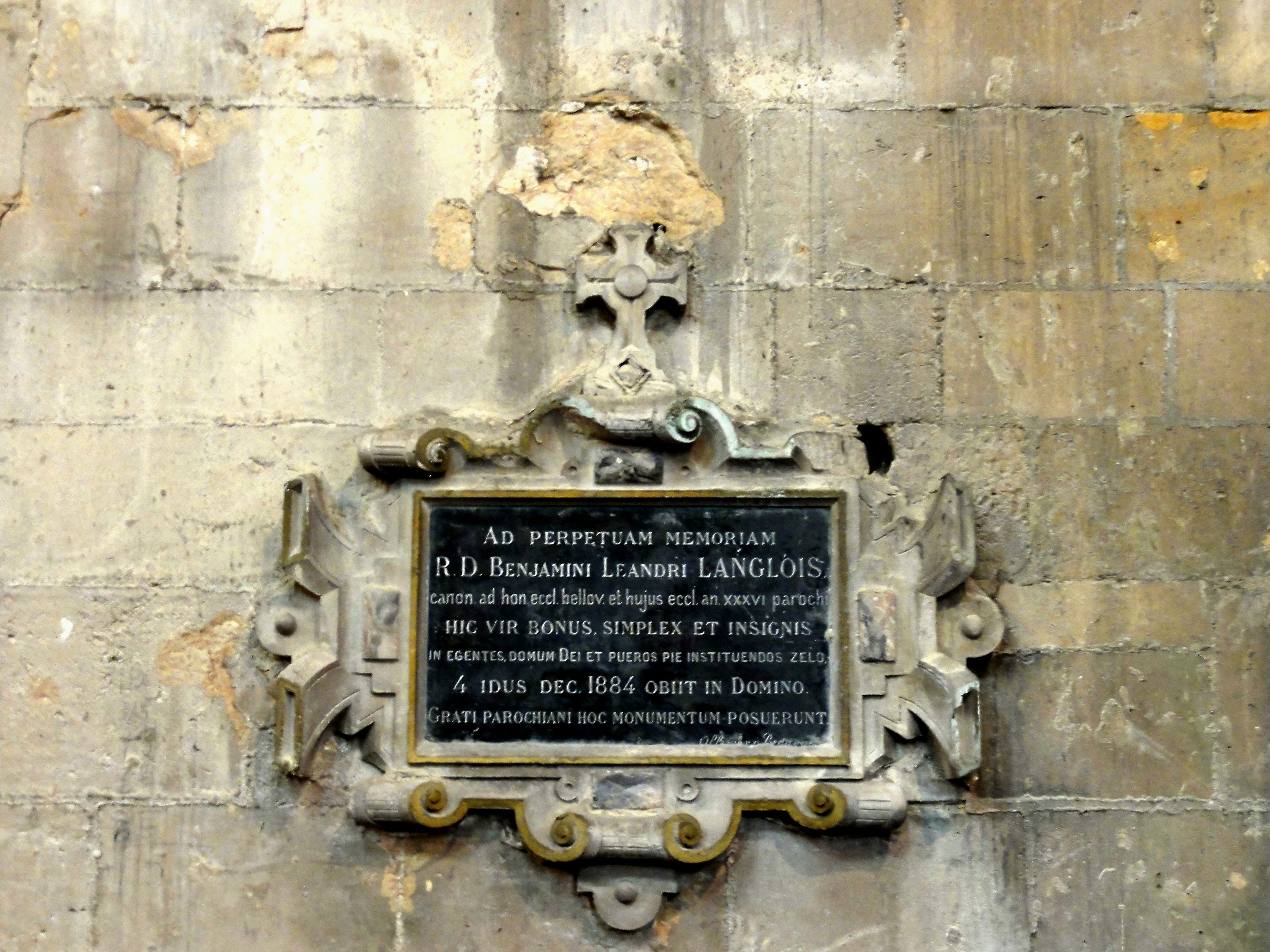
Plaque commémorative pour l'abbé Benjamin Langlois.

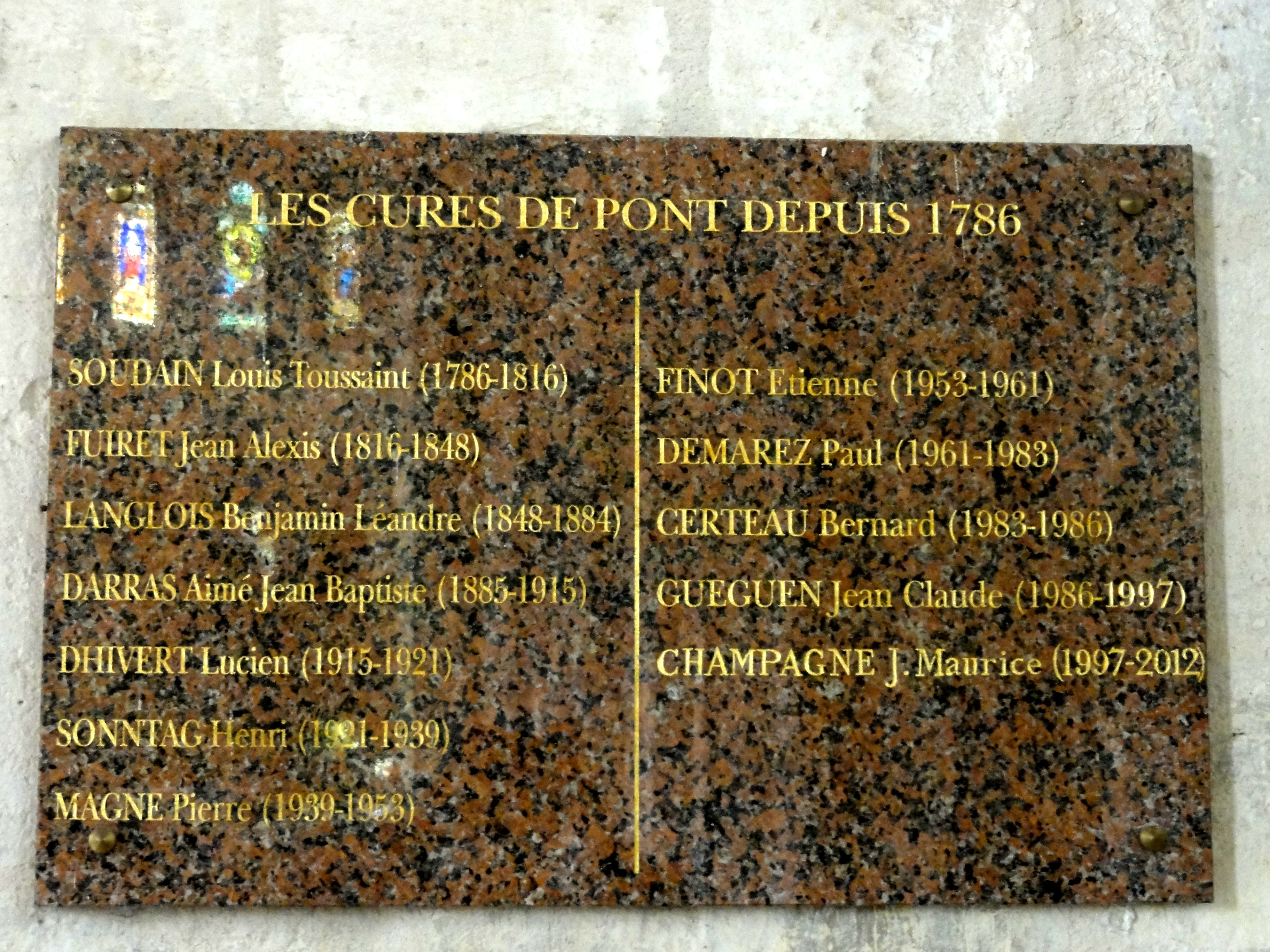
Plaque des curés.

La paroisse de Pont a toujours fait partie du diocèse de Beauvais, qui avant la Révolution française atteint son point oriental extrême à Roberval, alors que l'ancien diocèse de Senlis dont l'évêché est tout proche arrive immédiatement au sud, et que l'ancien diocèse de Soissons arrive jusqu'à Rhuis, petit village à l'est du village voisin de Pontpoint. Comme l'histoire de l'église, l'histoire de la paroisse reste très mal connue et n'a pas encore fait l'objet de publications notables. Ses liens avec le prieuré Sainte-Maxence de l'abbaye bénédictine Saint-Symphorien de Beauvais ont déjà été exposés.
Pendant la seconde moitié du XIXe siècle, la paroisse a été marquée par le curé Benjamin-Léandre Langlois, en fonction de 1848 jusqu'en 1884. Théodore Petit, libraire-imprimeur à Pont, a encore dû le connaître personnellement. Dans sa monographie sur le canton de Pont, il raconte que Langlois « fut la providence des malheureux, recherchant leurs besoins pour les soulager de tout son pouvoir, avec la discrétion et la modestie qui sont les caractéristiques de la vraie bonté. C'était, par exemple, à l'insu des pauvres gens qu'il payait pour eux des dettes gênantes, dont il fit brûler les titres quelques jours avant sa mort. ». Le père Langlois fonda à Pont la Société de Secours mutuels de saint François Xavier, le pensionnat des Frères qui n'est autre que l'actuelle institution Saint-Joseph du Moncel, et une fondation pour l'instruction gratuite des enfants de chœur. Le pensionnat des frères ne faisait pas l'unanimité parmi les citoyens du bourg, mais « original et d'extérieur un peu bourru, l'abbé Langlois sut néanmoins inspirer à tous, sans distinction d'opinions, une grande vénération ». Ces éléments permettent de comprendre pourquoi une plaque commémorative a été apposée pour Benjamin Langlois dans le collatéral nord du chœur, alors que les inscriptions sont très peu nombreuses dans l'église.

## Description

### Aperçu général

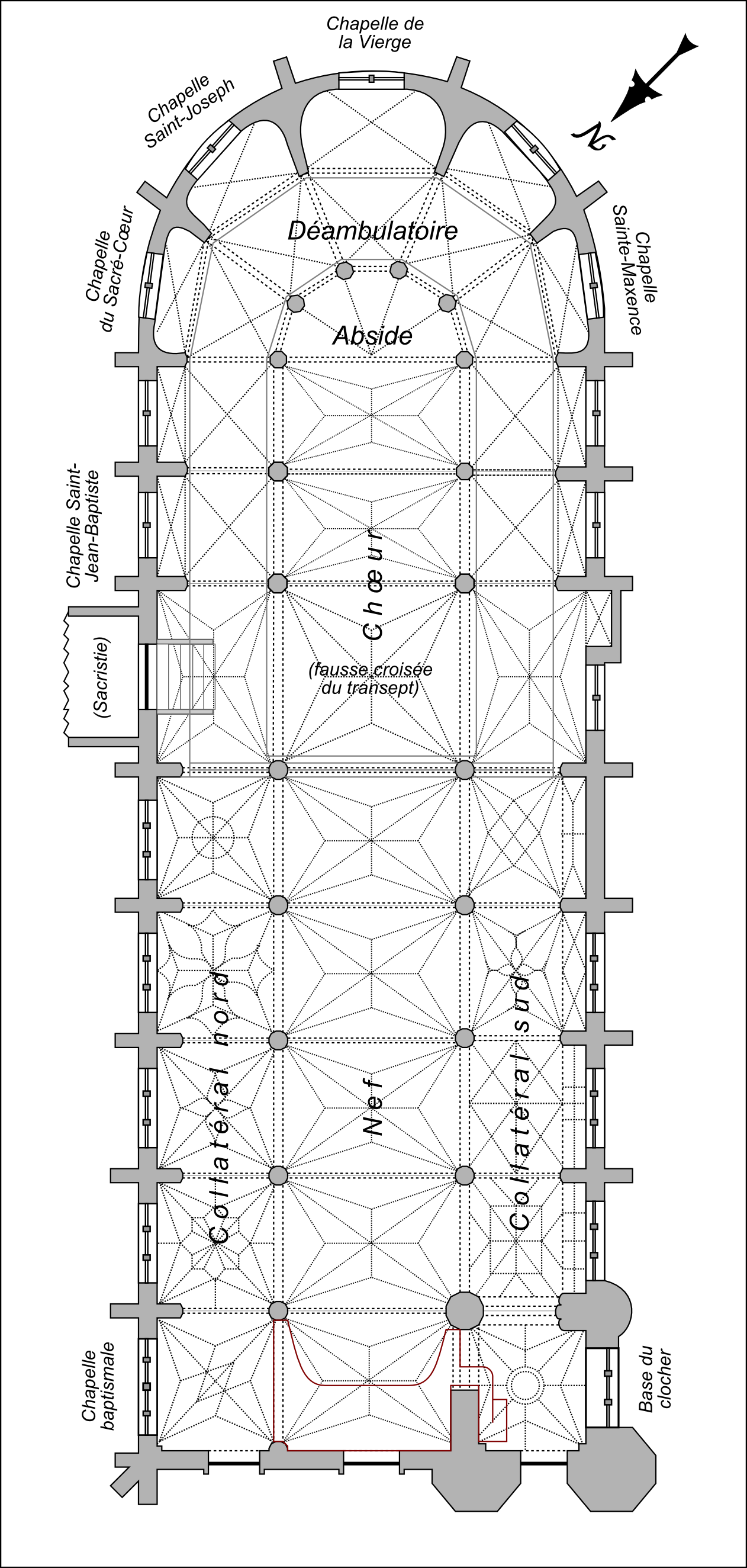
Plan approximatif.

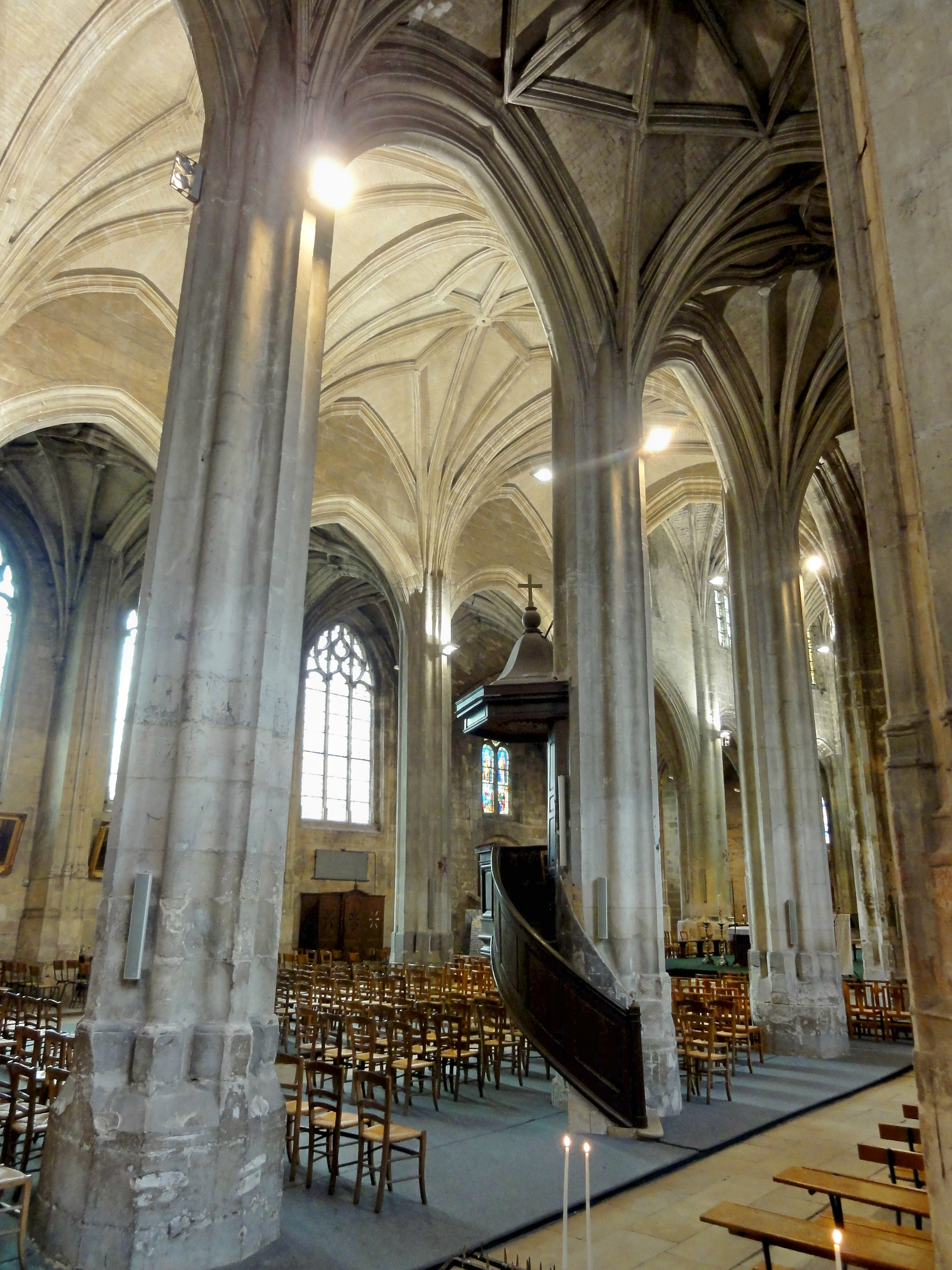
Collatéral sud de la nef, vue sur les grandes arcades.

Irrégulièrement orientée vers le nord-ouest du côté de la façade occidentale, l'église Sainte-Maxence se compose d'une nef de cinq travées accompagnée de deux collatéraux ; d'un chœur comportant trois travées droites et une abside à cinq pans ; et de deux collatéraux du chœur formant déambulatoire avec cinq chapelles rayonnantes, toutes de dimensions à peu près égales. Chaque travée des collatéraux possède une petite chapelle, sauf la première travée des collatéraux du chœur (une niche existe cependant dans le mur de la première travée du collatéral sud). Ces chapelles sont de très faible profondeur dans les collatéraux de la nef, et sont obtenues par des contreforts intérieurs qui subdivisent les murs du nord et du sud. Elles sont plus profondes dans le chœur. L'ensemble de l'édifice atteint une longueur de 60 m et la largeur est uniformément de 20 m, pour une hauteur sous voûtes de 13 m à 14 m. L'église Sainte-Maxence se place ainsi parmi les églises moyennes les plus considérables du diocèse. À titre d'exemple, la cathédrale Notre-Dame de Senlis atteint une longueur de 76 m, et la cathédrale Notre-Dame de Noyon 103 m. La hauteur du clocher reste modeste avec seulement 37 m, mais de hautes flèches ne sont plus construites à la Renaissance.
Hormis l'absence de transept, que certains auteurs considèrent comme un défaut bien que sans importance sur le plan esthétique, quelques autres particularités sont à signaler. Dans le faux croisillon nord, un escalier et un portail à deux vantaux donnent accès à la vaste sacristie. La première travée du bas-côté sud possède des piles renforcées afin de pouvoir supporter le clocher, qui se dresse au-dessus. Enfin, les chapelles du collatéral nord de la nef sont voûtées ensemble avec les travées du collatéral, alors que les chapelles du collatéral sud sont voûtées en berceau, solution fréquente pour les niches ou les prolongations de travées même à la période gothique. Là aussi, certains auteurs voient un défaut et parlent d'un déséquilibre, mais l'irrégularité décrite ne s'aperçoit pas depuis la nef. Comme fréquemment à la période gothique, les travées des collatéraux sont carrées et représentent la moitié d'une travée de la nef. La première travée du chœur est également carrée et hérite ce plan des croisées du transept des églises qui en sont pourvues,,. Chacun des trois vaisseaux possède un portail dans la façade occidentale, mais aucun accès n'existe sur les autres façades, hormis indirectement par la sacristie. Nef et collatéraux sont couverts ensemble par un toit à croupe à l'ouest et un pignon du côté du chœur. Les collatéraux du chœur et le déambulatoire sont couverts par un toit en appentis s'appuyant contre les parties hautes. Abside et déambulatoire se terminent extérieurement par une abside en hémicycle.

### Appréciations
Dominique Vermand est le seul scientifique et expert de l'architecture religieuse à avoir consacré un bref article à l'église Sainte-Maxence. Il souligne l'élégance et la clarté de la nef, grâce à la hauteur presque équivalente des collatéraux qui évite un espace sombre en hauteur, fréquent dans les églises flamboyantes et voulu par les architectes afin d'exprimer l'incertitude sur l'au-delà et d'inciter les fidèles à la méditation et au recueillement, à l'instar des symboles de la mort fréquemment utilisés dans les décors renaissants. L'absence de chapiteaux et l'emploi du principe des nervures pénétrantes évite toute lourdeur de style. Principe de base du style flamboyant, il n'est toutefois pas toujours employé avec la même cohérence. Les nervures prismatiques des voûtes se fondent dans les piliers de plan ondulé et se poursuivent, sous la forme de listels et ondulations, jusqu'aux bases. Vermand salue donc l'architecture de la nef, mais remarque aussi l'austérité et les murs parfaitement lisses de l'abside et des chapelles rayonnantes.
Charles Leemans (ancien conservateur du musée Gallé-Juillet) salue surtout l'homogénéité générale de l'édifice, mais parvient à certaines conclusions surprenantes. Du fait du « déséquilibre » des collatéraux de la nef, seul le chœur présenterait un « déroulement harmonieux, mais le transept manque ». Pour cette raison, il estime que la valeur de l'église se situe surtout dans les détails, en mentionnant notamment les voûtes à liernes et tiercerons des collatéraux de la nef et l'esthétique des nervures pénétrantes, qui évoquent le monde végétal. Pourtant, le type de voûtement est loin de constituer un détail, et les détails à proprement parler, comme les chapiteaux, font défaut dans l'église de Pont. Leemans critique aussi le mauvais éclairage naturel des chapelles rayonnantes, pourtant pourvues de fenêtres : il doit s'agir d'une confusion avec le déambulatoire. Il est par contre indéniable que le « clocher tronque la façade » comme il dit, et le chœur est effectivement assez sombre, ce qui est imputable à la petite dimension des fenêtres et à la saleté des murs qui nécessiteraient un nettoyage.
Malgré des jugements assez durs sur plusieurs aspects et souvent marqués par des opinions personnelles (« malheureux retable du XIXe siècle »), Leemans reconnaît que l'église Sainte-Maxence pourrait être « l'un des plus enviables morceaux d'architecture flamboyante au nord de Paris ». En parlant de l'intérieur de l'église, Raymond Poussard formule un avis similaire et parle de l'« un des plus beaux exemples de style flamboyant existant en Picardie et en Île-de-France ». Dominique Vermand établit une comparaison avec l'église Saint-Honoré de Verneuil-en-Halatte. Sans doute en raison d'une connaissance limitée de l'architecture religieuse de la région, Charles Leemans voit une similitude du chœur avec celui de l'église Saint-Nicolas-de-Tolentin de Brou, pourtant nettement moins sobre et plus lumineux. L'étage des grandes arcades du chœur et le déambulatoire montrent une grande similitude avec l'église Saint-Antoine de Compiègne, où les parties hautes se distinguent par une surface vitrée plus importante et une voûte à liernes et tiercerons commune à l'ensemble du chœur. Abstraction faite du remaniement des grandes arcades du chœur dans le style classique, l'église Saint-Merri de Paris est également stylistiquement très proche de l'église Sainte-Maxence.

### Intérieur

#### Nef

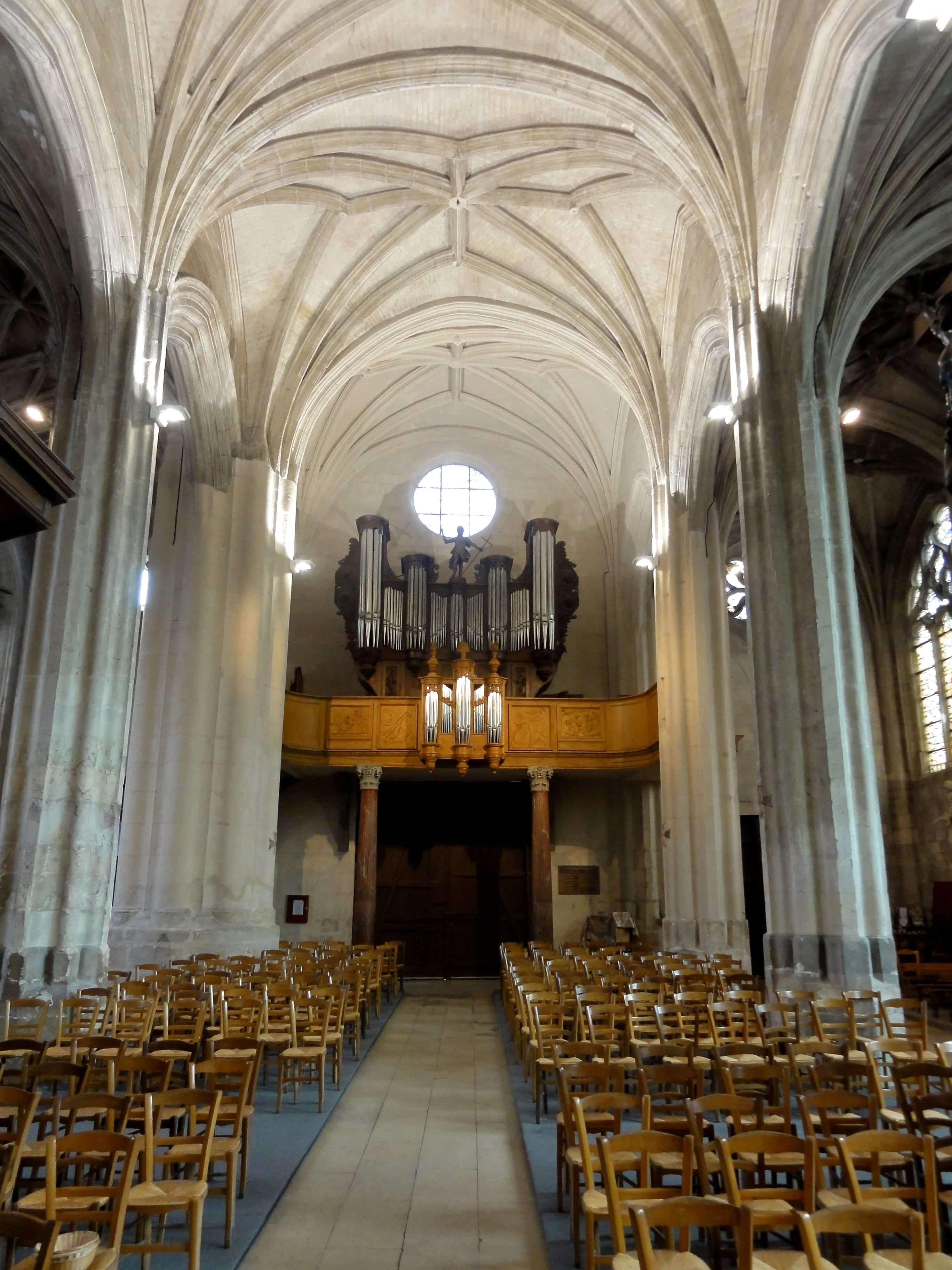
Nef, vue vers l'ouest.

La nef est claire et lumineuse, et elle le serait encore davantage si les bâtiments de l'institution Saint-Joseph ne s'approchaient pas de si près des fenêtres du collatéral sud. Des nefs avec ces qualités sont rares à la période flamboyante, où les fenêtres hautes deviennent l'exception : le jour ne peut plus entrer que par les collatéraux et le chœur, ou par la façade occidentale. En l'occurrence, cette dernière n'est percée que d'un oculus. L'éclairage devient indirect et tamisé, d'autant plus si des chapelles accompagnent les collatéraux, comme c'est le cas dans l'église Sainte-Maxence. Ce sont deux circonstances qui assurent pourtant une luminosité satisfaisante : les collatéraux atteignent les 80 % de la hauteur de la nef, et la pierre employée est d'un teint très clair. Le chœur ne possède pas les mêmes qualités, ce qui se constate de première vue depuis la nef : le regarde plonge dans un espace sombre. La grande élégance de la nef vient aussi de l'accentuation de sa largeur par le profil en cintre surbaissé des doubleaux de la nef et donc des voûtés, et par les grandes arcades brisées surbaissées. La hauteur n'est plus systématiquement recherchée dans les églises flamboyantes, et l'église Sainte-Maxence montre qu'un bel effet peut également être obtenu avec une hauteur sous voûtes assez modeste par rapport à l'importance de l'église, soit de 13 m environ. Alors que le style gothique primitif avec ses faisceaux de nombreuses colonnes et colonnettes et ses gros chapiteaux a besoin de créer l'impression d'un espace intérieur élancé afin d'éviter toute lourdeur, ce n'est plus le cas avec le principe des nervures pénétrantes et des piliers de plan ondulé. Le profil prismatique sophistiqué des nervures des voûtes et des grandes arcades évite la monotonie par son jeu d'ombre et de lumière, et son raffinement évite de penser que l'architecte a voulu faire simple. Toutes les voûtes de la nef sont à liernes et tiercerons. En additionnant le nombre des ogives, liernes, doubleaux et formerets, ce sont donc neuf nervures identiques qui se fondent dans les piliers, ce qui n'est pas loin d'évoquer les nervures des feuilles d'un arbre. La façon organique et donc naturelle de laquelle les voûtes sont liées aux supports est en grande partie responsable du raffinement qu'exprime la nef. Le profil plus aigüe des formerets par rapport à celui des grandes arcades jusqu'en dessous crée une tension qui aide à éviter la monotonie. Les piliers suivent un plan compliqué et se situent à mi-chemin entre les piliers fasciculés et les piliers ondulés de la période flamboyante tardive, où tous les angles auront disparu. L'architecte a opté pour une alternance entre colonnettes rondes fondues dans les piliers, et pilastres angulaires adossés à des colonnes plus fortes, qui correspondent ici aux doubleaux de la nef et aux grandes arcades,.

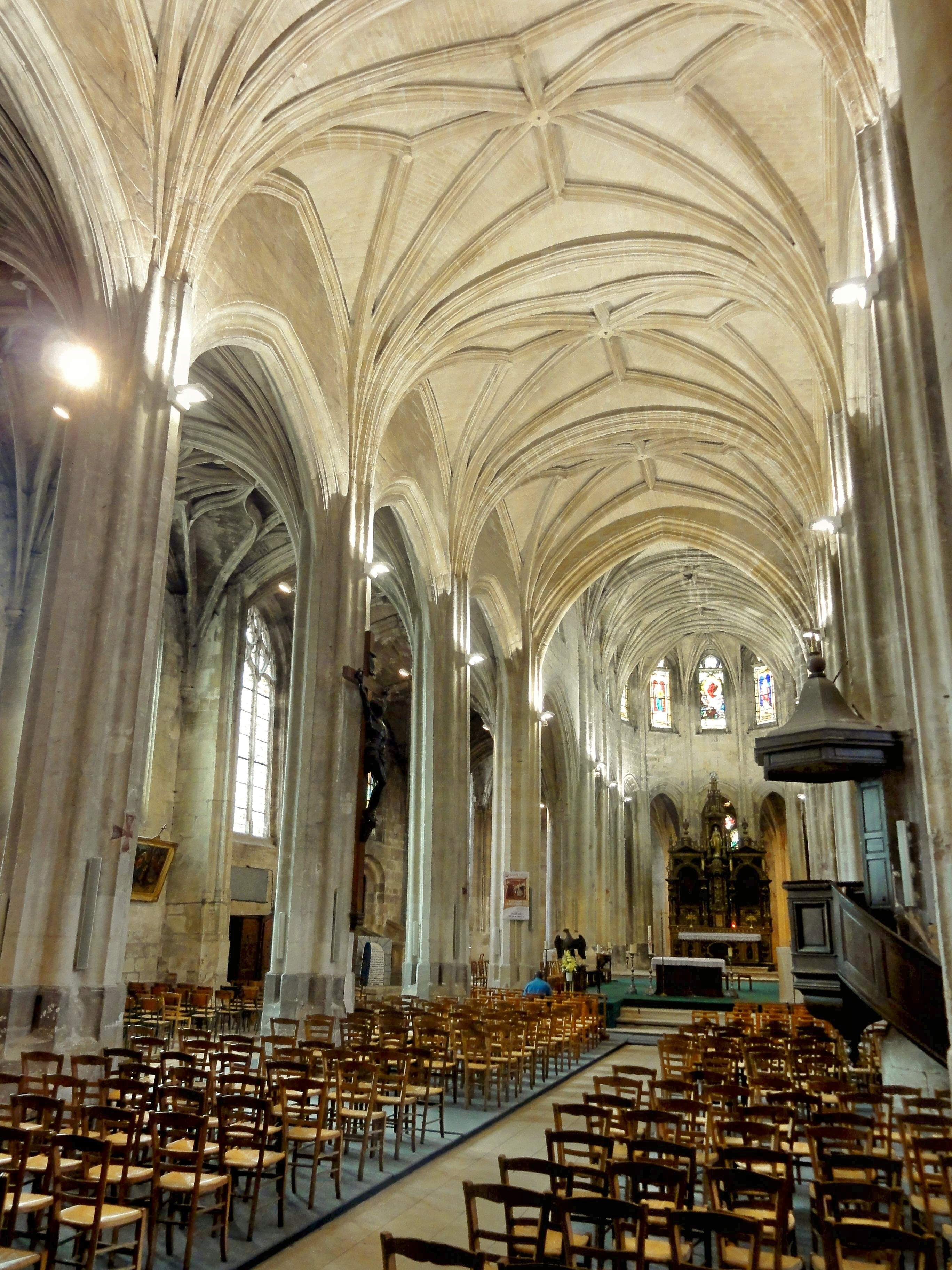
Nef et collatéral nord.
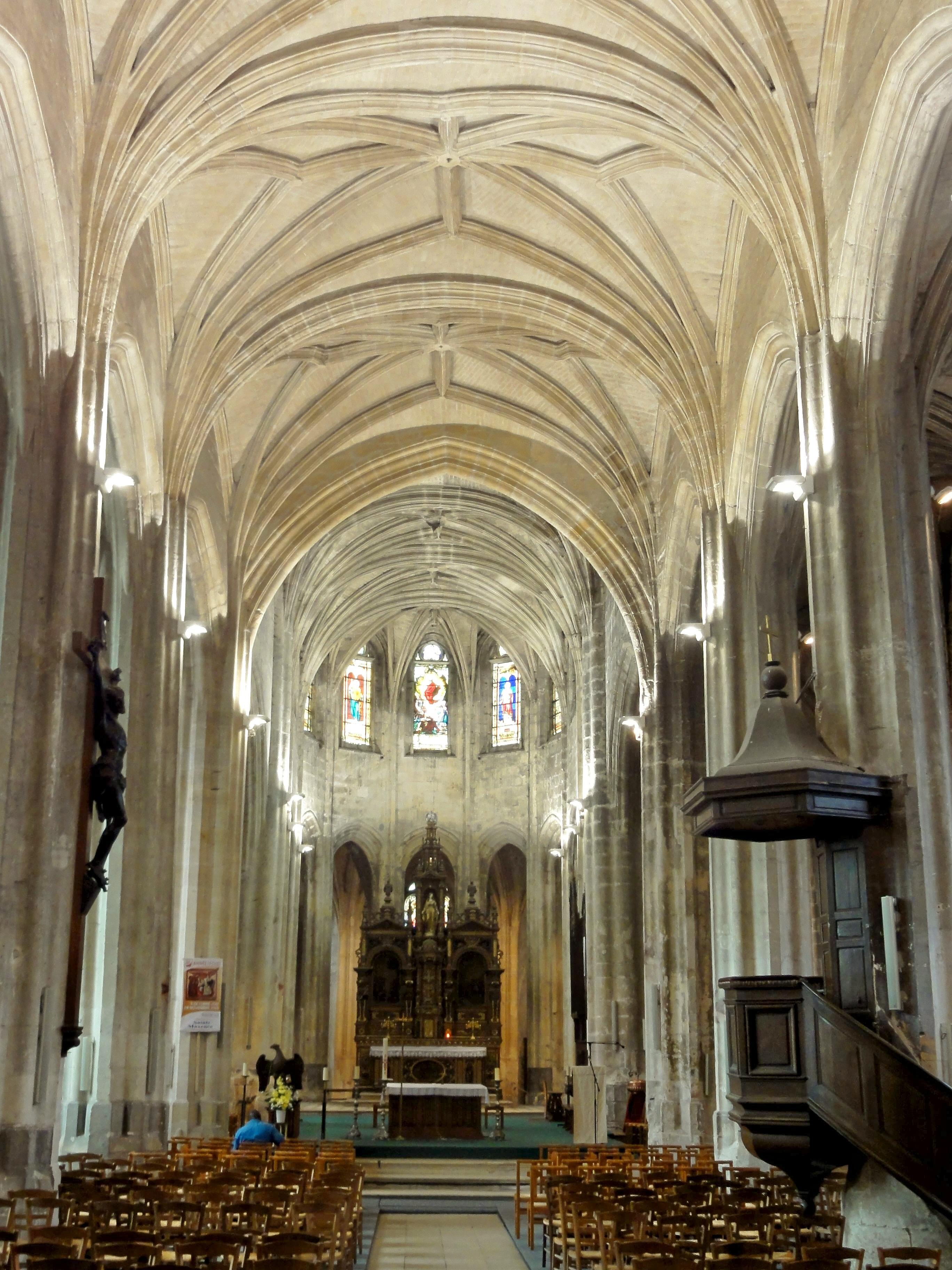
Nef, vue vers l'est.
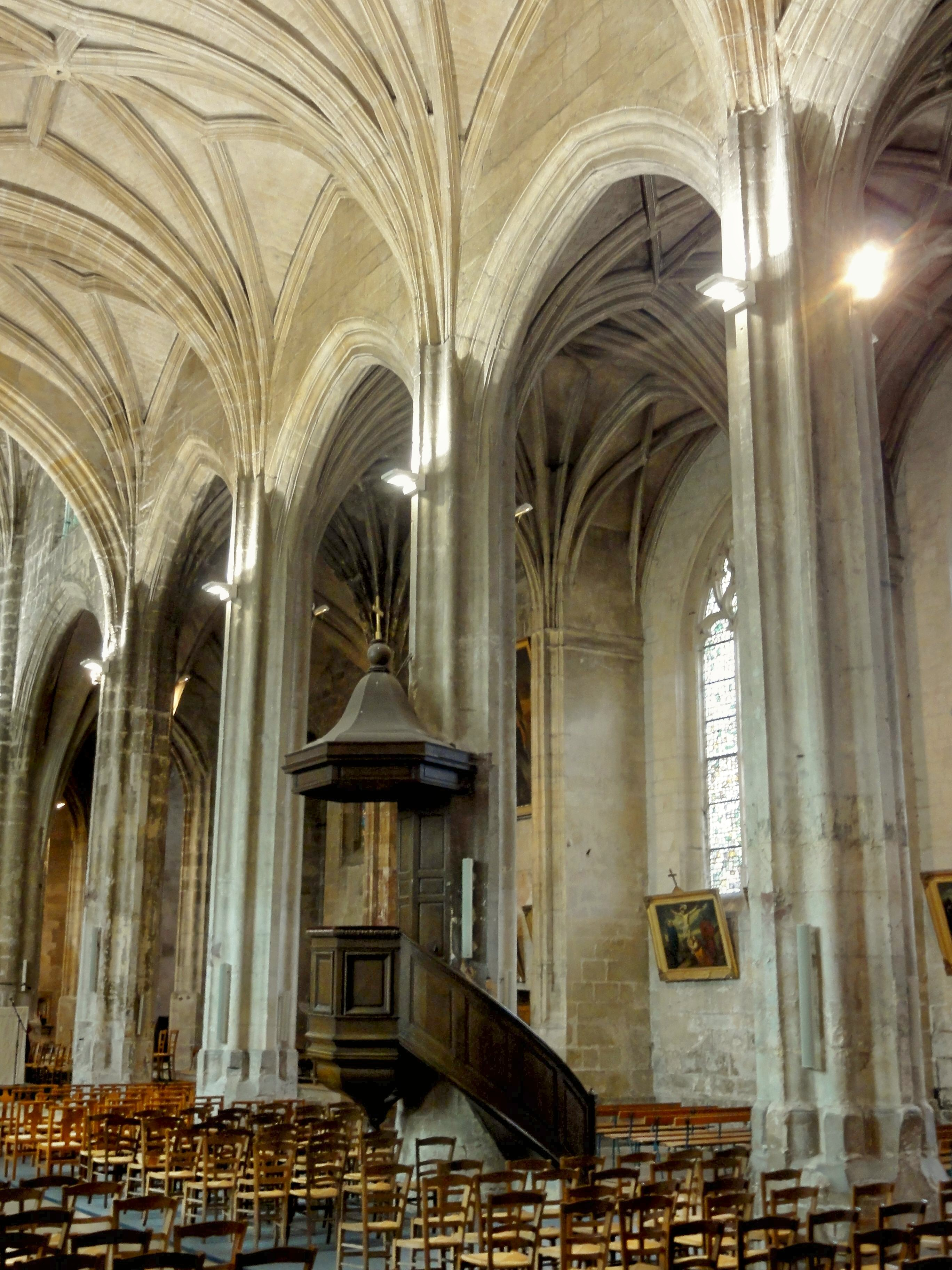
Nef, grandes arcades du sud.
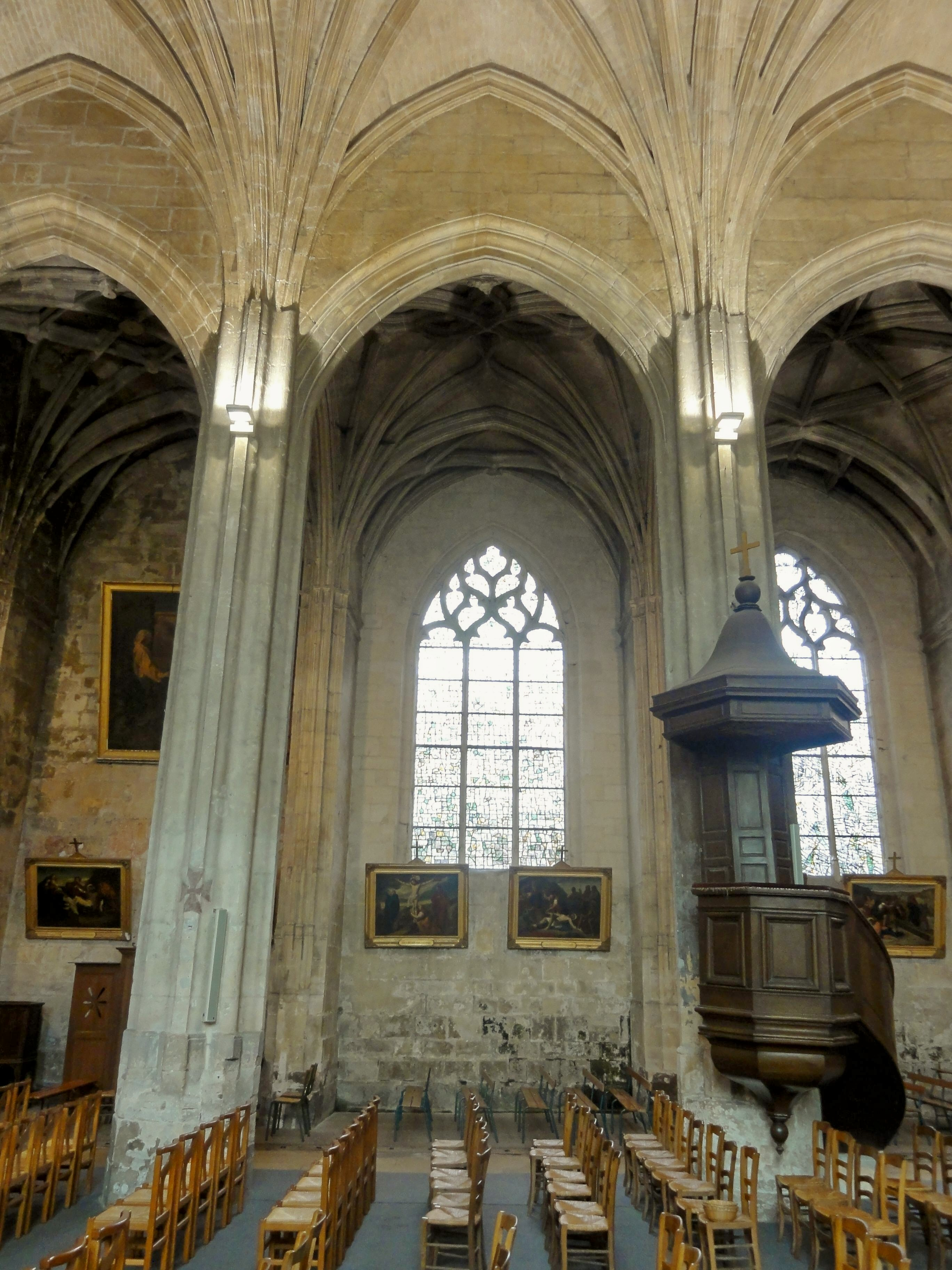
Nef, grandes arcades du sud.
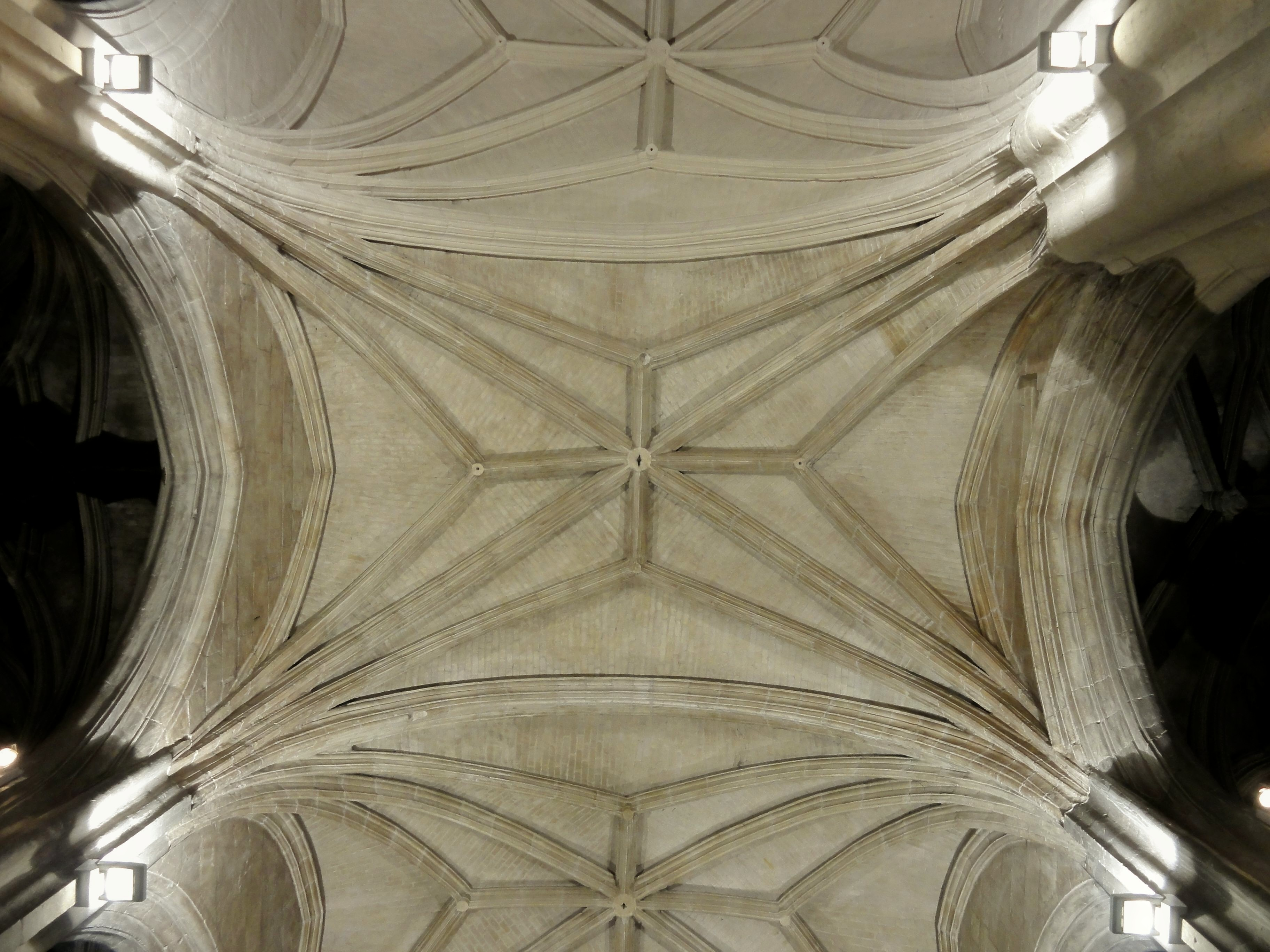
Voûte de la nef.
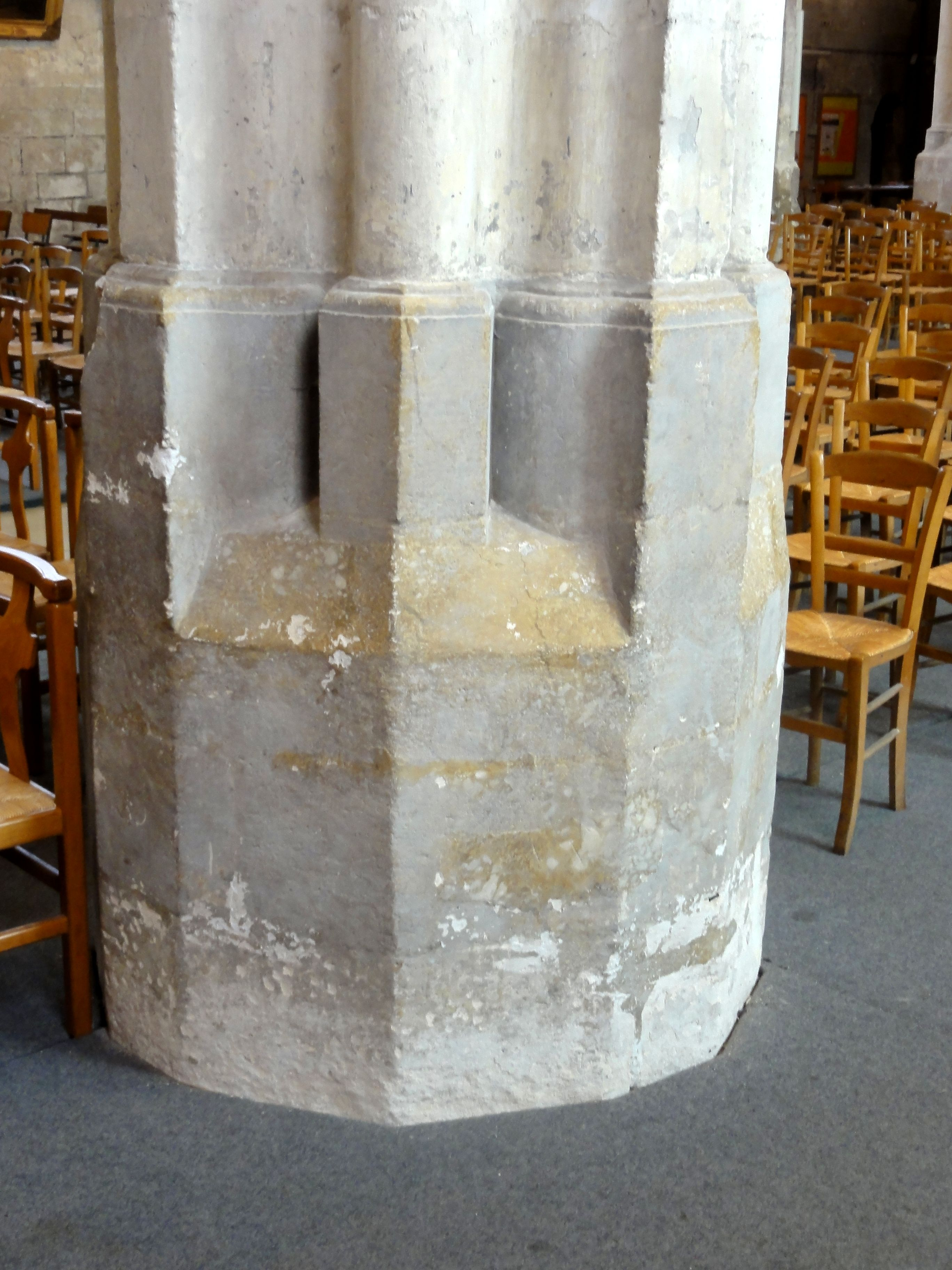
Base des piliers.

#### Collatéraux de la nef

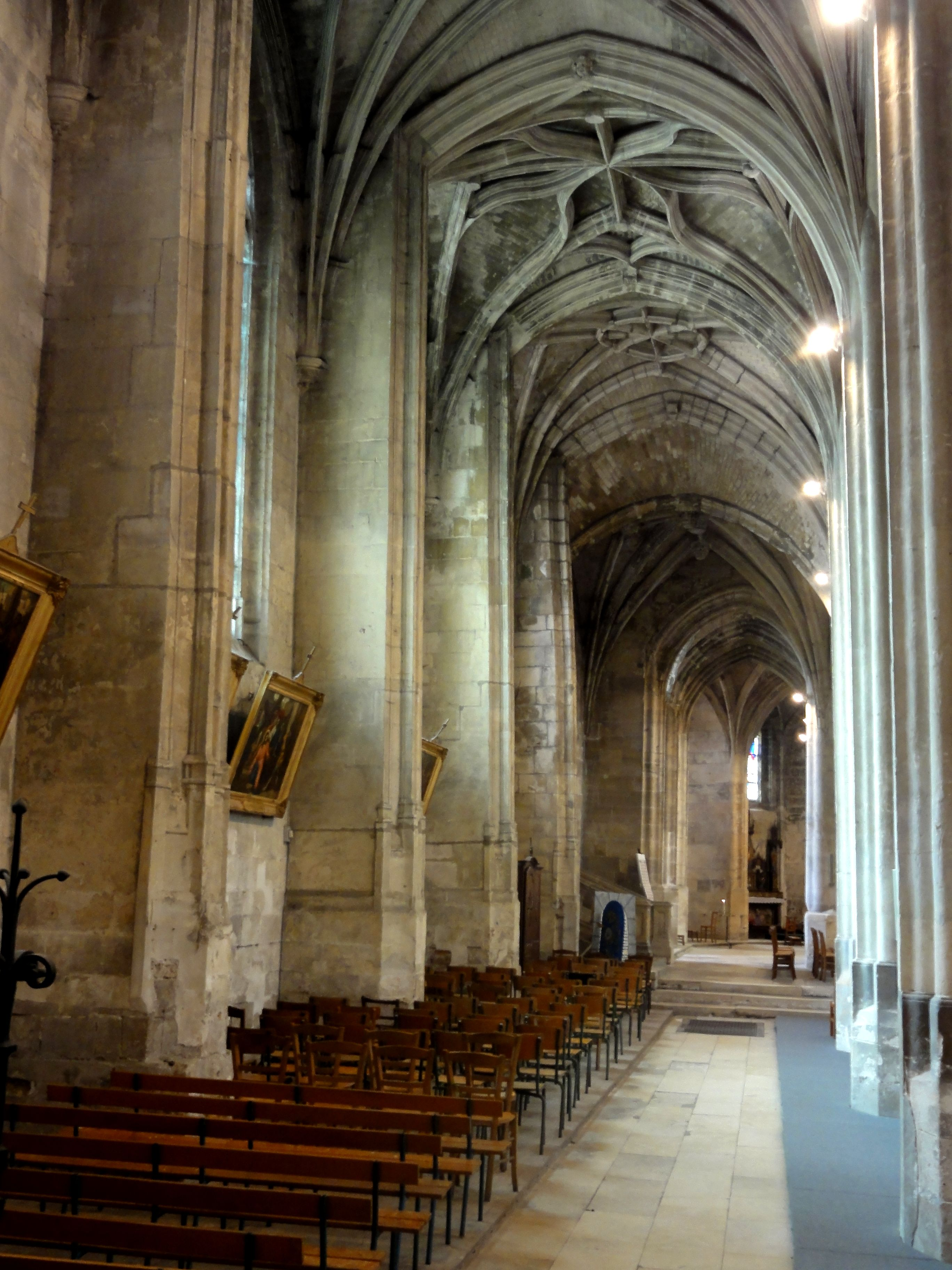
Collatéral nord.

Les dix travées au total des deux collatéraux se signalent surtout par le dessin varié de ses voûtes. Chacun différents, ils appartiennent à deux groupes. Six dessins proposent des variations du dessin à liernes et tiercerons de base telle que l'on l'observe dans la nef. Ils n'ont recours qu'à des lignes droites, avec un cercle au milieu dans deux cas (dont le trou de cloches de la première travée du sud) ou un voire plusieurs losanges. Les quatre autres dessins incluent des lignes courbes en leur centre, et dans un cas, les ogives proprement dites manquent dans certains cas et sont entièrement remplacés par les nervures secondaires. Ces dessins évoquent des fleurs. Trois parmi eux se trouvent dans le collatéral nord. Selon l'avis de Charles Leemans, « Le sculpteur a voulu plaire, se jouer du calcaire tendre. Ce n'est pas une œuvre d'architecte ». Par ailleurs, les courtes voûtes en berceau des chapelles de la deuxième à la cinquième travée du sud possèdent également des nervures indépendantes des voûtes d'ogives, ce qui est assez rare. Les fenêtres sont elles aussi remarquables avec leurs riches réseaux flamboyants de trois formes surmontées par de multiples soufflets et mouchettes. Elles sont de dimensions généreuses, mais elles n'occupent qu'environ 60 % de la longueur d'une travée, et l'on est loin de l'effet « cage de verre » des églises rayonnantes les plus remarquables. La première travée du nord fait exception avec une fenêtre à quatre formes qui éclaire la chapelle baptismale, alors que la cinquième travée du sud est dépourvue de fenêtre. Comme pour la nef, l'éclairage par l'ouest n'est assuré que par un modeste oculus. Quant aux grandes arcades, elles ont déjà été décrites. Les piliers engagés dans les contreforts intérieurs qui forment les chapelles ont des bases différentes de celles des grandes arcades. La forme de ces bases est plus élaborée et répond au schéma dite en forme de bouteille. Les très fortes piles de la base du clocher ne dérogent pas à la règle, bien que le clocher soit de style Renaissance. Rien n'est à dire sur les chapelles, qui ne sont que des subdivisions dans le fond des collatéraux. Elles ne possèdent pas de petits autels et n'abritent pas non plus de statues, mais sont décorées par les beaux tableaux peints à l'huile sur toile du chemin de croix,,.

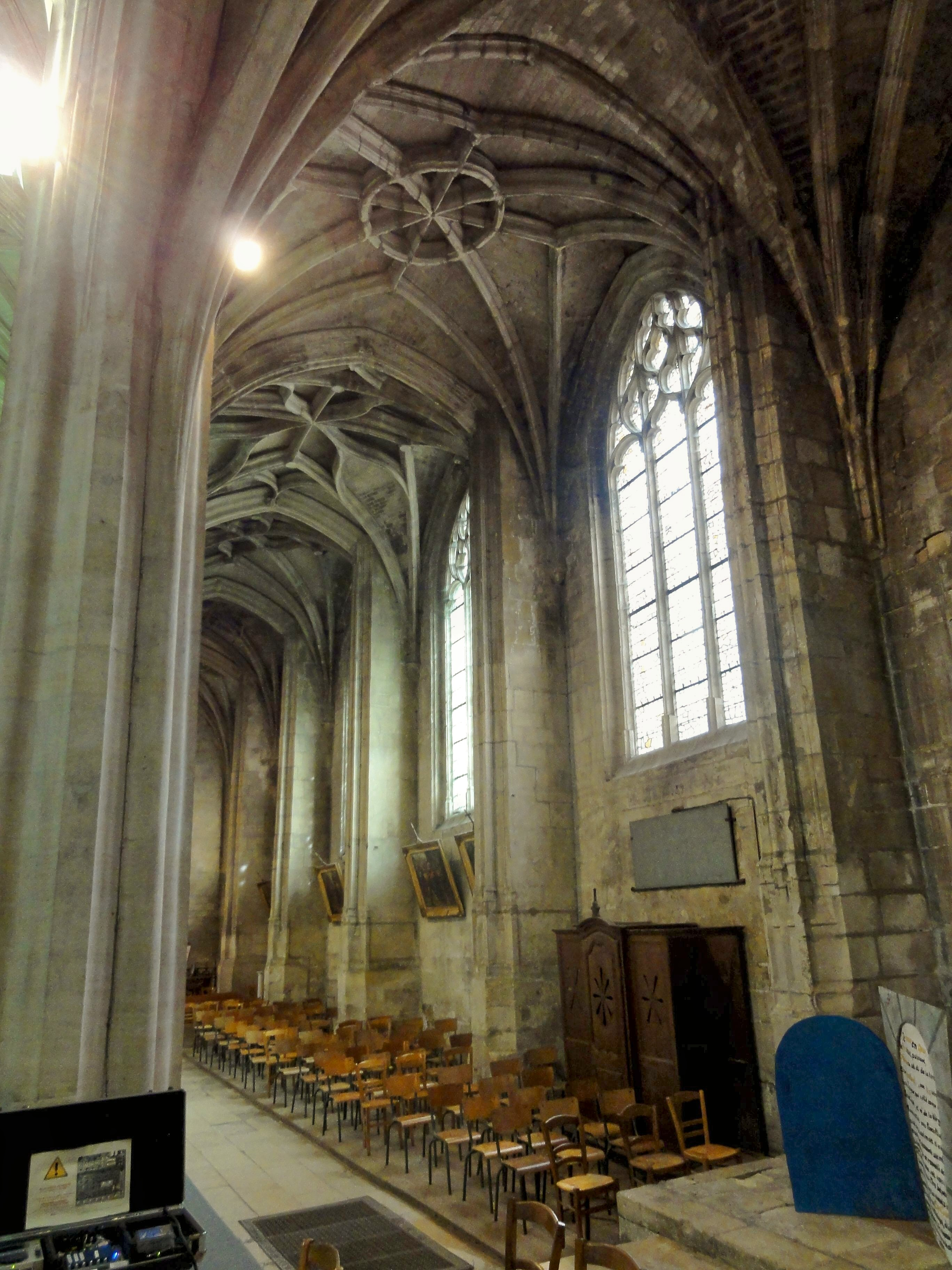
Collatéral nord.
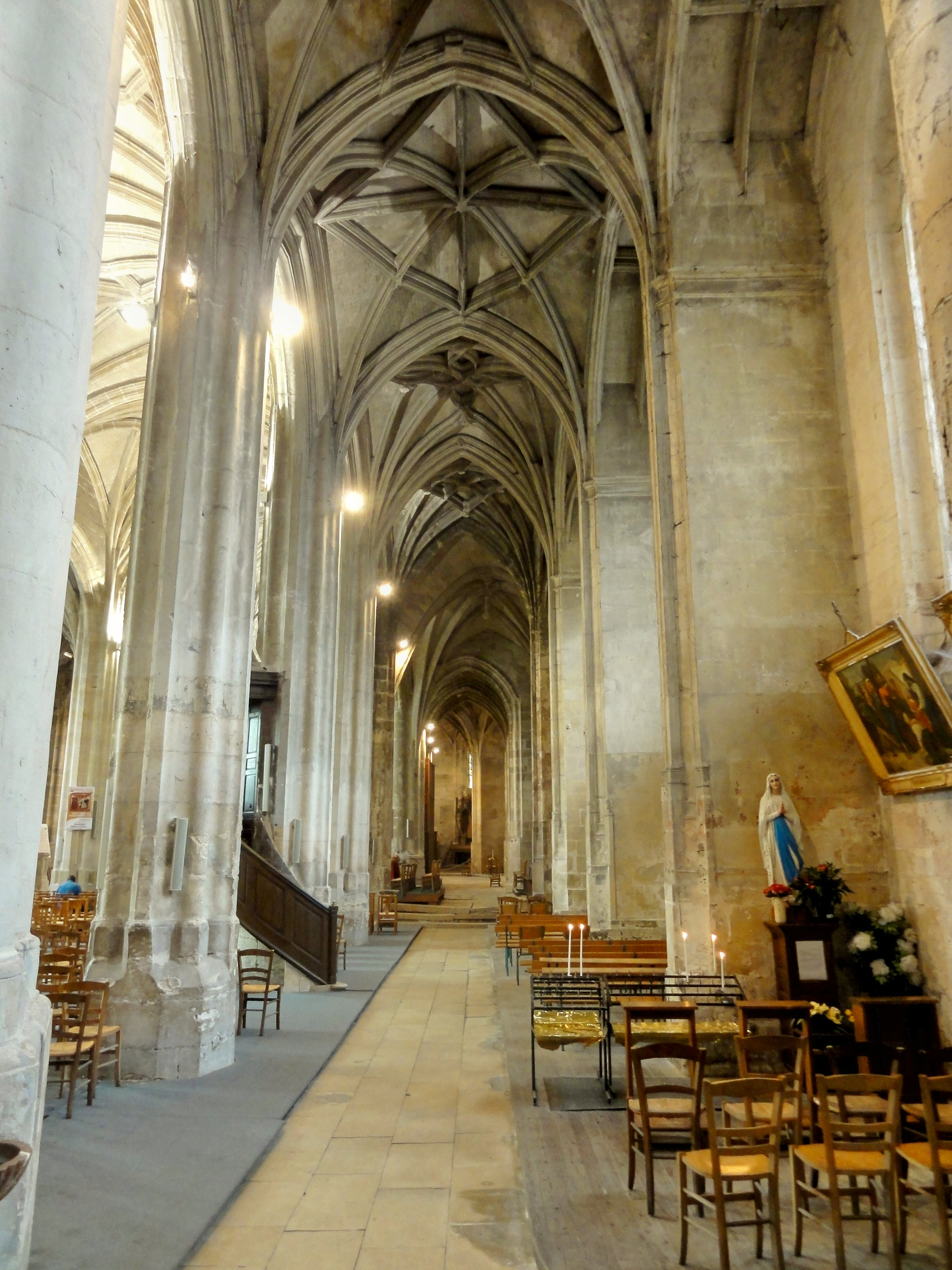
Collatéral sud.
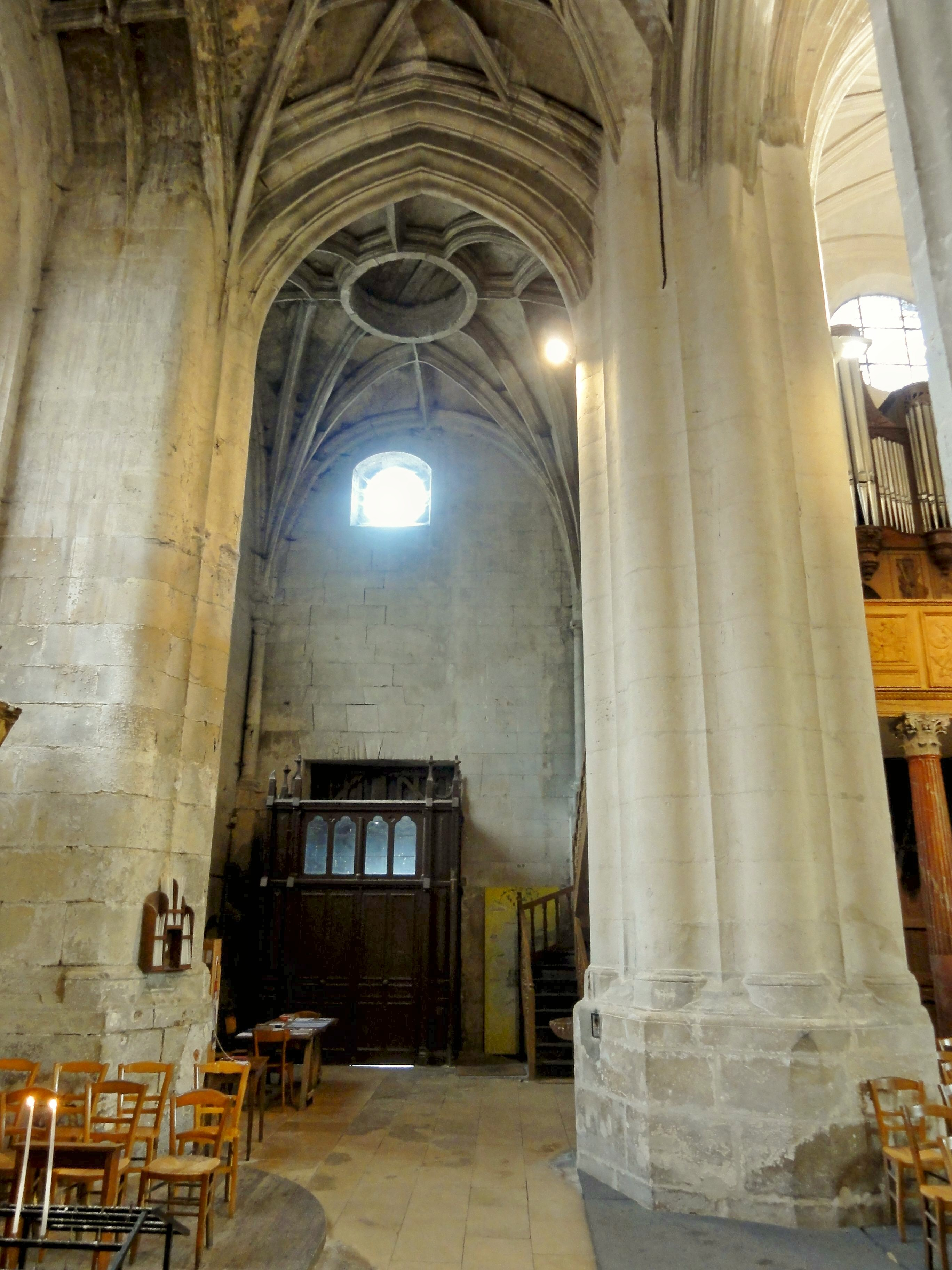
Base du clocher.
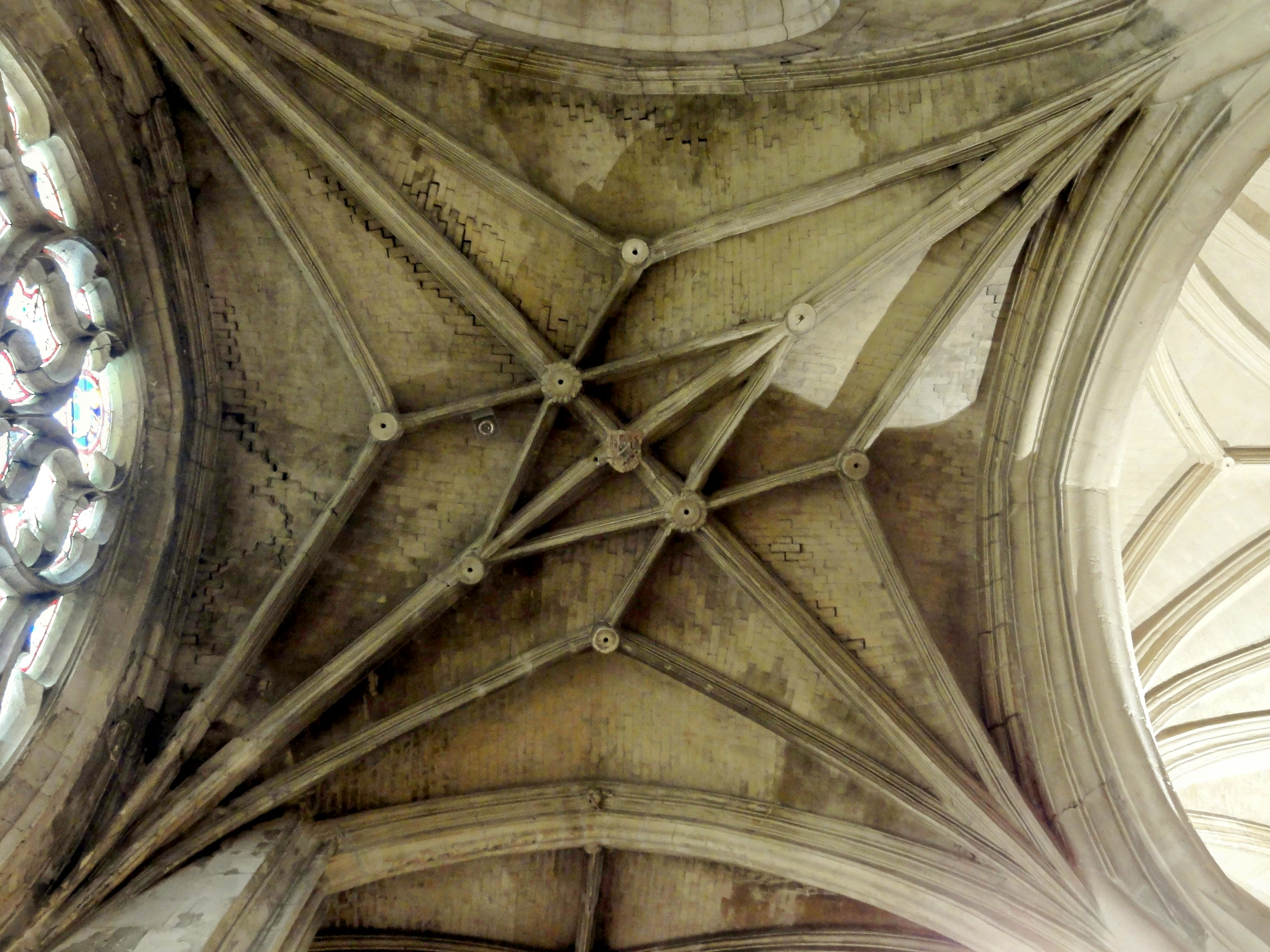
Voûte de la 1re travée nord.
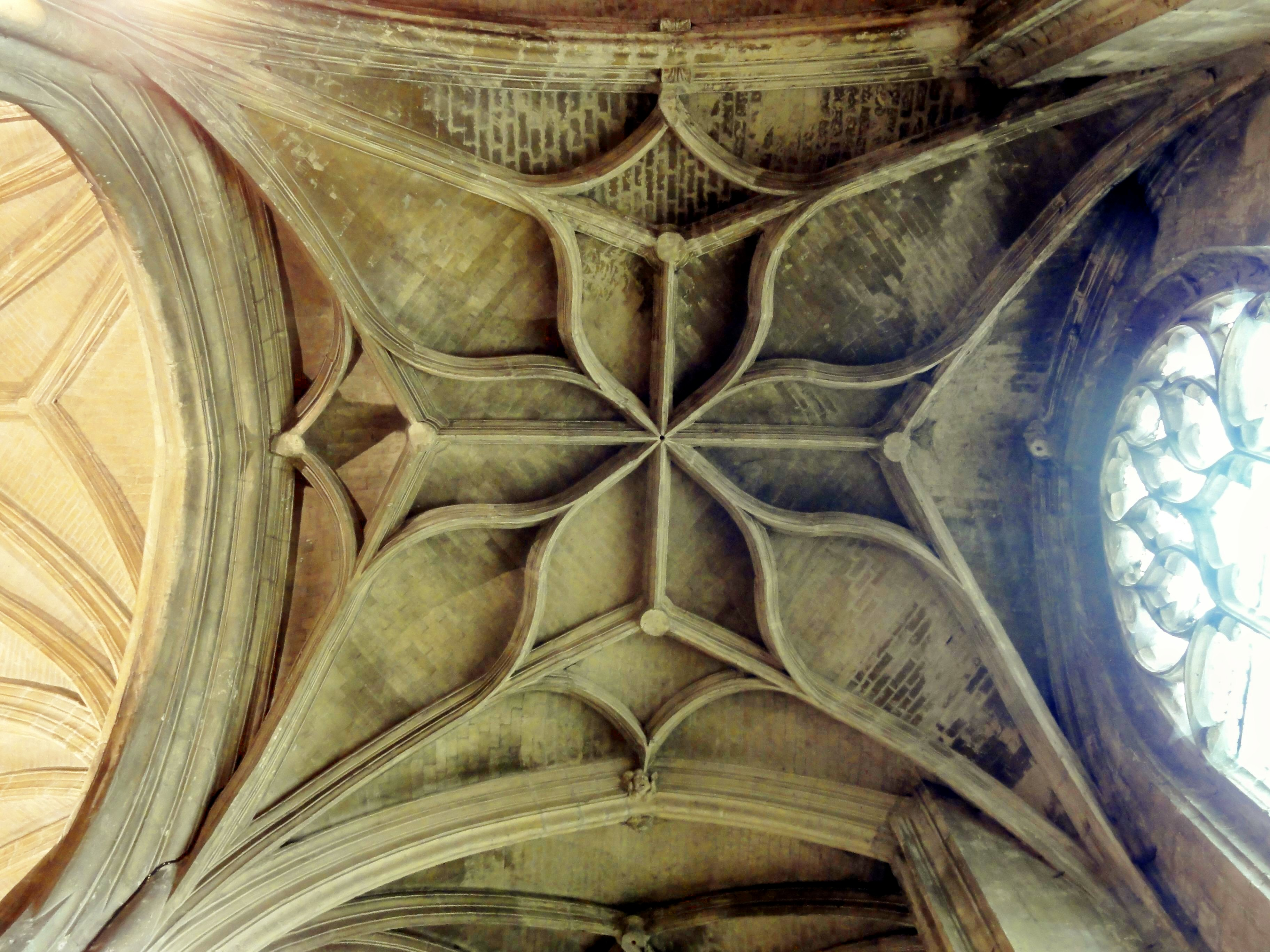
Voûte de la 4e travée au nord.
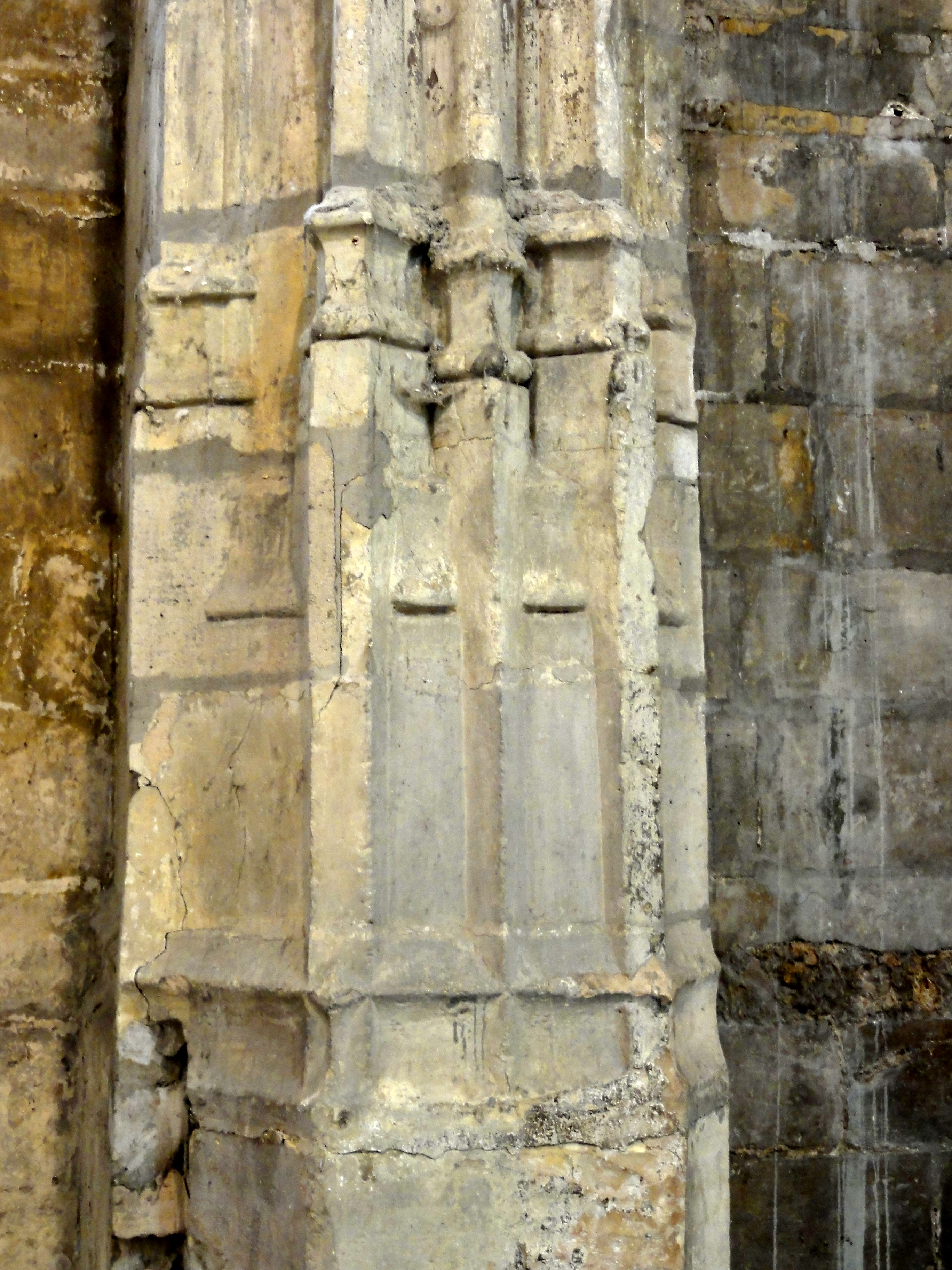
Piliers engagés au nord.

#### Chœur

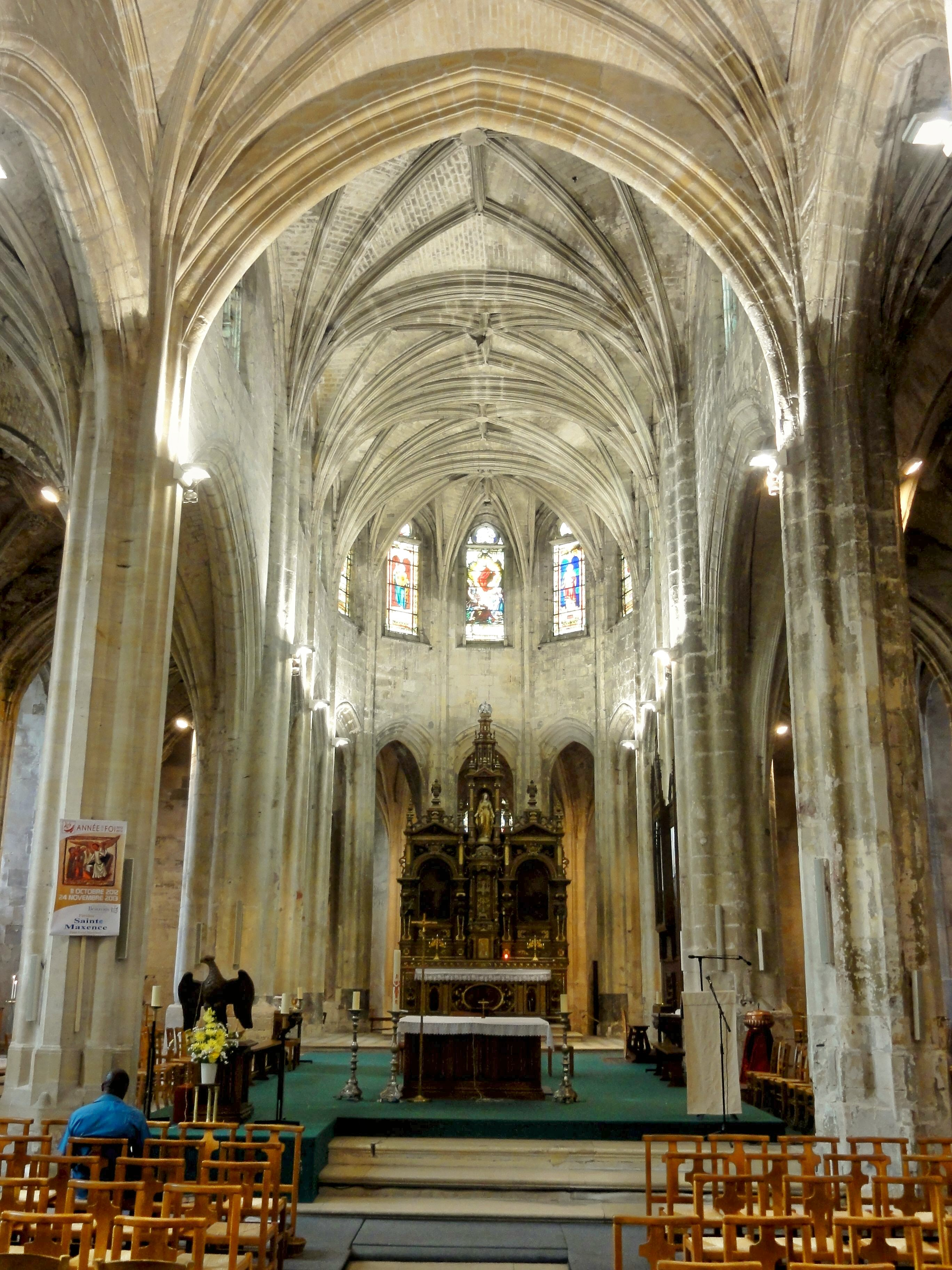
Chœur, vue depuis la nef.

La première travée du chœur est carrée, contrairement aux autres travées du vaisseau central qui sont barlongues. Cette exception ainsi que l'absence de chapelles et le caractère renforcé des supports aux quatre extrémités de la première travée du chœur évoquent une croisée du transept. Pour l'église Sainte-Maxence, il convient de parler d'un faux transept, car les croisillons ne sont pas voûtés à la même hauteur que le vaisseau central, et ont exactement la même hauteur que les collatéraux du chœur et le déambulatoire. En tant que centre d'un crucifix dans le plan cruciforme très répandu, la croisée du transept est généralement le centre de l'espace liturgique, et c'est cette fonction importante que l'architecte a voulu souligner en faisant différer cette travée des autres. Dans l'église Sainte-Maxence, le maître-autel se situe effectivement dans la première travée du chœur. Il s'agit d'un autel récent installé après la réforme liturgique imposée par le concile Vatican II, mais l'ancien maître-autel et son retable au fond du chœur ne datent que du XIXe siècle, et il est bien possible que l'autel d'origine se situait également dans la première travée.
Les grandes arcades du chœur, au nombre de onze si l'on compte les deux collatéraux et le déambulatoire, sont exactement identiques à celles de la nef, sauf bien sûr la plus grande portée pour les arcades des faux croisillons qui donne un profil en cintre surbaissé, et une portée réduite pour les cinq arcades de l'abside, qui deviennent logiquement un peu plus aigües, car comme d'habitude dans les églises, la hauteur des piliers est partout identique. Par contre, les piles entre la première et la seconde grande arcade suivent un plan purement ondulé, sans pilastres adossés à une partie des ondulations. Les piles des travées orientales adoptent ensuite un plan très proche de celui rencontré dans la nef, mais les ogives, liernes et formerets ne redescendent plus le long des murs sous la forme d'ondulations, qui naissent donc seulement au niveau des grandes arcades. Seulement les doubleaux se continuent jusqu'aux bases des piliers sous la forme d'étroits pilastres. Cette simplification rend les murs hauts de l'abside un peu monotones, mais en même temps, les faisceaux de multiples nervures qui s'interpénètrent avant de se fondre dans cet unique pilastre en deviennent encore plus impressionnants. Les voûtes suivent un dessin à liernes et tiercerons conventionnel, tout comme dans la nef.
Comme déjà évoqué, les fenêtres hautes sont relativement petites. En haut des travées droites, elles présentent un remplage de type Renaissance, avec deux arcatures plein cintre surmontées par une mouchette en forme d'oculus. En haut de l'abside, elles ne comportent qu'une seule forme, avec une curieuse barre horizontale en haut et un oculus au somment. L'on peut se demander pourquoi le maître d'œuvre n'a pas opté pour des fenêtres plus larges, notamment en haut de la première travée. Malgré l'existence de ces fenêtres hautes, le chœur est plus sombre que la nef, ce qui est en grande partie imputable au teint sombre des murs que Charles Leemans qualifie d'encrassés, ainsi qu'à la proximité du coteau du mont Calipet, qui empêche le soleil du matin de pénétrer par les fenêtres du déambulatoire. Avec en plus des chapelles rayonnantes nettement plus profondes que les chapelles des collatéraux, l'éclairage indirect par le déambulatoire est quasiment inexistant dans le chœur,,.

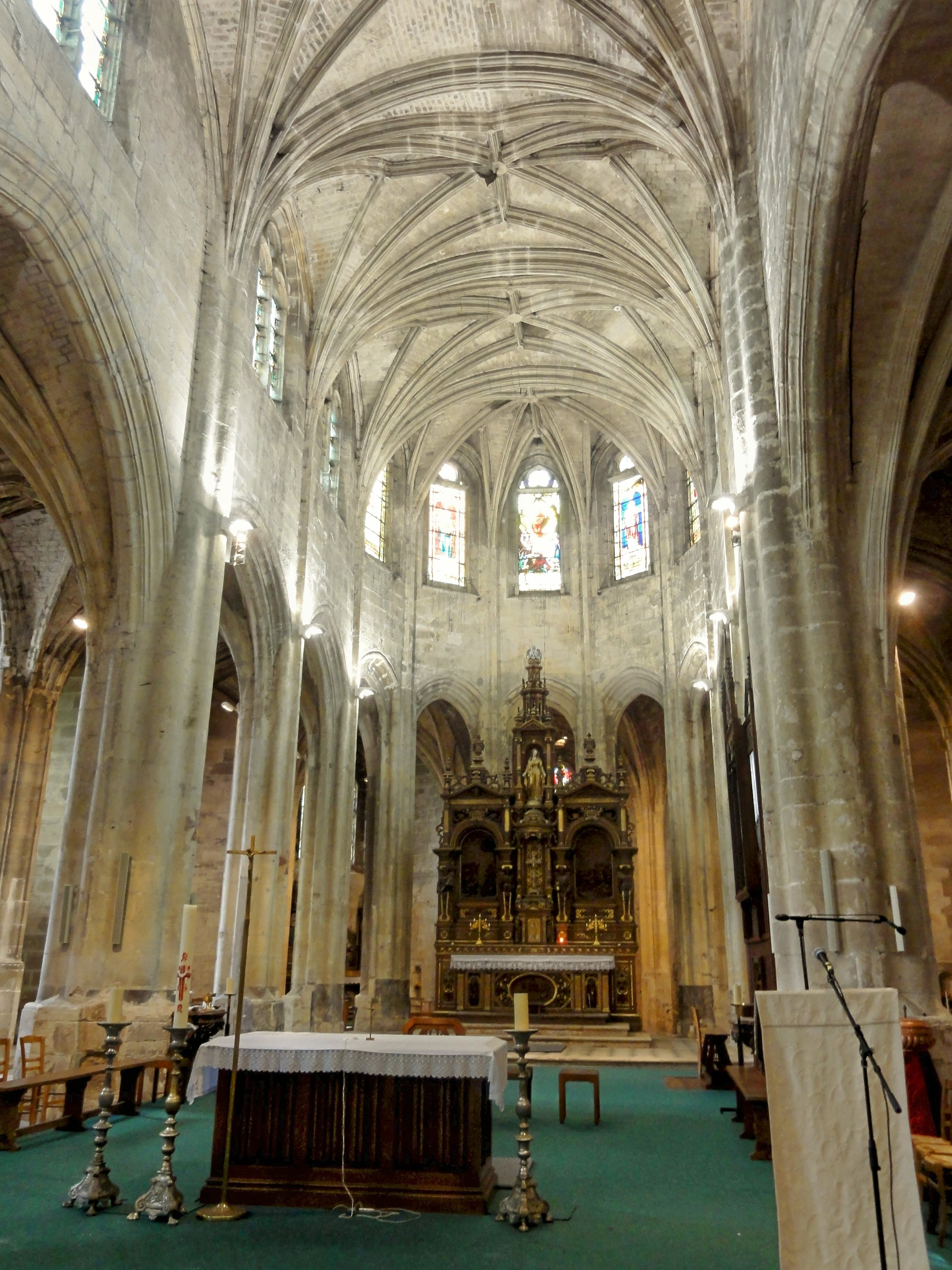
Vue dans le chœur.
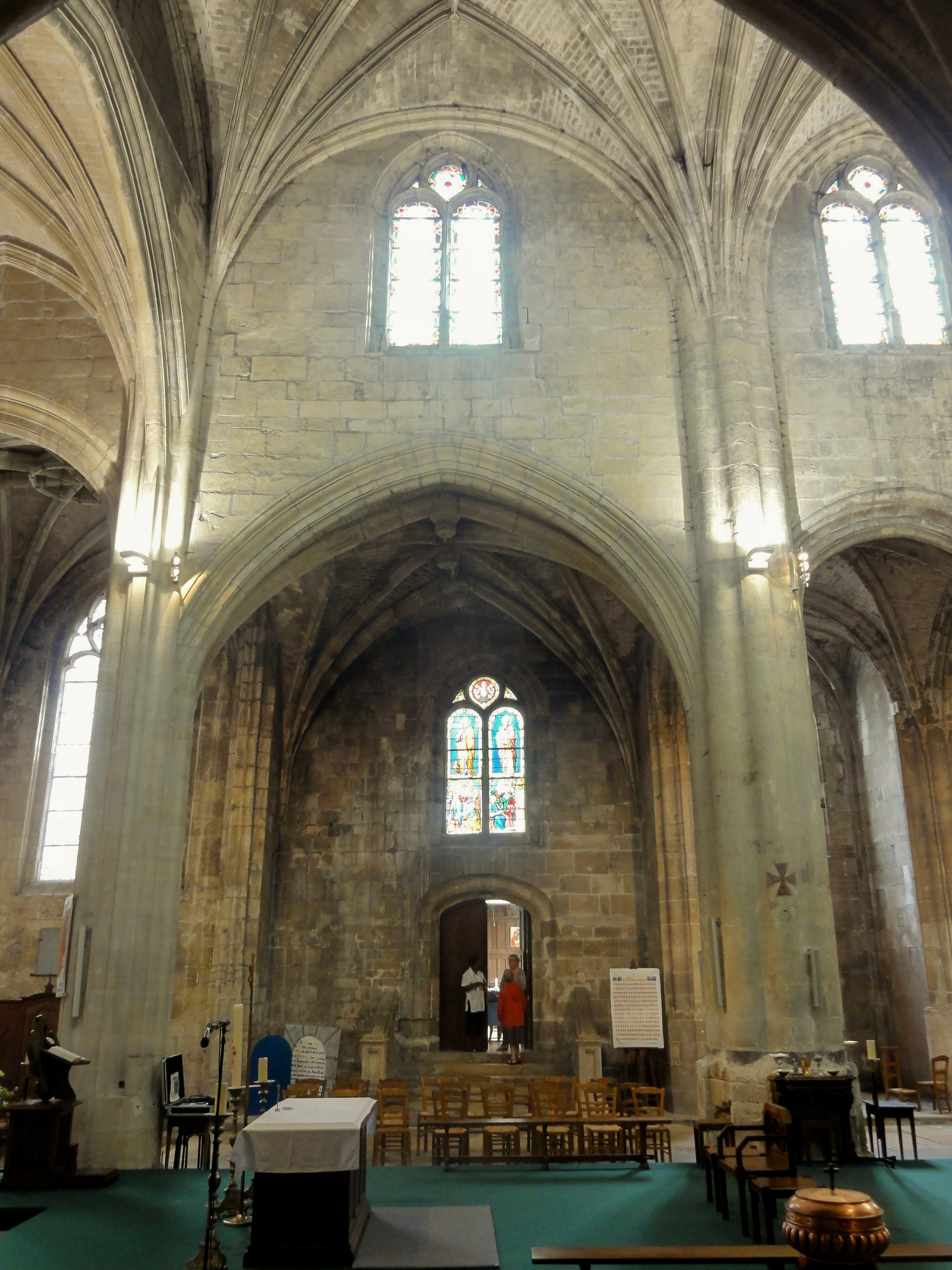
1re travée côté nord - faux transept.
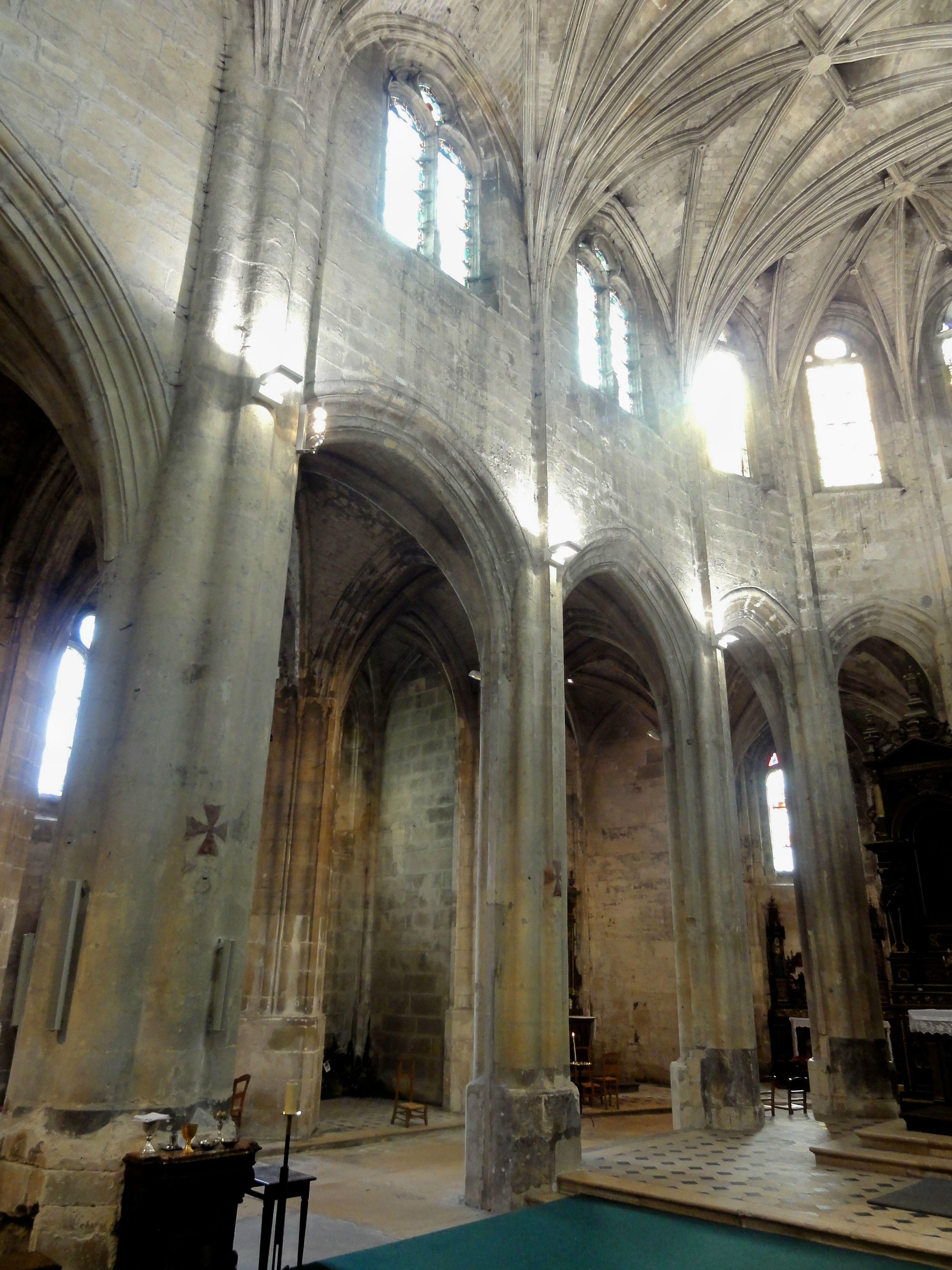
2e et 3e travée au nord.
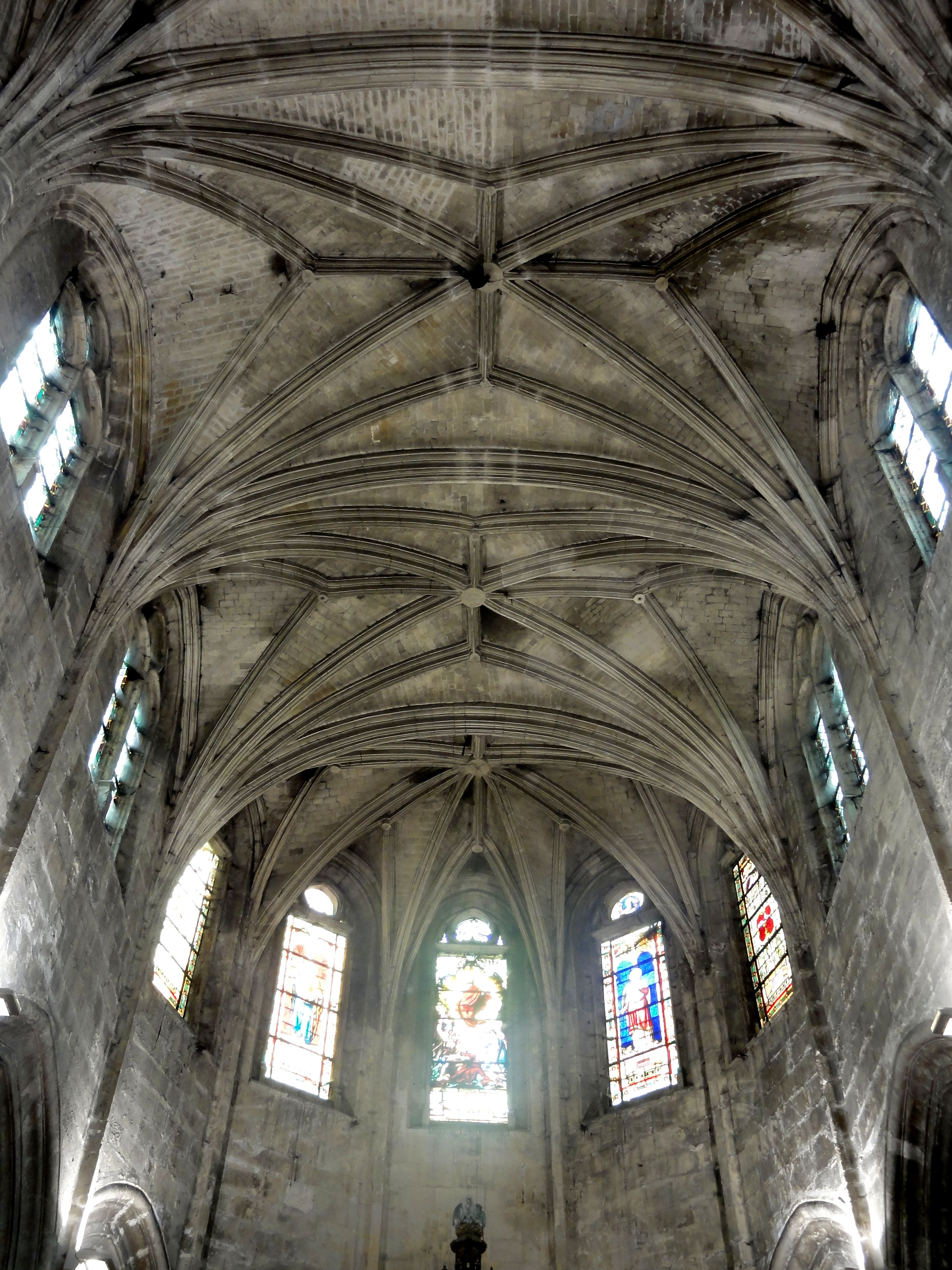
Voûtes et parties hautes.
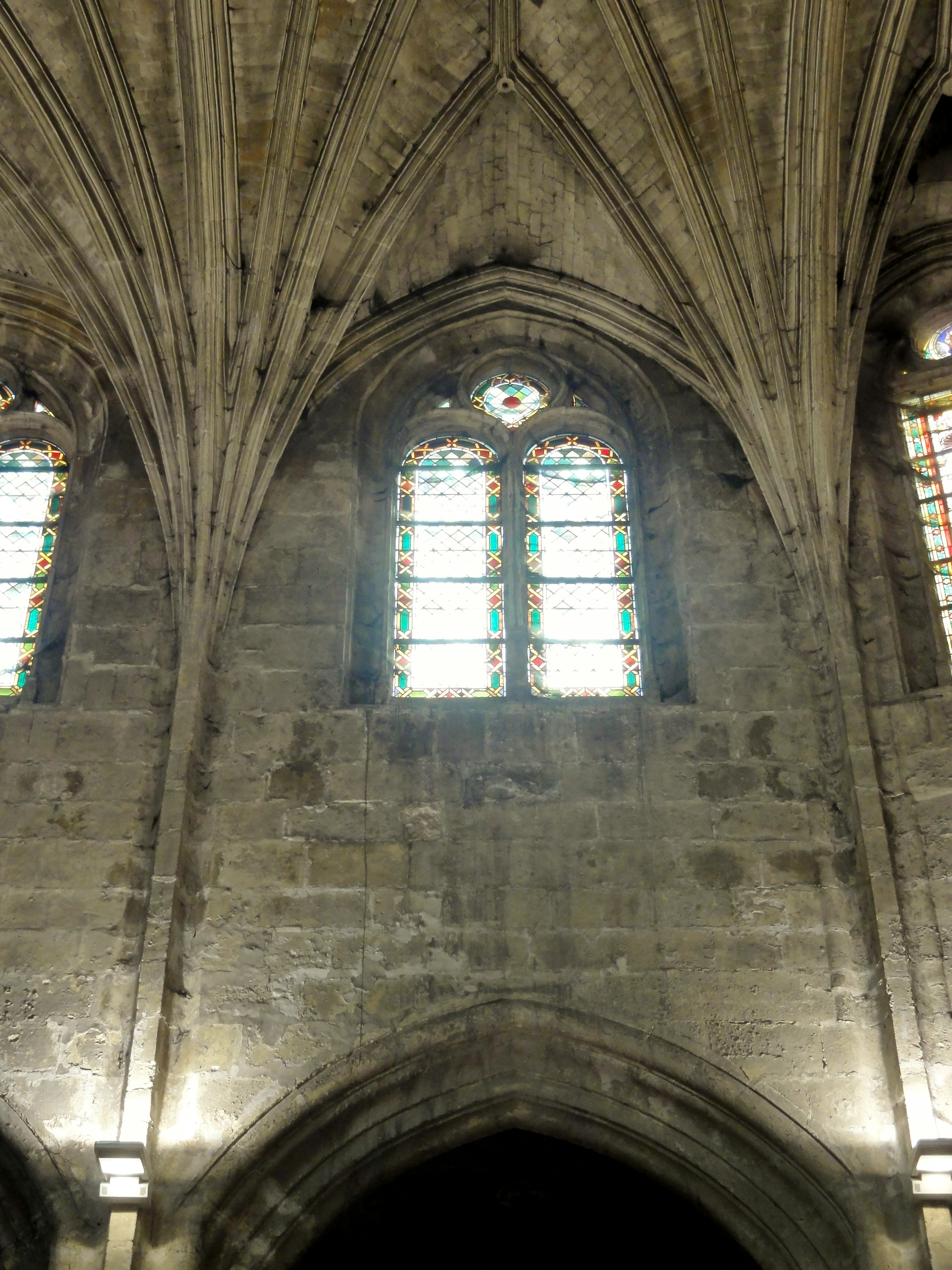
Fenêtre haute de la 3e travée au nord.
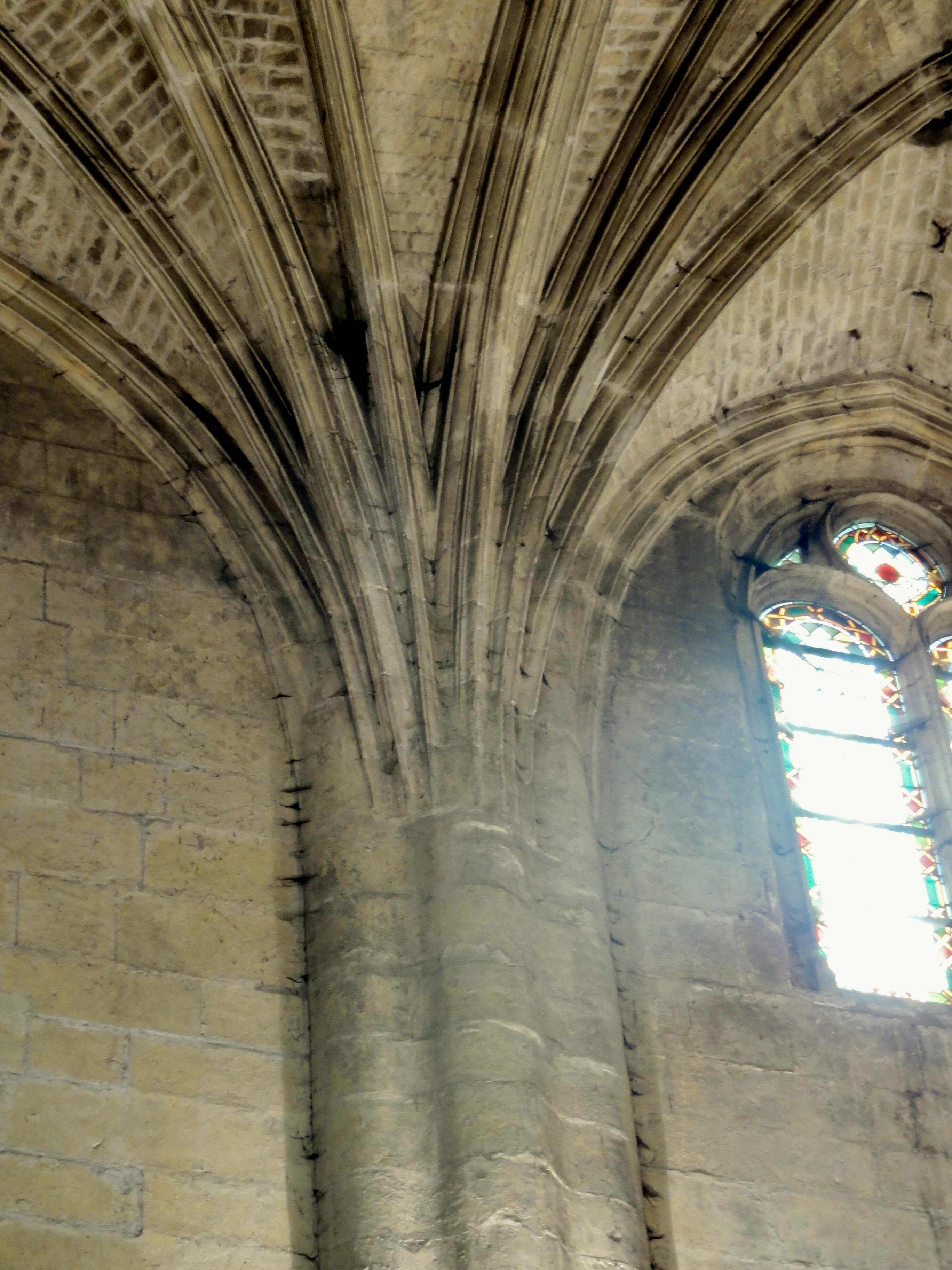
Faisceau de nervures entre la 1re et la 2e travée au nord.

### Collatéraux du chœur et déambulatoire

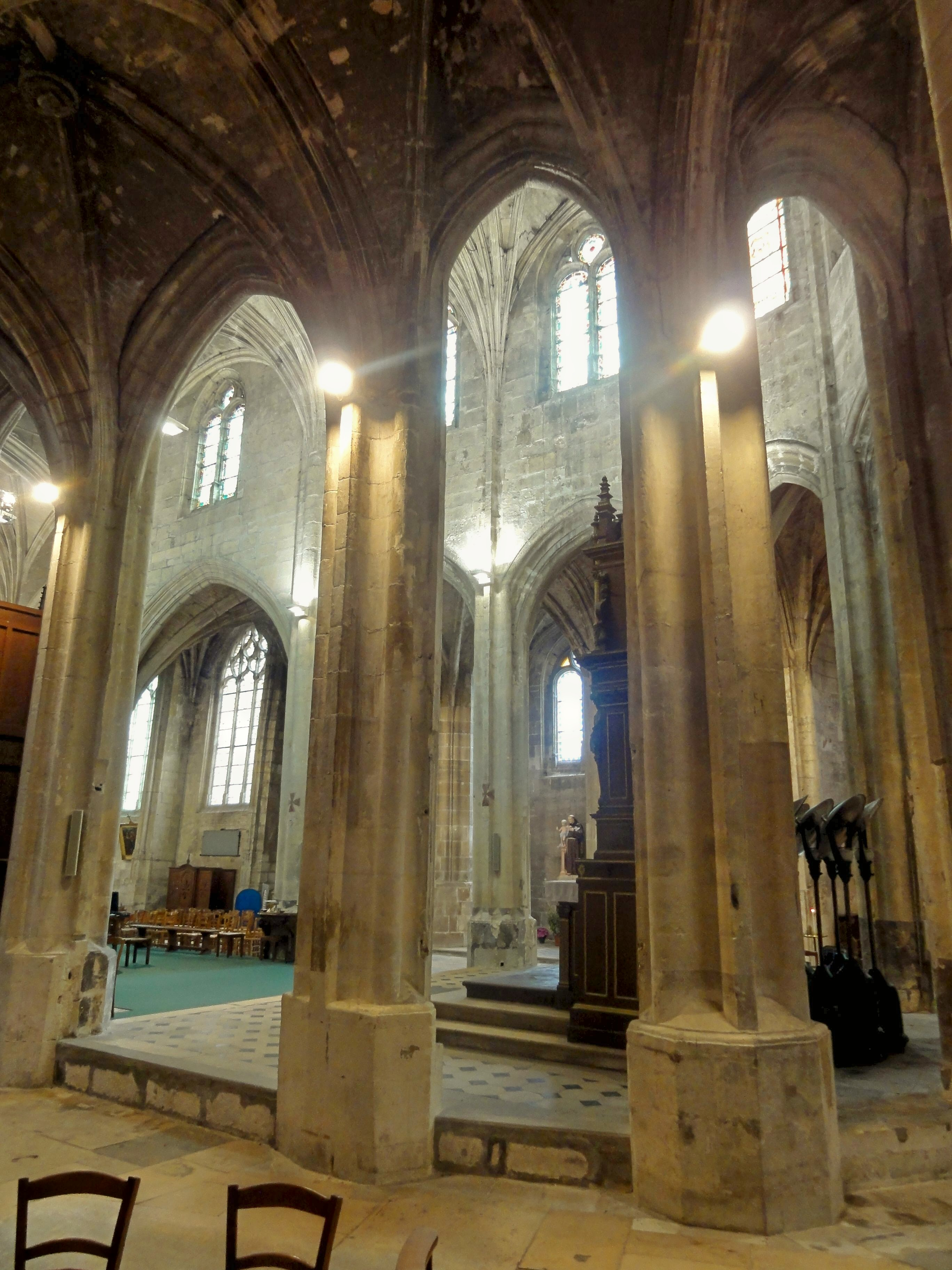
Vue sur le sanctuaire.

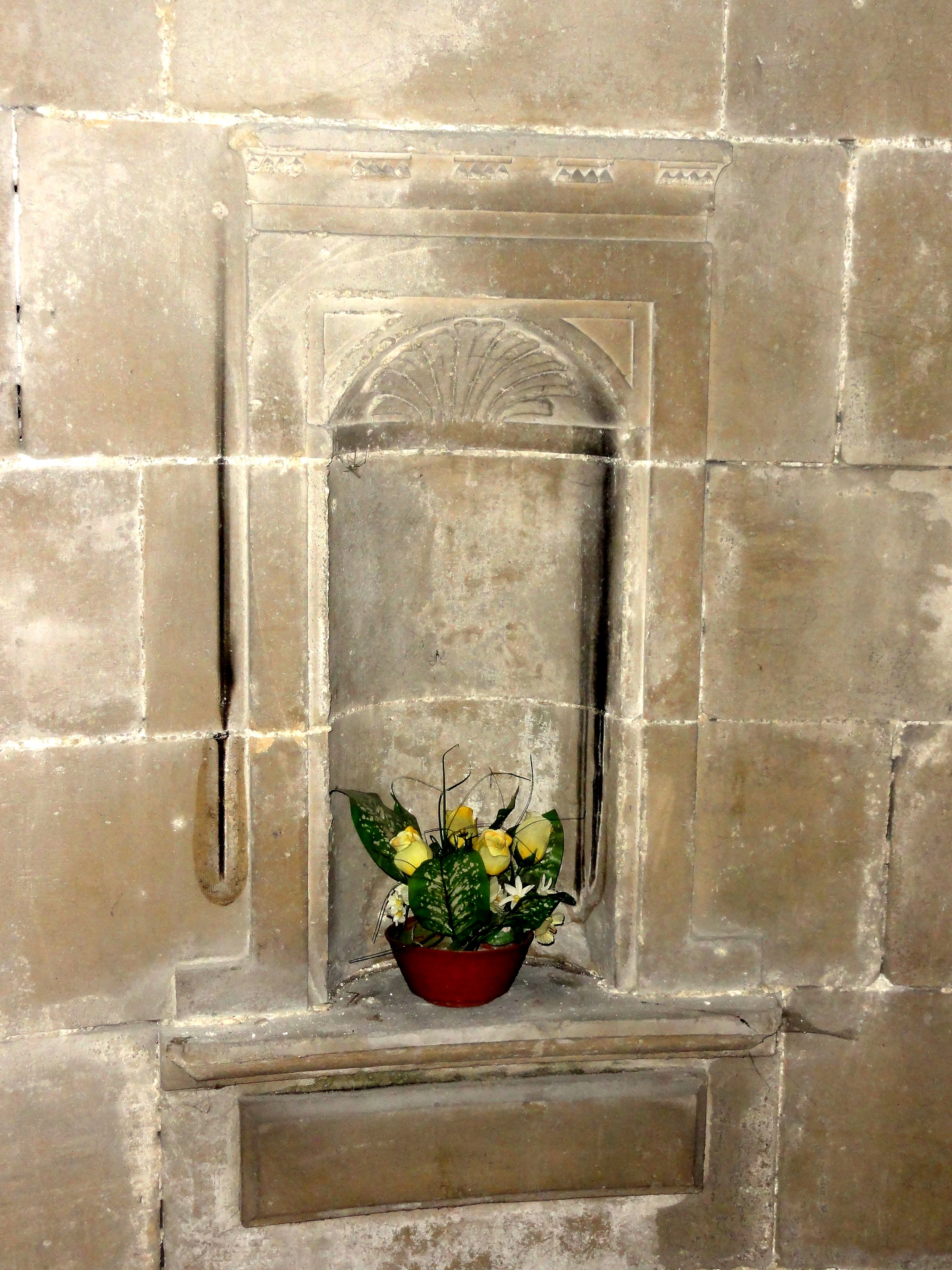
Piscine liturgique.

Les premières travées des collatéraux du chœur sont particulières : Elles représentent les faux croisillons du transept et sont donc plus profondes que les autres travées, et sont également les seules à ne pas disposer de chapelle. En revanche, les faux croisillons sont plus larges que les autres travées. Les fenêtres sont les mêmes que dans les parties hautes des travées droites du chœur et paraissent nettement sous-dimensionnées. Elles ne sont pas alignées au milieu des murs, et la fenêtre du nord se situe au-dessus de la porte vers la sacristie, dont l'escalier a déjà été mentionné. Dans le croisillon sud, l'on trouve une niche voûtée en berceau sur environ un tiers du mur sud. Il s'agit d'un enfeu destiné à abriter un gisant, mais la hauteur est inhabituelle. Ensuite, les secondes et troisièmes travées des collatéraux du chœur ressemblent de près aux collatéraux de la nef, avec également des chapelles peu profondes entre les contreforts intérieurs. La principale différence concerne le voûtement, car les deuxièmes et troisièmes travées des collatéraux du chœur, le déambulatoire et ses chapelles sont voûtés sur croisées d'ogives simples. Les chapelles des collatéraux du chœur ne possèdent pas plus d'autels que celles des collatéraux de la nef, fait déjà remarqué par Louis Graves en 1834, mais l'une des chapelles au nord abrite une statue monumentale de saint Jean-Baptiste.
La grille qui entourait le chœur et le séparait de ses collatéraux et du déambulatoire a été enlevée, ce qui souligne un peu plus l'austérité des parties orientales, mais aussi la légèreté de l'architecture et la beauté des formes. L'austérité relève surtout de l'absence de décoration architecturale, avec par exemple l'absence de clés de voûte pendantes qui étaient à la mode au XVIe siècle. Les murs des cinq chapelles rayonnantes qui entourent le déambulatoire sont donc lisses, mais au lieu de relier les piliers extérieurs du déambulatoire au mur en hémicycle du chevet par des murs droits, l'architecte a opté pour des murs courbés. Ainsi, les chapelles rayonnantes prennent un plan presque elliptique. Grâce à l'emploi de pierres de qualité soigneusement taillées, l'effet obtenu est intéressant. D'autre part, les chapelles rayonnantes étant moins larges que les autres chapelles, les fenêtres (toujours du même type Renaissance) remplissent toute la largeur du chevet, ce qui est également favorable à l'esthétique. Chaque chapelle rayonnante contient un petit autel disposé contre le chevet. Ces chapelles sont trop petites pour contenir des bancs. Lieux de recueillement et de prière, elles devaient aussi accueillir la célébration de messes de fondation par des chapelains dans le passé, comme en témoignent les petites piscines liturgiques,,. La première chapelle rayonnante (dans le sens de l'horloge) est celle du Sacré-Cœur de Jésus-Christ, la seconde est dédiée à saint Joseph, et la troisième est consacrée à la sainte Vierge Marie. L'autel de la quatrième chapelle s'est malheureusement cassé. La dernière chapelle est d'une importance particulière pour l'église, car elle est vouée à sainte Maxence, et c'est peut-être le dernier lieu de vénération de la sainte qui subsiste.

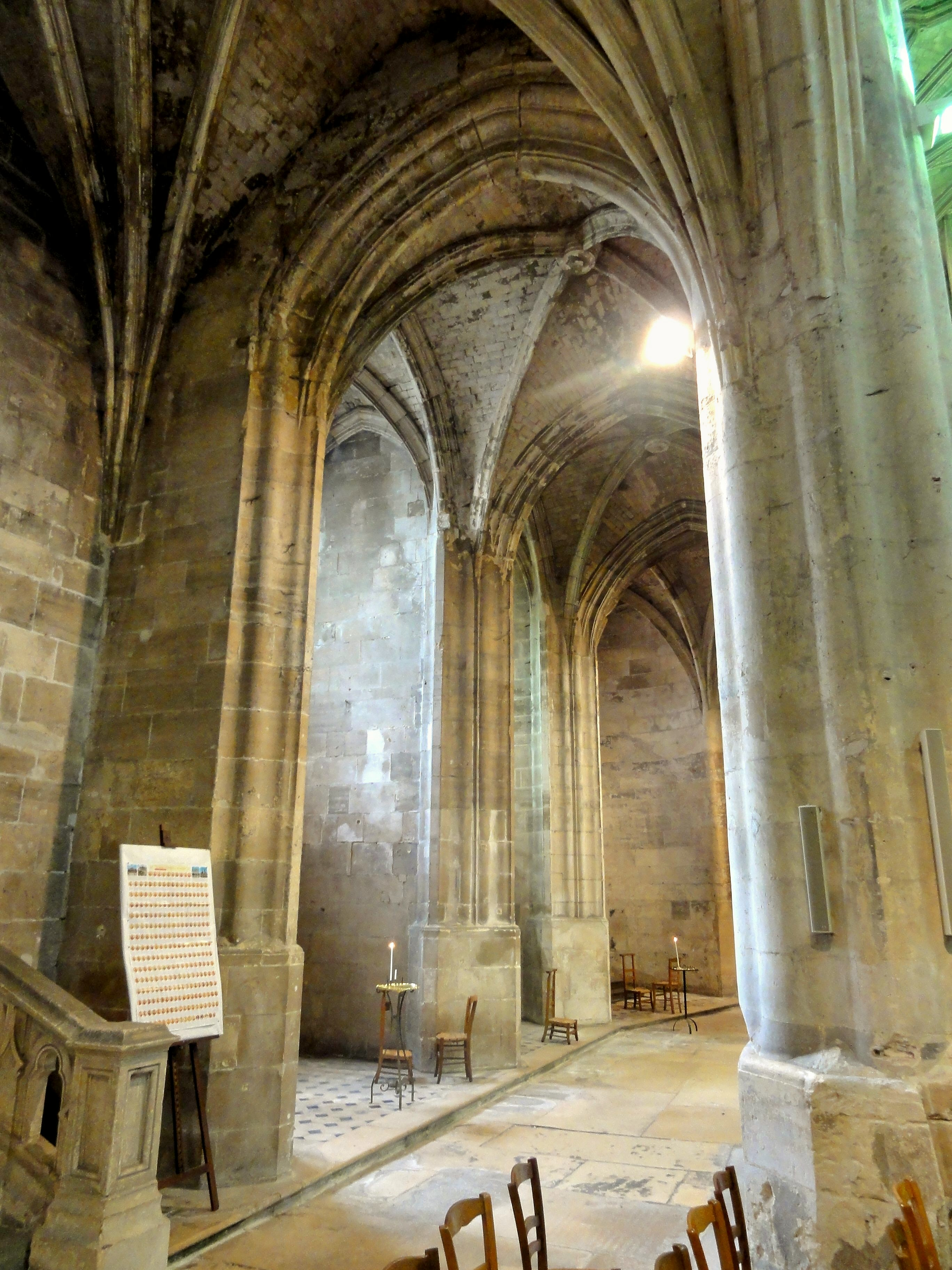
Collatéral nord du chœur.
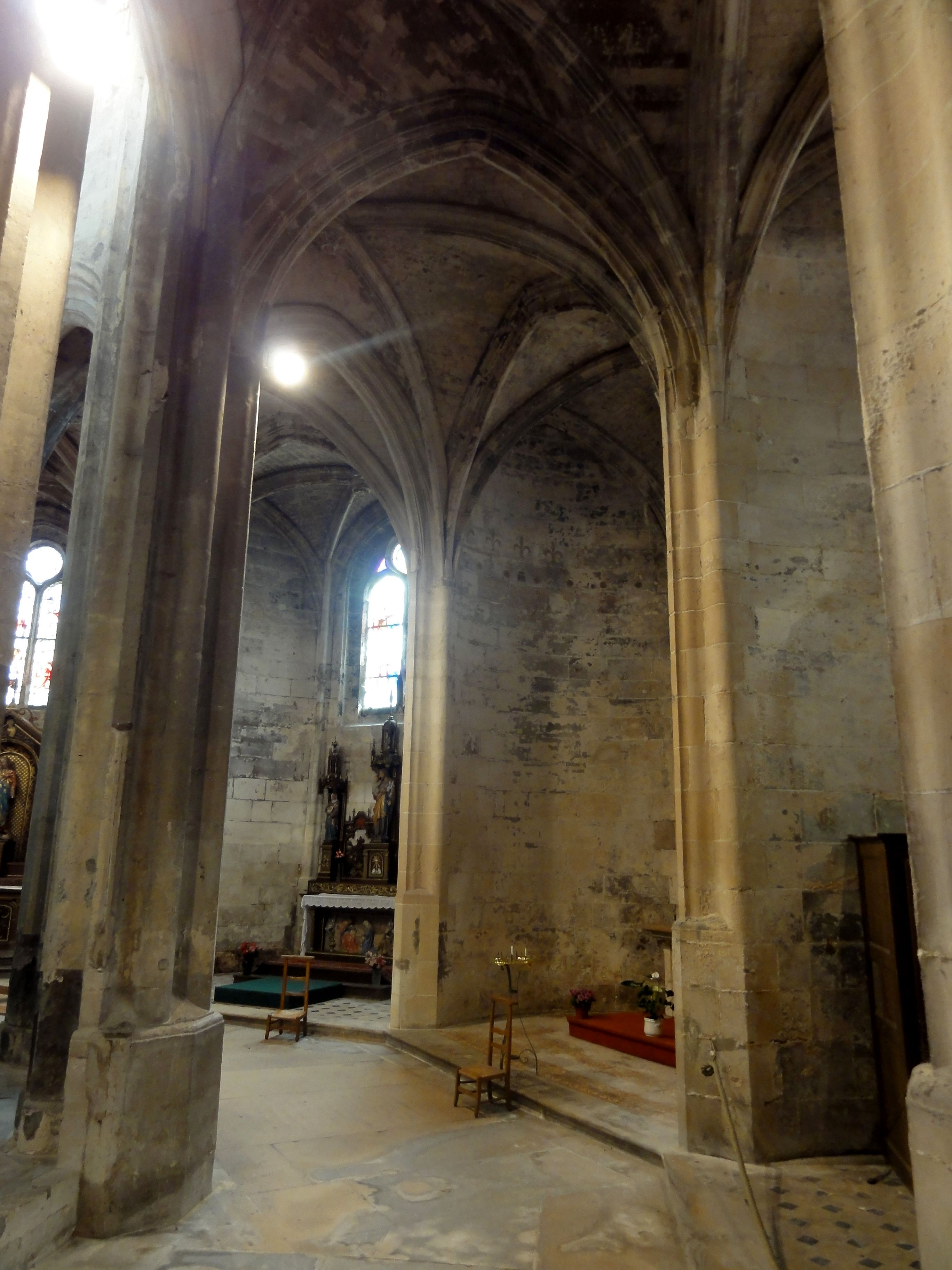
Déambulatoire.
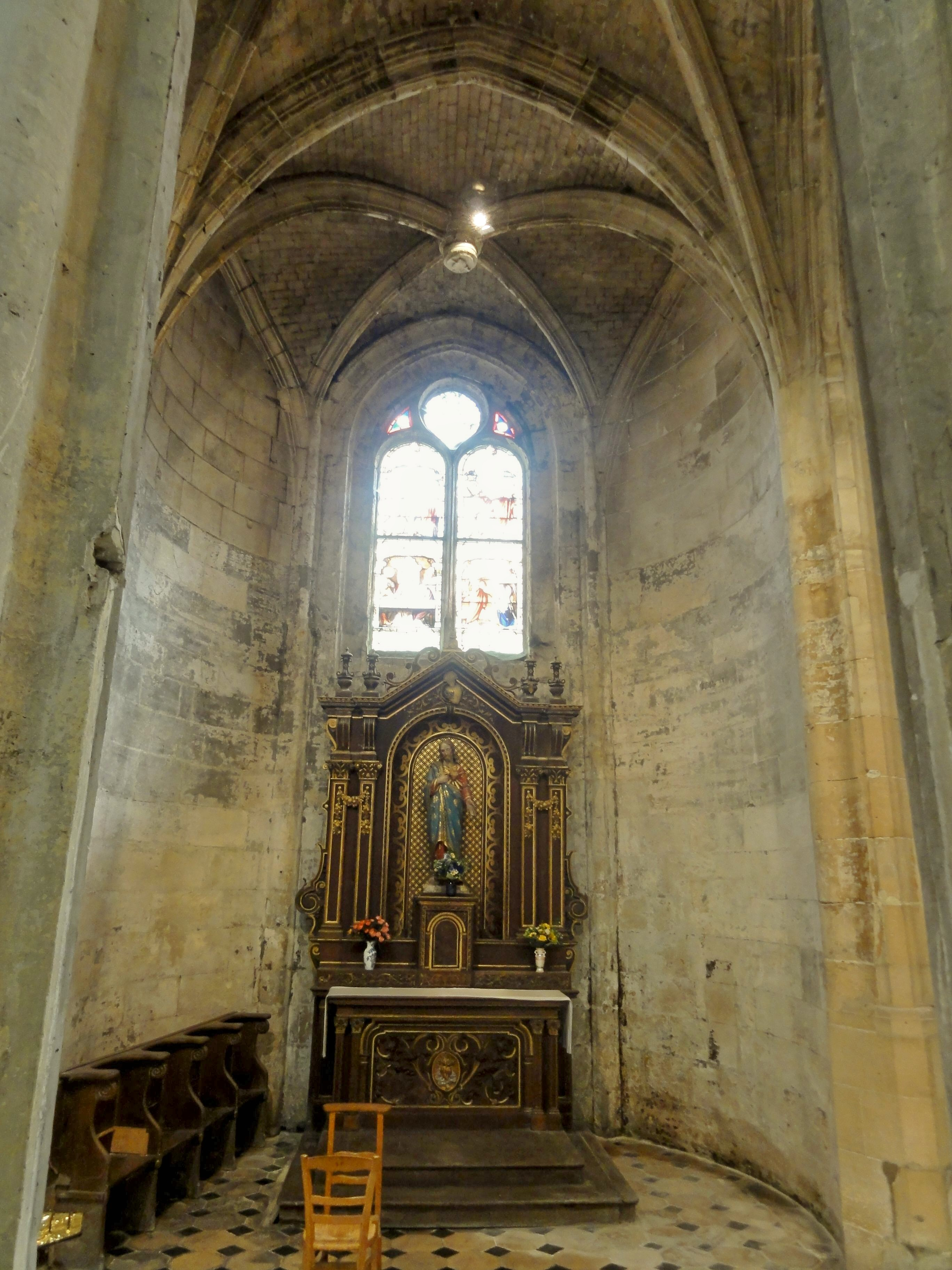
Chapelle du Sacré-Cœur.
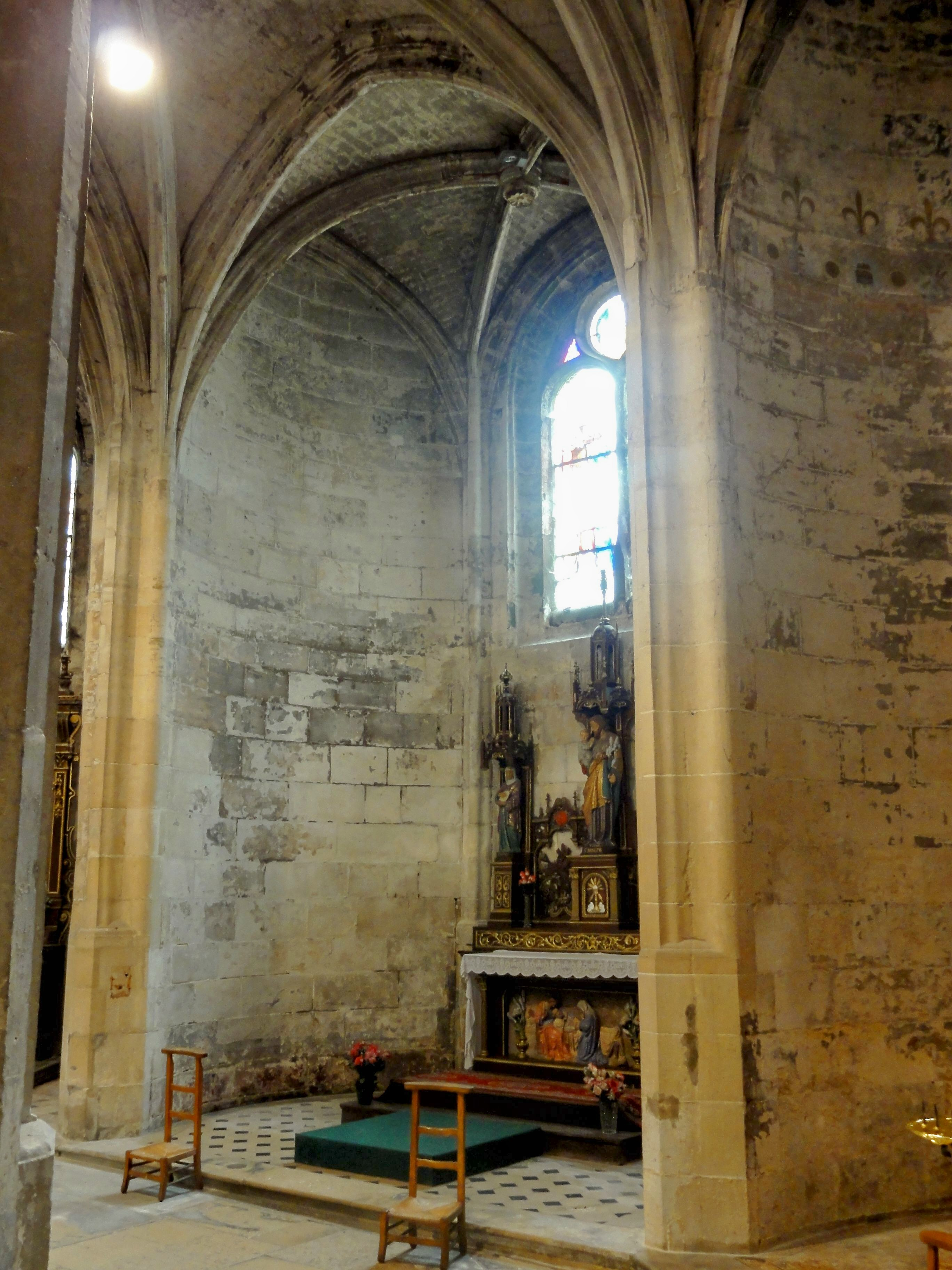
Chapelle Saint-Joseph.
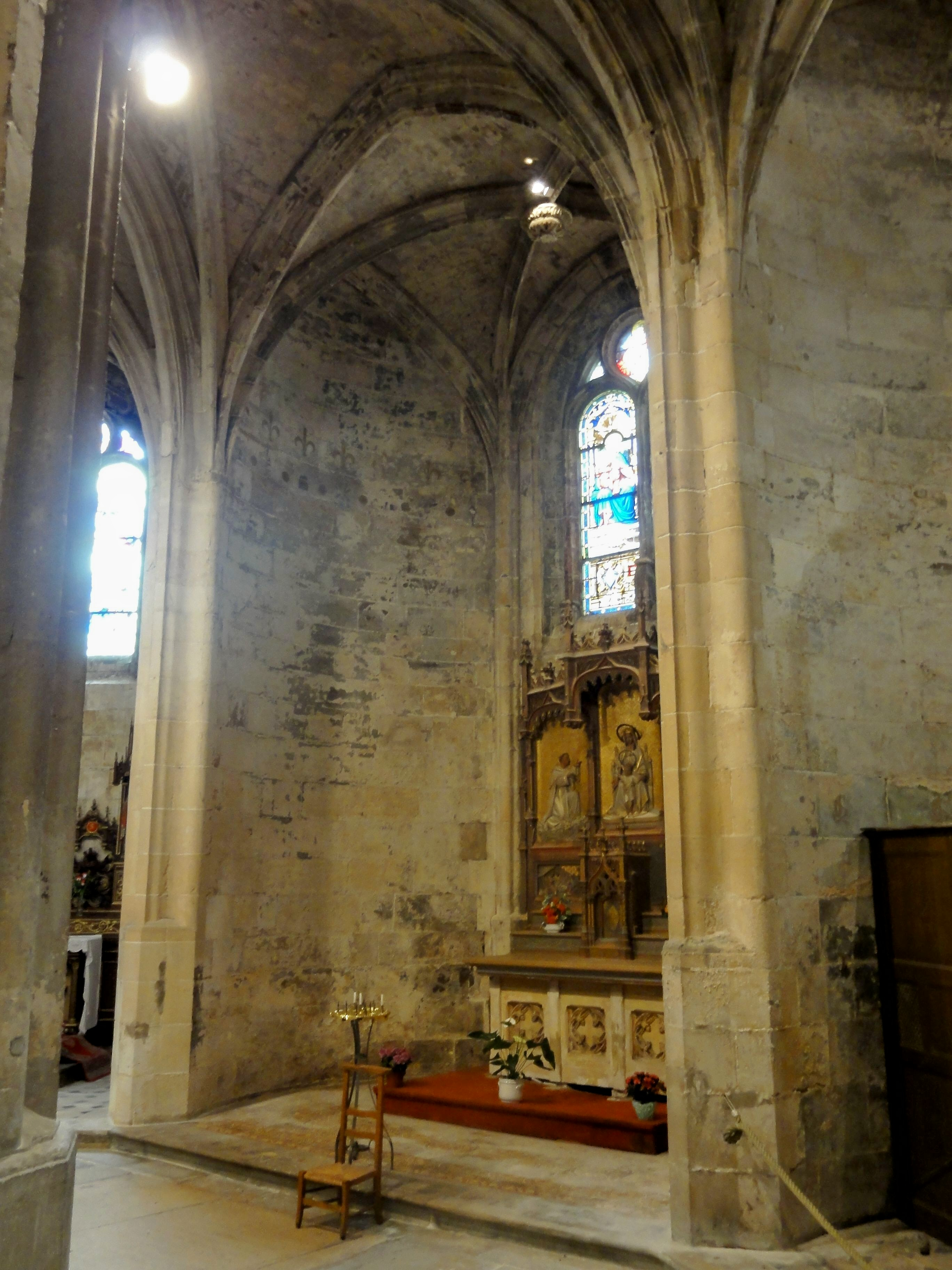
Chapelle de la Vierge.
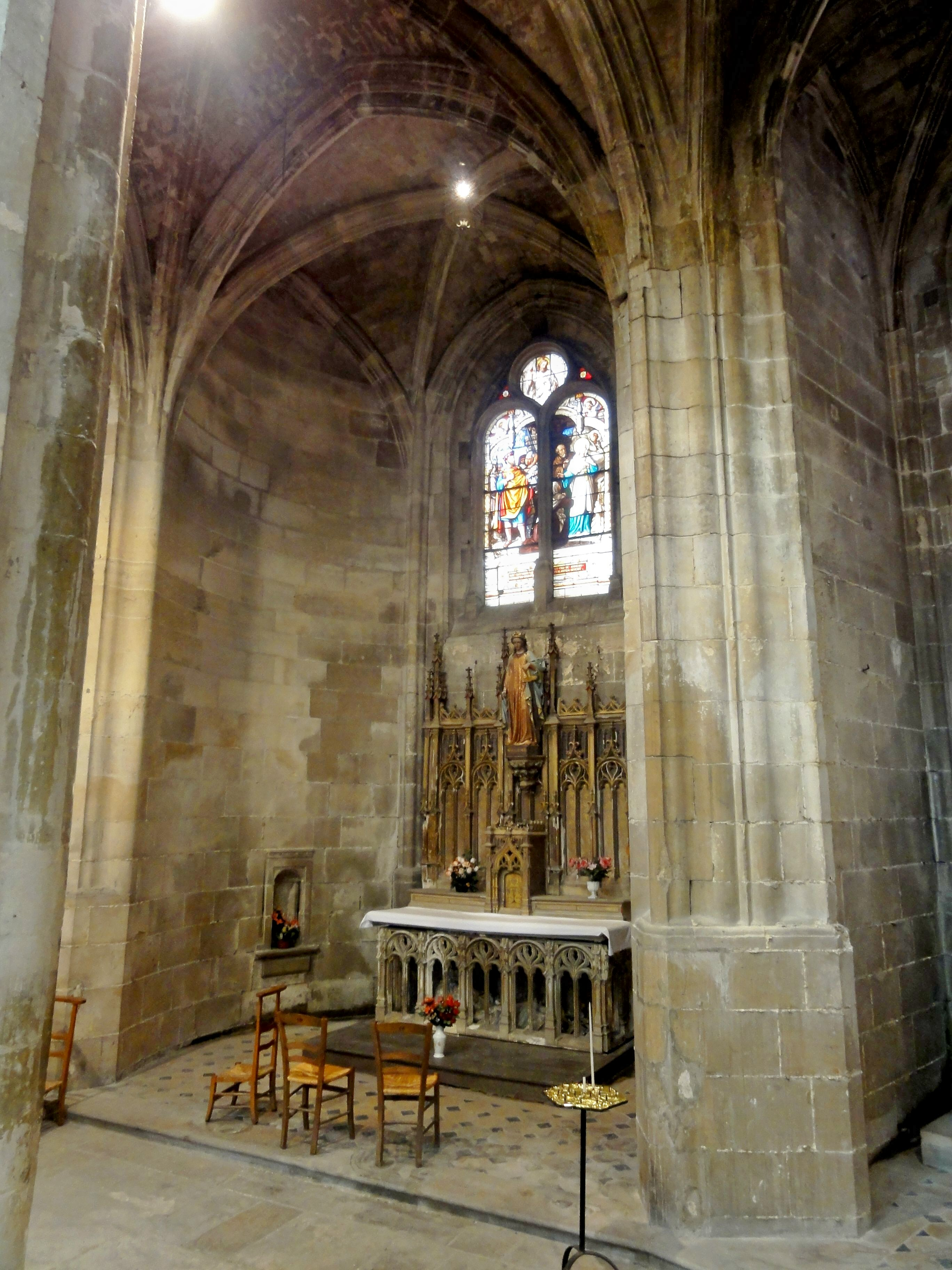
Chapelle Sainte-Maxence.

### Extérieur

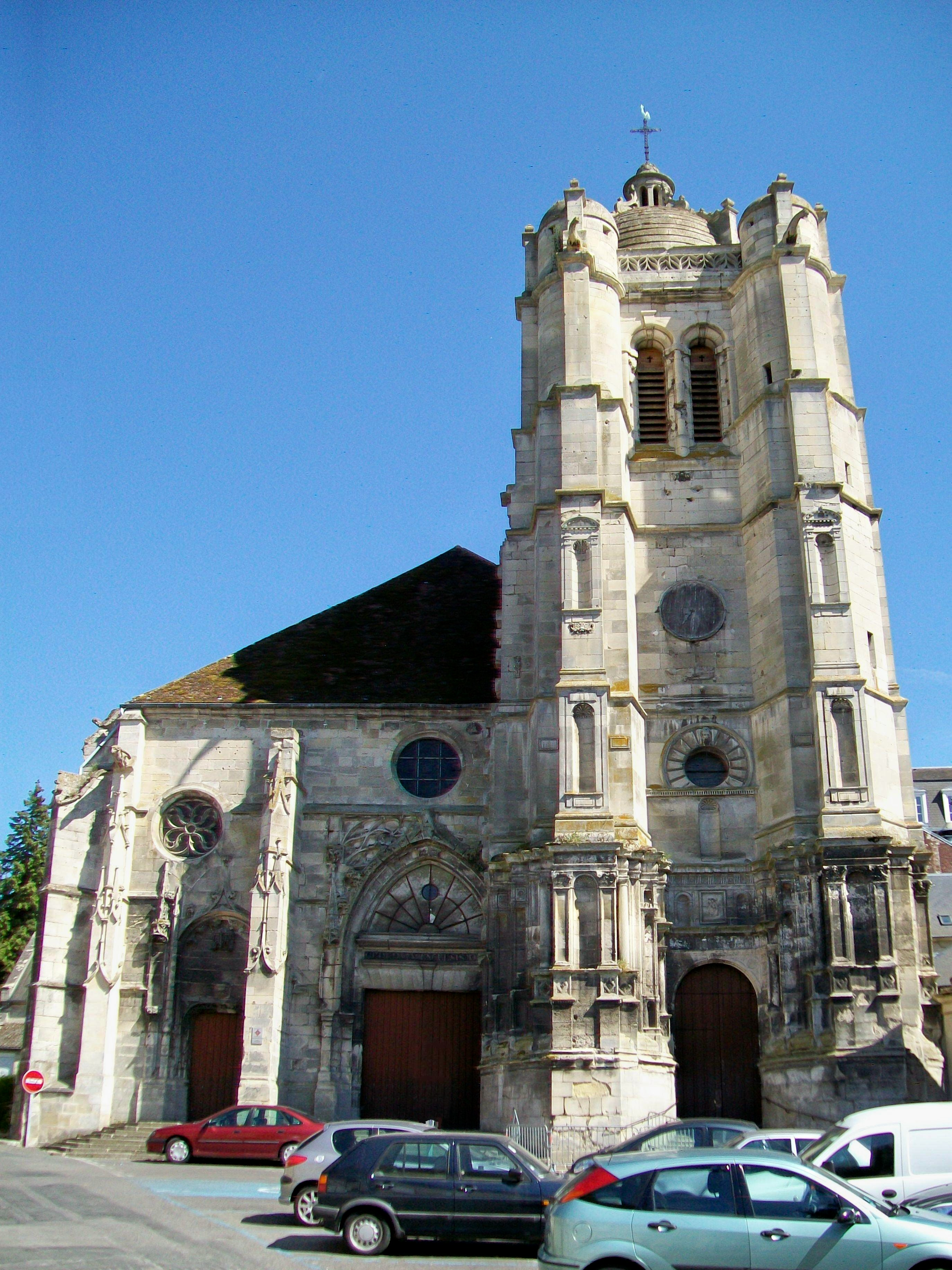
Façade et clocher.

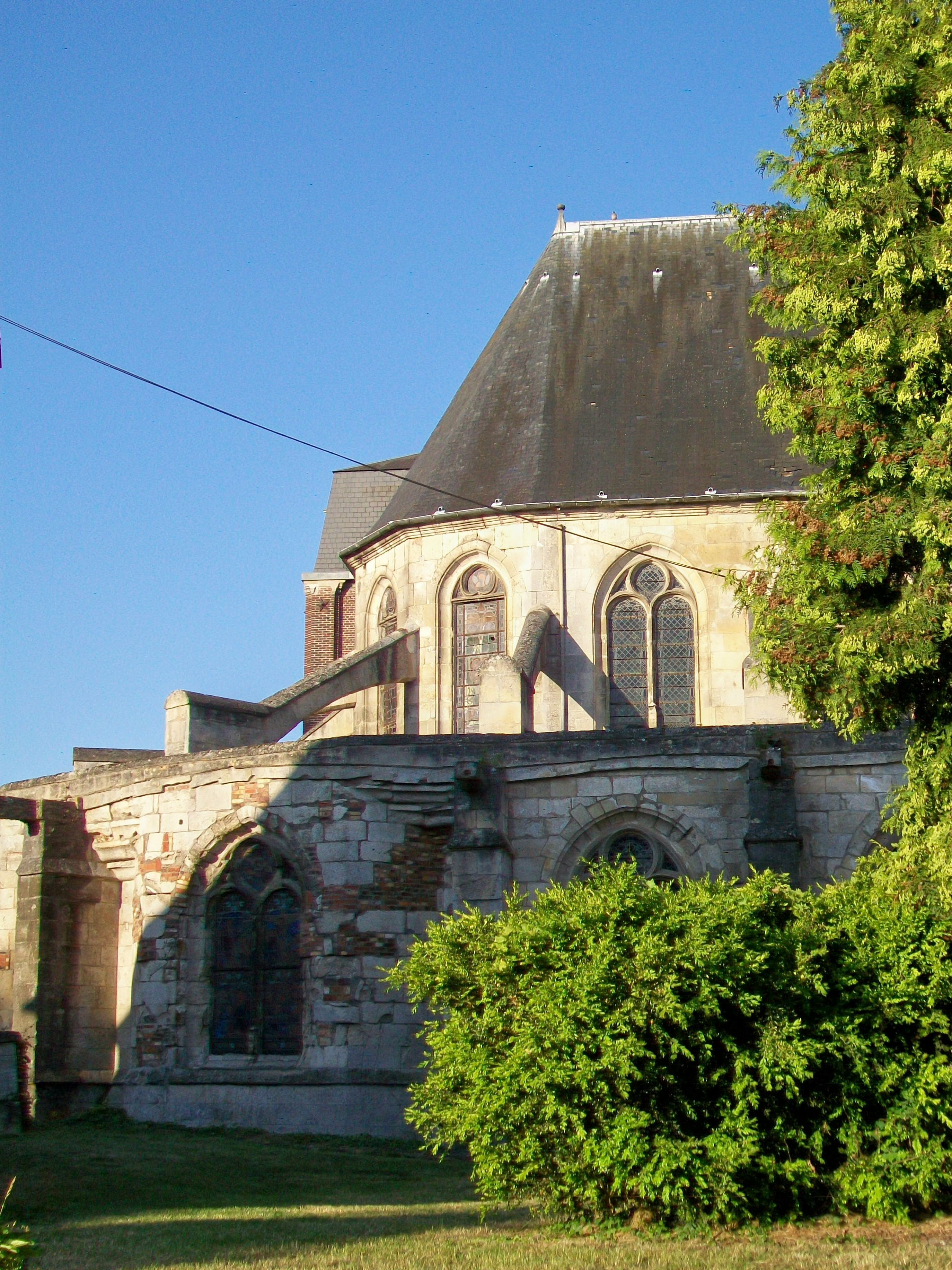
Chœur, vue depuis le nord.

La façade occidentale de la nef et du collatéral nord, de style flamboyant, et le clocher Renaissance sont les seules parties intéressantes de l'extérieur de l'église. Les élévations latérales et le chevet ne sont pas sans agrément, mais leur caractère n'est que le résultat des dispositions intérieures et des contraintes statiques, à l'instar des contreforts et des arcs-boutants de l'abside. Ils sont à simple volée, et leurs culées ne sont même pas pourvues de pinacles ou d'autres éléments décoratifs. Les gargouilles du toit du déambulatoire, faiblement incliné et pratiquement invisible depuis l'extérieur, ne sont pas habillés en animaux fantastiques ou chimères. Ainsi, les réseaux flamboyants des fenêtres des collatéraux de la nef visibles également depuis l'intérieur deviennent l'unique ornementation des élévations latérales. Celle du sud n'est de toute façon pas visible depuis le domaine public, pas plus que le chevet. La grande sacristie qui est perpendiculaire au faux croisillon sud divise l'élévation nord en deux parties, et le chœur se trouve déjà à une certaine distance de la rue. C'est cette visibilité réduite depuis le domaine public qui a dû motiver la concentration des efforts sur la façade occidentale et les finitions de l'espace intérieur.
Devant le collatéral sud, la façade occidentale comporte deux contreforts agrémentés de trois niveaux de pinacles plaqués sous différentes formes, et le contrefort de gauche est surmonté par une gargouille en forme de chimère. Il en est de même du premier contrefort du collatéral nord. Comme particularité, un contrefort supplémentaire placé en biais s'ajoute à ces deux contreforts d'angle. Les portails du collatéral nord et de la nef sont encadrés par des niches à statue vides couronnées de dais, et les tympans sont surmontés par des accolades. L'oculus du portail du collatéral nord possède un délicat réseau flamboyant à l'instar des fenêtres latérales, et les écoinçons de part et d'autre du tympan du portail central sont dotés de réseaux flamboyants plaqués. La façade occidentale reprend donc les caractéristiques de la période flamboyante, mais le contrefort biais et l'oculus non décoré au-dessus du portail central annoncent un remaniement postérieur à l'achèvement. En effet, l'absence de pignon et le toit en croupe sont inhabituels pour l'époque flamboyante, et l'on peut supposer que le projet initial n'a pas été mené à terme. La date de la voûte de la première travée de la nef (1680) et les pierres d'attente à gauche du clocher soutiennent cette hypothèse. Sachant que le clocher date de 1577, un remplacement de la façade de la fin du XVe siècle est donc envisagé moins d'un siècle après sa construction, ce qui peut s'expliquer par des défauts ou un caractère inachevé.
Le clocher lui-même n'est guère un chef-d'œuvre. Il est flanqué à l'ouest par deux tourelles d'escalier, ce qui renforce l'impression d'une tour massive et trapue, plus proche d'un beffroi que d'un clocher gothique. La tour est scandée horizontalement par plusieurs larmiers à l'intersection de deux étages et au milieu de l'étage de beffroi. Seul le rez-de-chaussée a bénéficié d'un décor architectural recherché en utilisant le vocabulaire stylistique de la Renaissance, avec emploi du plein cintre, des pilastres et colonnes corinthiennes logées dans les multiples ressauts de part et d'autre des tourelles d'escalier, des niches à statue ornées de coquilles Saint-Jacques et des entablements avec des frises à triglyphes au-dessus du portail. La création de quatre ressauts successifs à gauche et à droite de chacune des tourelles d'escalier vise à atténuer la saillie devant la façade, mais l'effet obtenu n'est qu'une certaine lourdeur et un aspect assez curieux, voire caricatural. Le premier et le second étage se ressemblent. Les tourelles d'escalier y prennent une forme octogonale, et chacune présente une niche à statue par niveau, différentes de celles du rez-de-chaussée. L'étage de beffroi est percé de deux fenêtres abat-son plein cintre à l'ouest et à l'est, mais de trois fenêtres au nord et au sud. Au milieu de cet étage, les tourelles passent vers un plan rond afin de pourvoir s'amortir par des échauguettes coiffés de petits dômes en pierre plus haut. Des échauguettes identiques se trouvent aussi aux deux autres extrémités de la tour, sachant que la période de construction du clocher est frappée par les guerres de religion. Les échauguettes sont reliées entre elles par une balustrade ajourée encore influencée par le style flamboyant. La balustrade délimite une plate-forme, dont le centre est occupé par une grande coupole en pierre couronnée par un lanternon. Les enroulements qui la relient à la coupole annoncent le style baroque. Dans son ensemble, le clocher de l'église Pont-Sainte-Maxence est proche de deux des églises Saint-Laurent de Beaumont-sur-Oise, de la Trinité de La Chapelle-en-Serval, Saint-Maclou de Pontoise et Saint-Pierre de Senlis,,.

## Mobilier

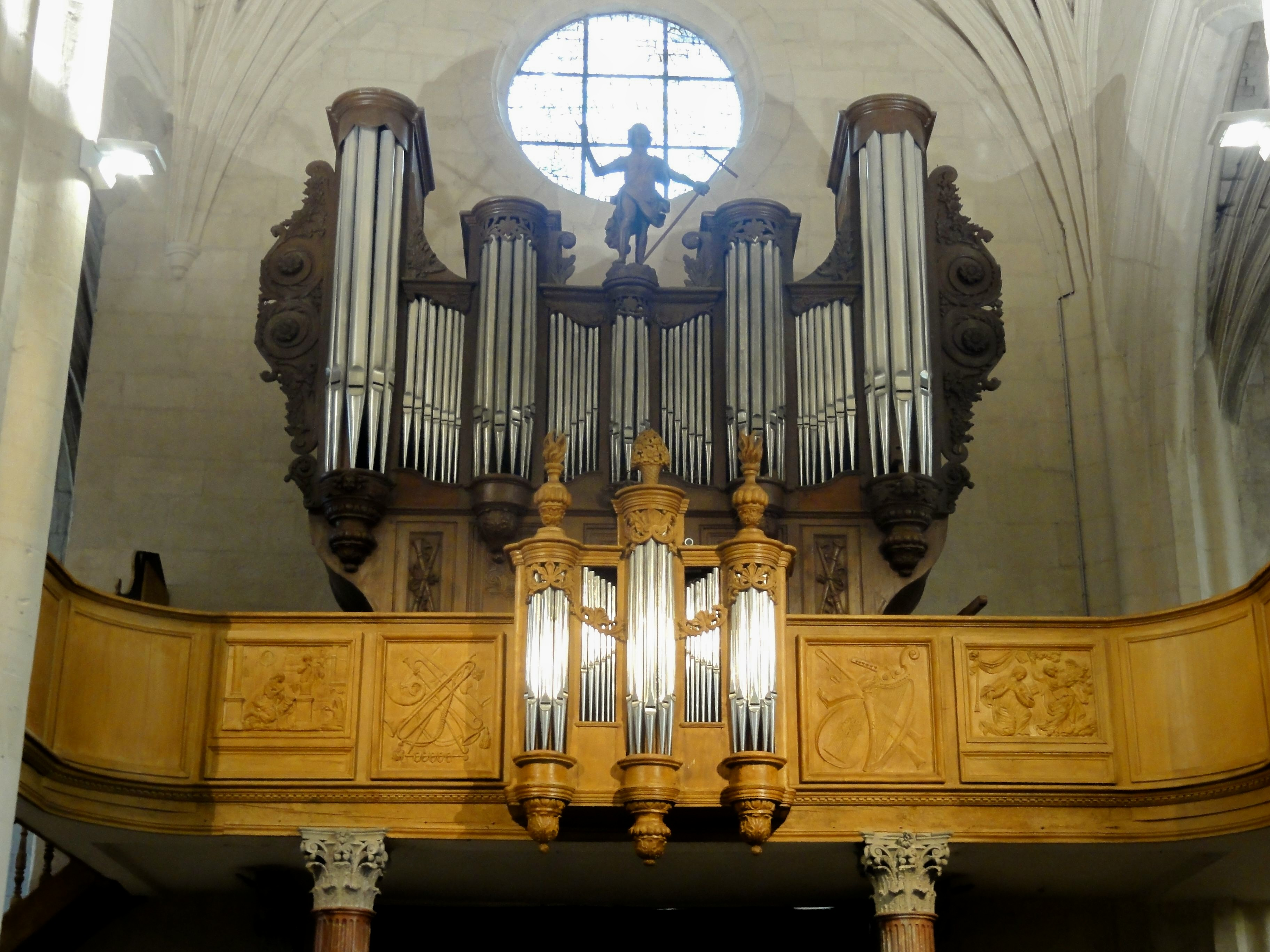
Orgue de tribune de 1643.

Le mobilier de l'église Sainte-Maxence n'est pas très nombreux et les statues en particulier sont rares, mais plusieurs objets sont de grande qualité. L'église n'est pas surchargée mais elle ne paraît pas non plus trop vide ; l'attention des fidèles n'est pas détourné par un excès de richesses mais l'on trouve tout de même des objets de dévotion. D'autres éléments du mobilier sont à fonction liturgique ou l'étaient.

### L'orgue de tribune
Le grand-orgue sur la tribune occidentale occupe une place spéciale, car il se distingue par sa grande ancienneté (1643 et un pédalier dit à la française, ainsi que par son buffet de style baroque, dont le décor sculpté est complété par les panneaux du garde-corps de la tribune. Cet orgue provient de la chapelle Saint-Jean-Baptiste de l'hôtel-Dieu de Noyon et a été acquis en 1806 afin de remplacer l'instrument détruit sous la Révolution. Le positif a quant à lui été acheté d'occasion à Estrées-Saint-Denis en 1808. Dans un premier temps, la restauration du grand-orgue n'a été qu'extérieure, et l'orgue est resté muet. En attendant la possibilité de le remettre en état un jour, un orgue moderne a été installé sous la deuxième grande arcade au sud du chœur. La partie instrumentale a été classée monument historique au titre objet en 1976, et le buffet d'orgue l'a été à son tour en 1995.

### Mobilier de la nef et des collatéraux
La première travée du collatéral nord est la chapelle baptismale, entourée par une belle grille en fer forgé. Les fonts baptismaux du XIXe siècle sont en marbre rouge et de style néoclassique. Ils se composent d'une cuve octogonale au décor géométrique de triangles, et qui repose sur trois colonnes toscanes et une pile carrée. Une Vierge à l'Enfant grandeur nature qui semble fièrement présenter l'enfant Jésus à l'assistance trône au-dessus des fonts. La dernière chapelle du collatéral sud renferme le monument aux morts de la paroisse sous la forme d'une grande plaque commémorative et une Pietà du XVIe siècle, haute de 113 cm et taillée dans du bois de chêne. L'œuvre disparaît malheureusement sous d'épaisses couches de vernis coloré et ne révèle pas son ancienneté, ni ses qualités artistiques. Elle est toutefois classée monument historique depuis 1912. À côté, se trouve encore une petite chaire à prêcher mobile. Au mur, est accroché le seul tableau remarquable de l'église, à savoir une Adoration des mages du dernier quart du XVIe siècle et provenant probablement de l'abbaye du Moncel. Les autres chapelles ne contiennent pas d'autre mobilier que les deux confessionnaux d'un style néo-baroque soigné et sobre, ainsi que chacune deux stations du chemin de croix. Ce sont des tableaux peints à l'huile sur toile, placés dans des cadres dorés (la 13e station copie la Descente de Croix de Jean Jouvenet). Équipée de chaises de date récente, la nef contient comme seul élément de mobilier ancien une chaire à prêcher de facture assez simple. Il n'y a plus de banc d'œuvre.

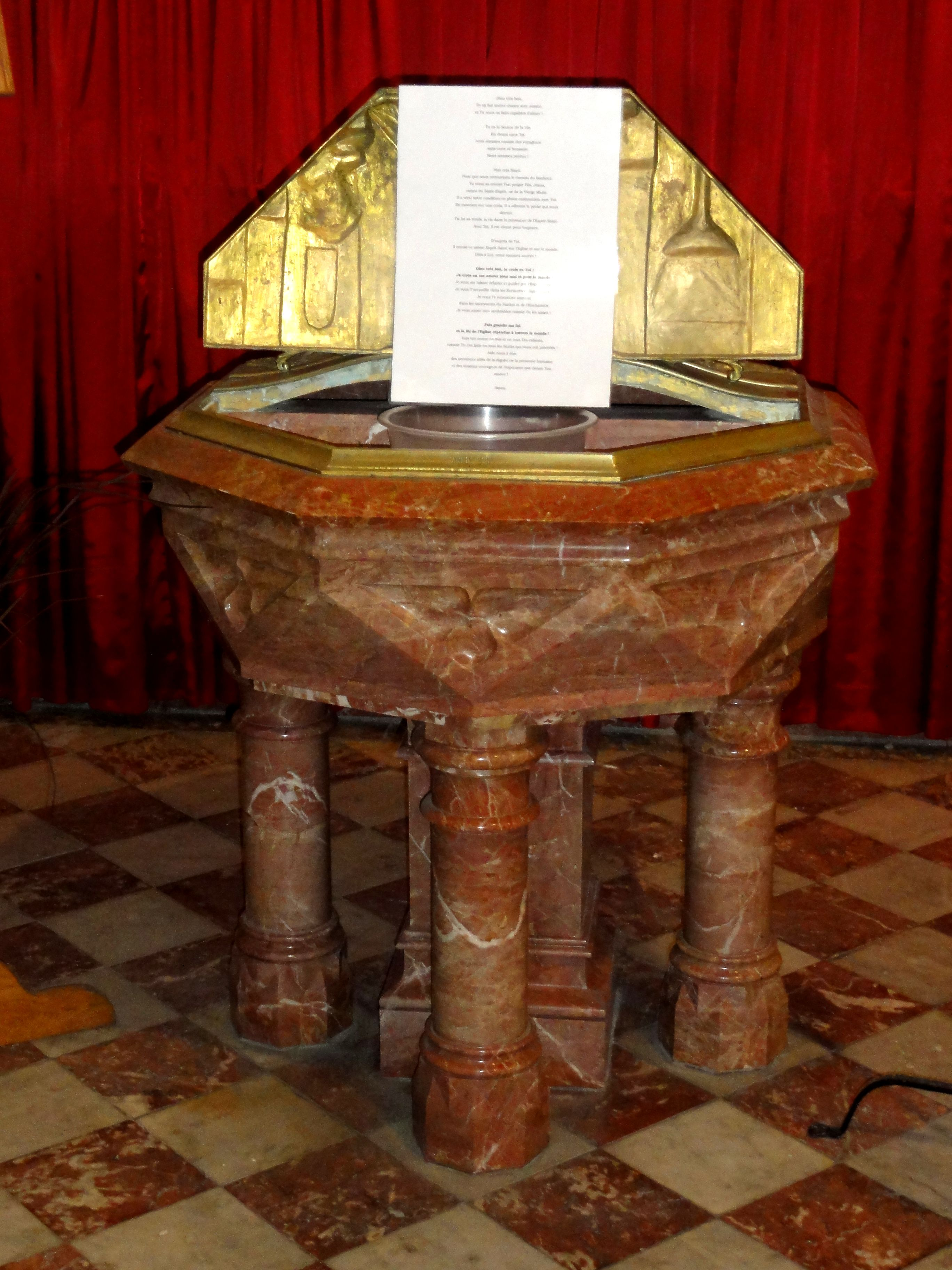
Fonts baptismaux.
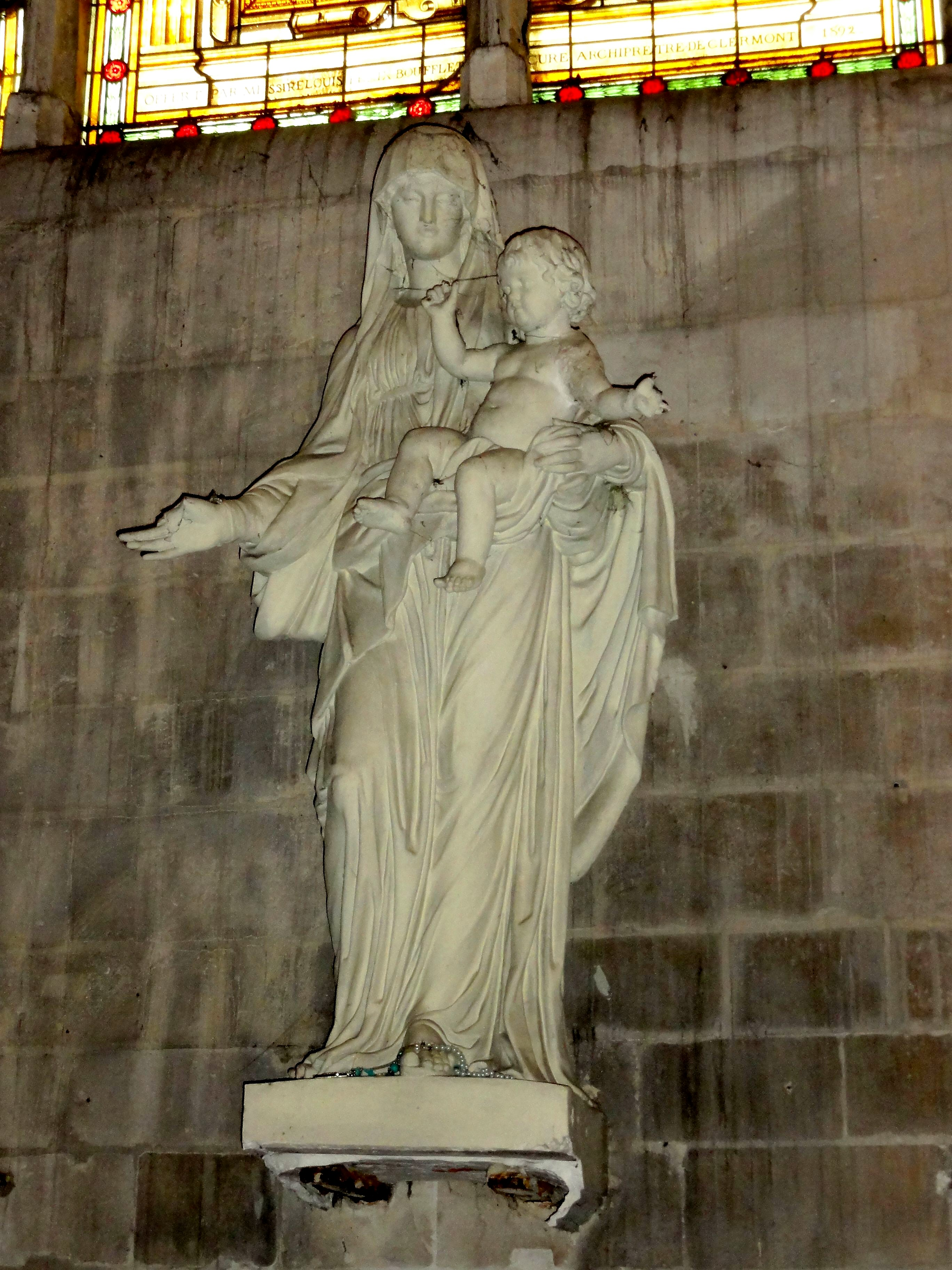
Vierge à l'Enfant.
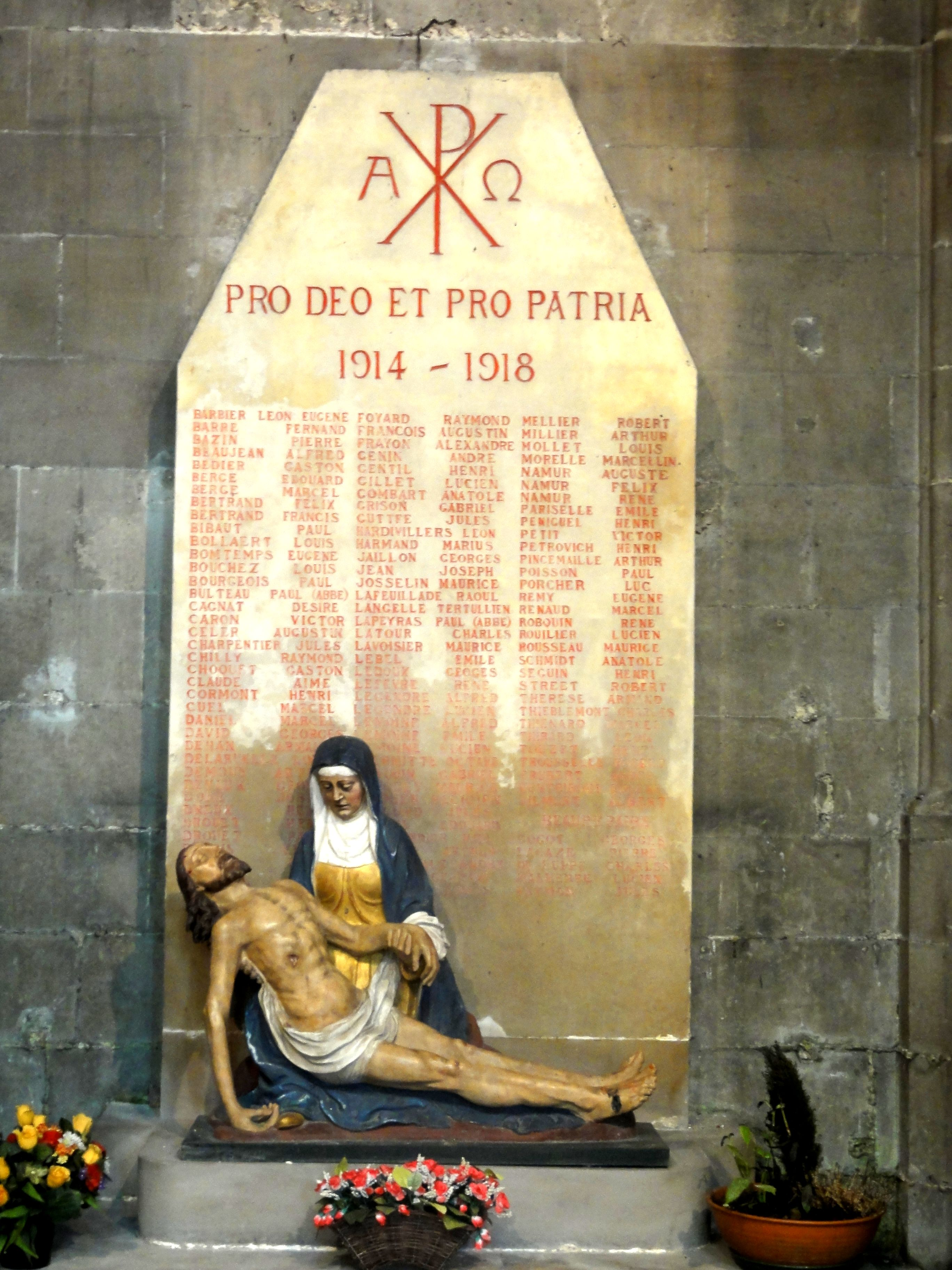
Monument aux morts et Pietà.
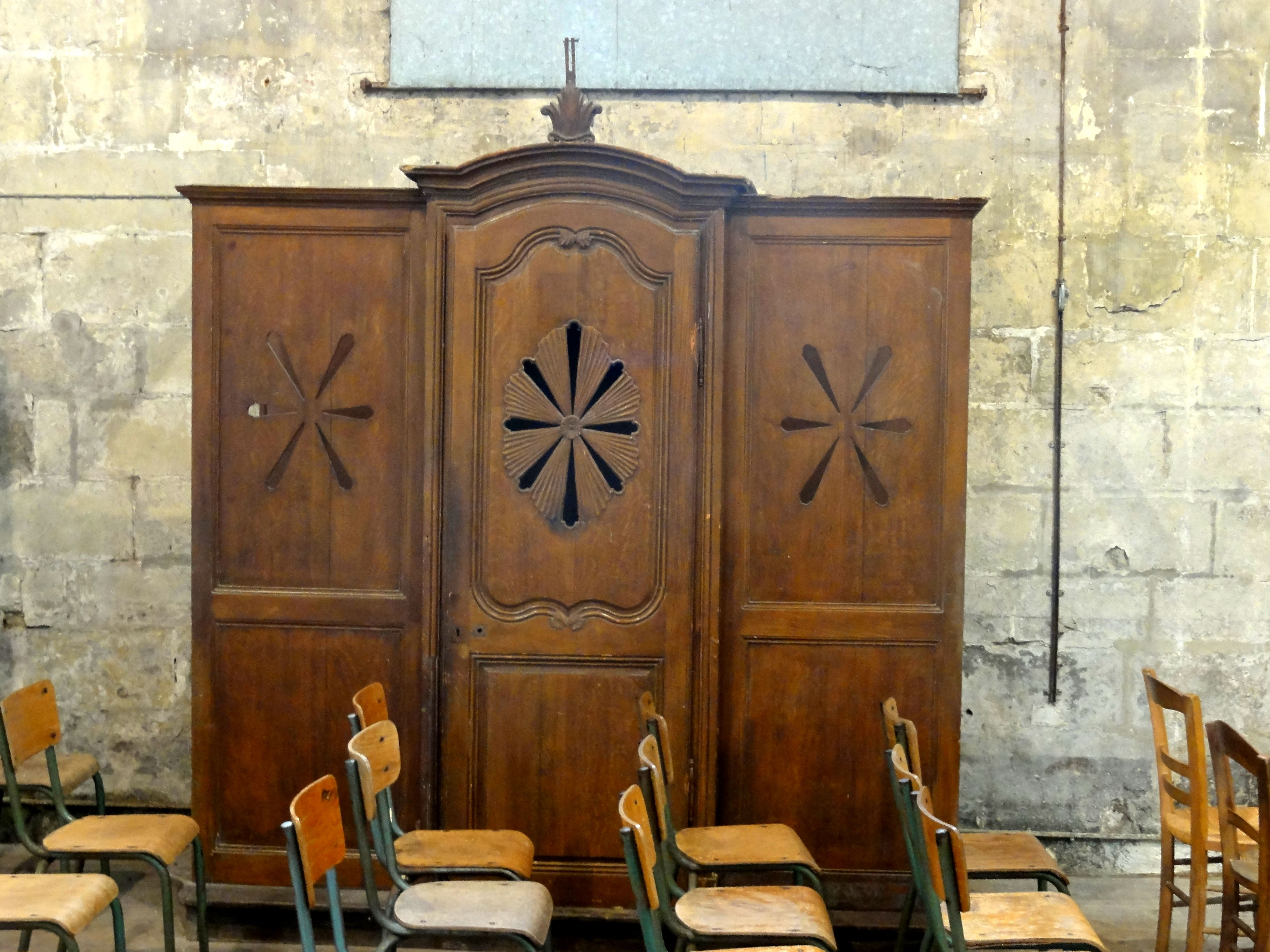
Confessionnal néo-baroque.
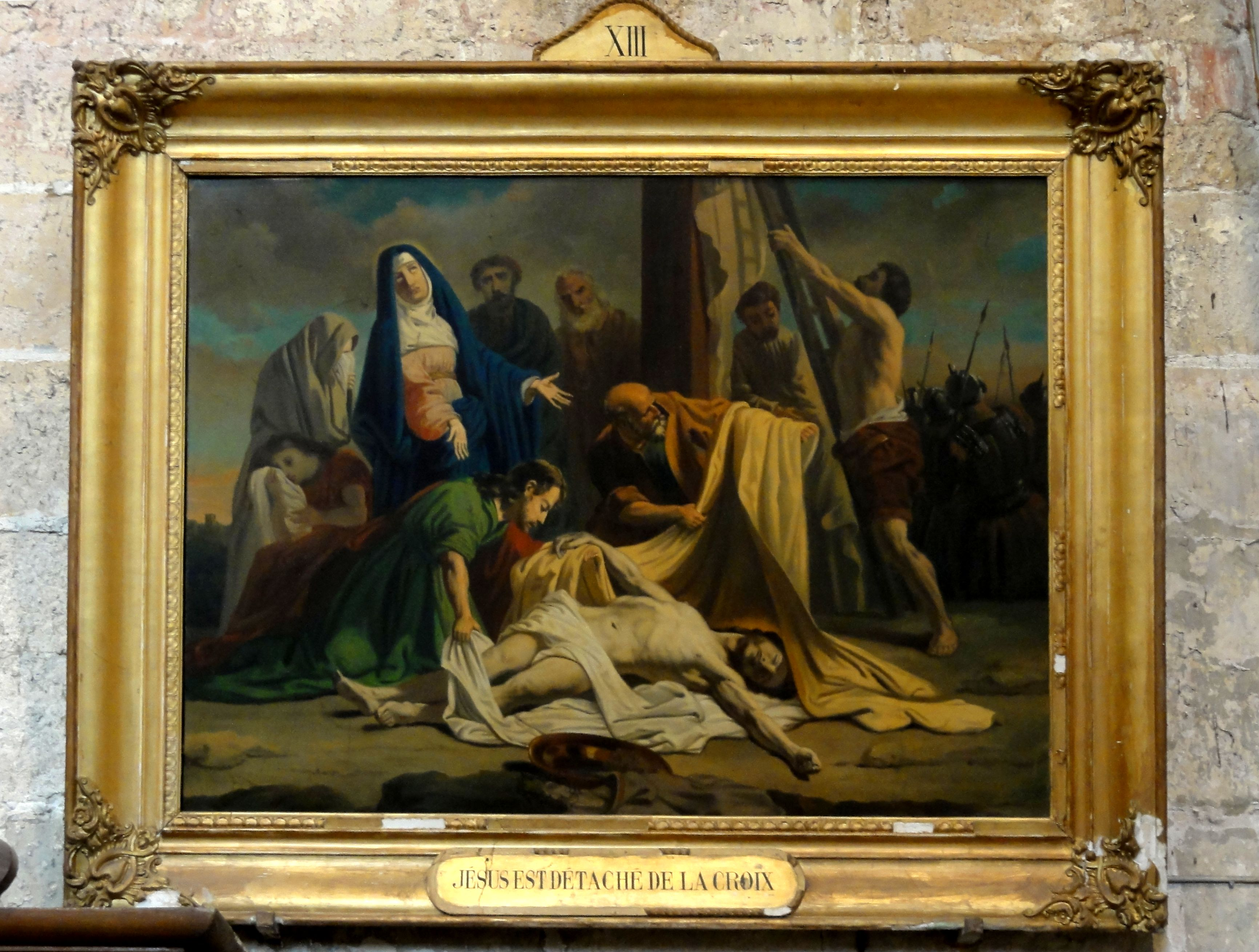
Chemin de croix - 13e station.
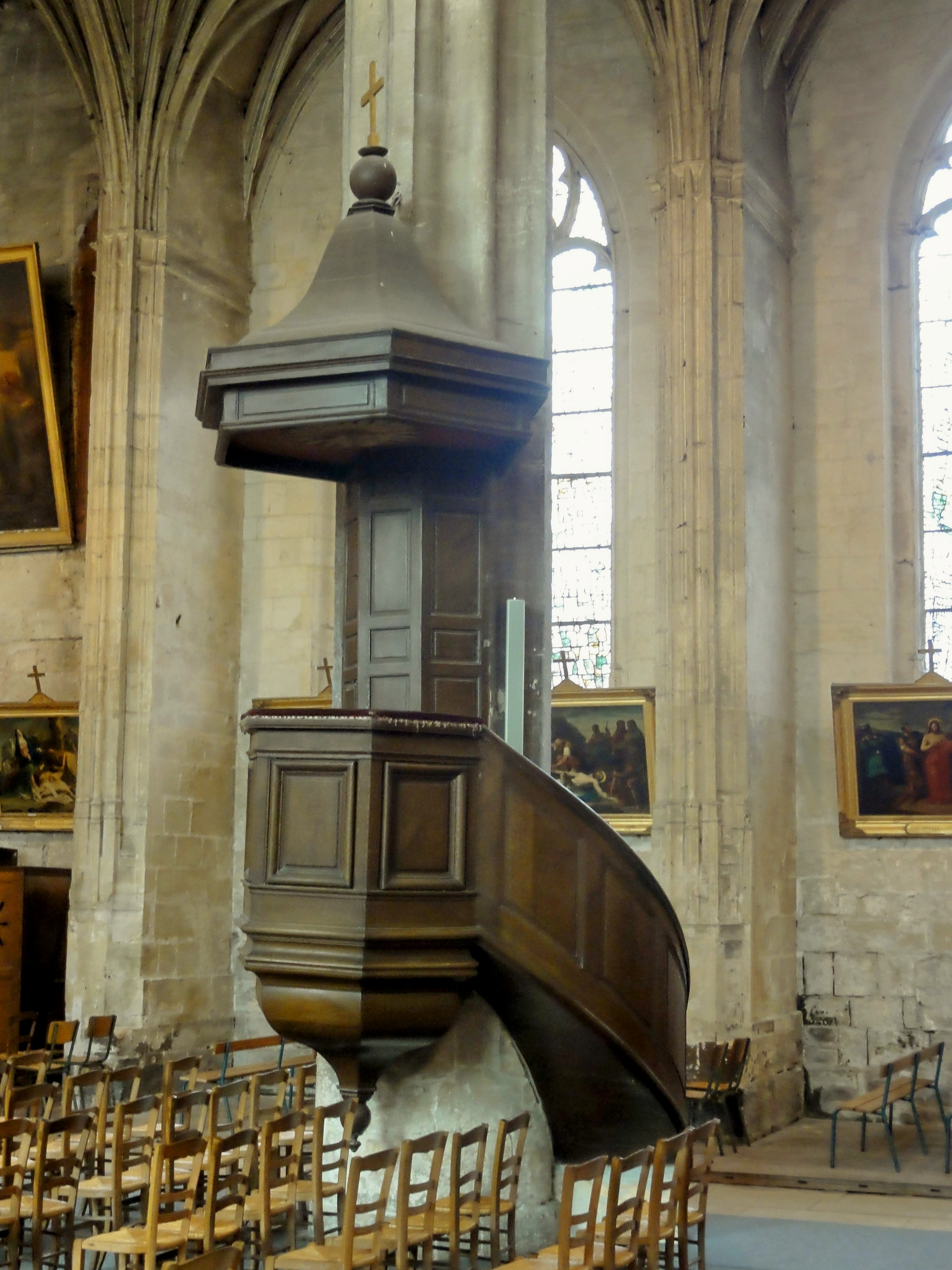
Chaire à prêcher.

### Mobilier du sanctuaire
Dans le chœur, un autel en bois sert de maître-autel. L'ambon est du même style et a été muni d'un grand aigle taillé dans du bois, provenant sans doute d'un aigle-lutrin très répandu au XVIIIe siècle : l'aigle représente la force du Saint-Esprit. Le grand retable avec l'ancien maître-autel se situent tout au fond du chœur. Il date du XIXe siècle et représente une œuvre assez original de style Empire, peu représenté dans les églises. L'exubérance du décor sculpté est contrebalancée par la couleur nature du bois sombre, rehaussé seulement par la dorure d'un grand nombre de détails. Dans son style néo-baroque, le retable et l'autel du Sacré-Cœur s'en rapproche, ainsi que l'autel de saint Joseph qui avec ses dais gothiques est plus éclectique. Les trois autres autels et retables des chapelles rayonnantes sont de style néogothique. L'autel de sainte Maxence a la particularité d'être ajouré et contient un gisant. La seule statue remarquable est celle de saint Jean-Baptiste de la seconde moitié du XVIe siècle, classée monument historique en 1912 en même temps avec la Pietà et également recouverte par une polychromie plus récente. Un objet classé n'est plus conservé en l'église : un fragment de retable en bois peint du XVIe siècle et représentant une Mise au tombeau, haute de 153 cm et large de 113 cm.

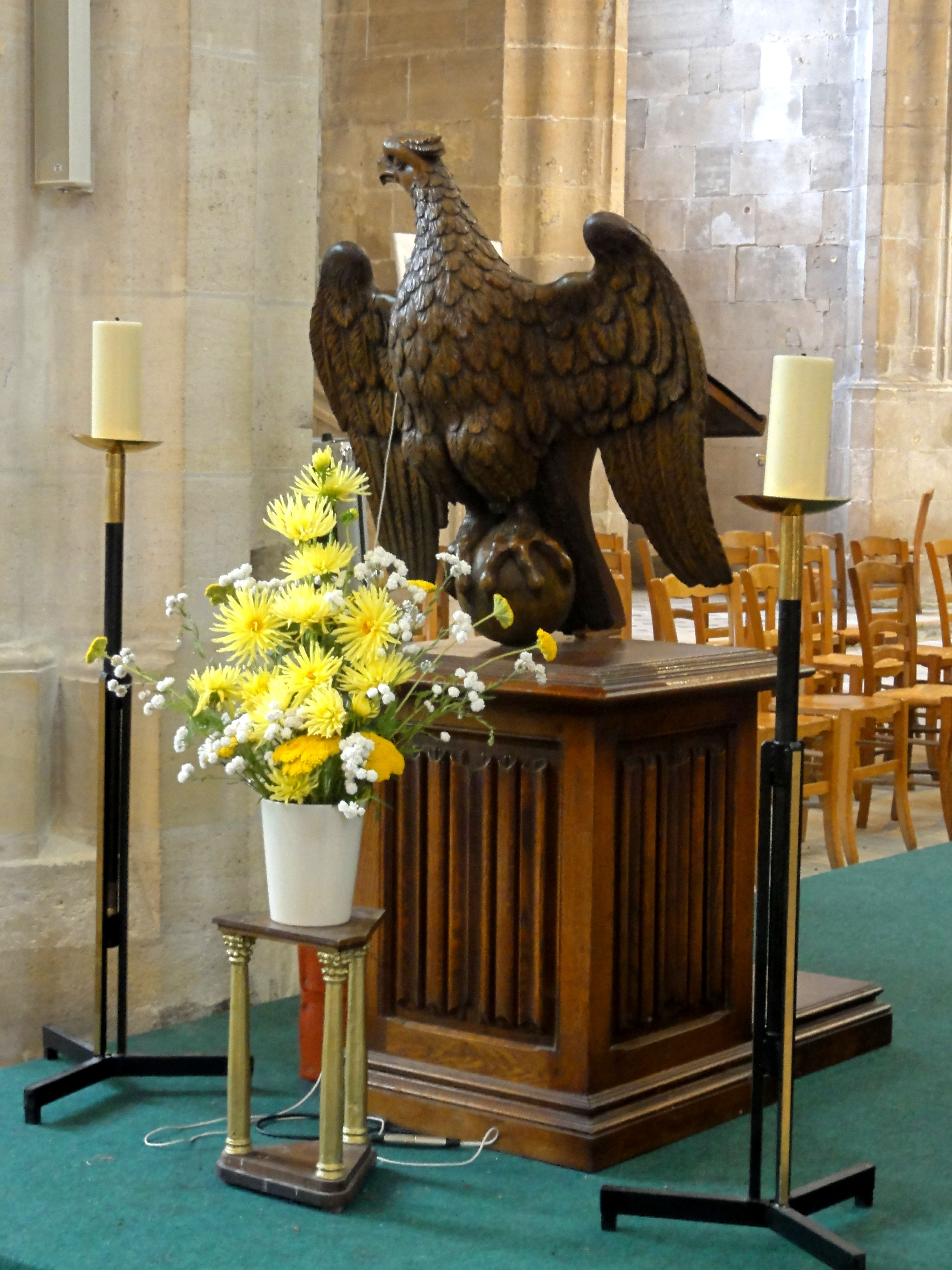
Aigle-lutrin / ambon.
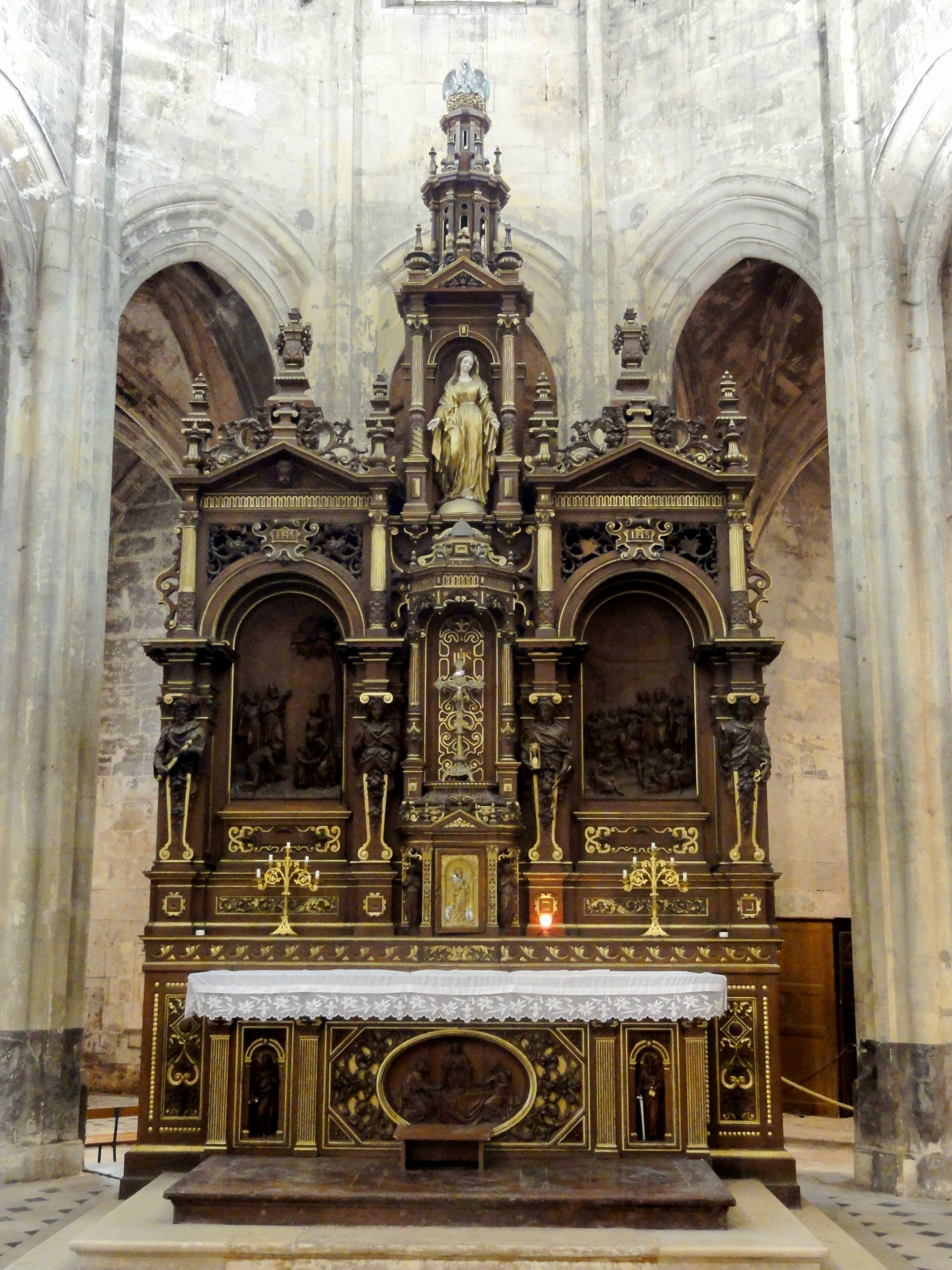
Retable et maître-autel.
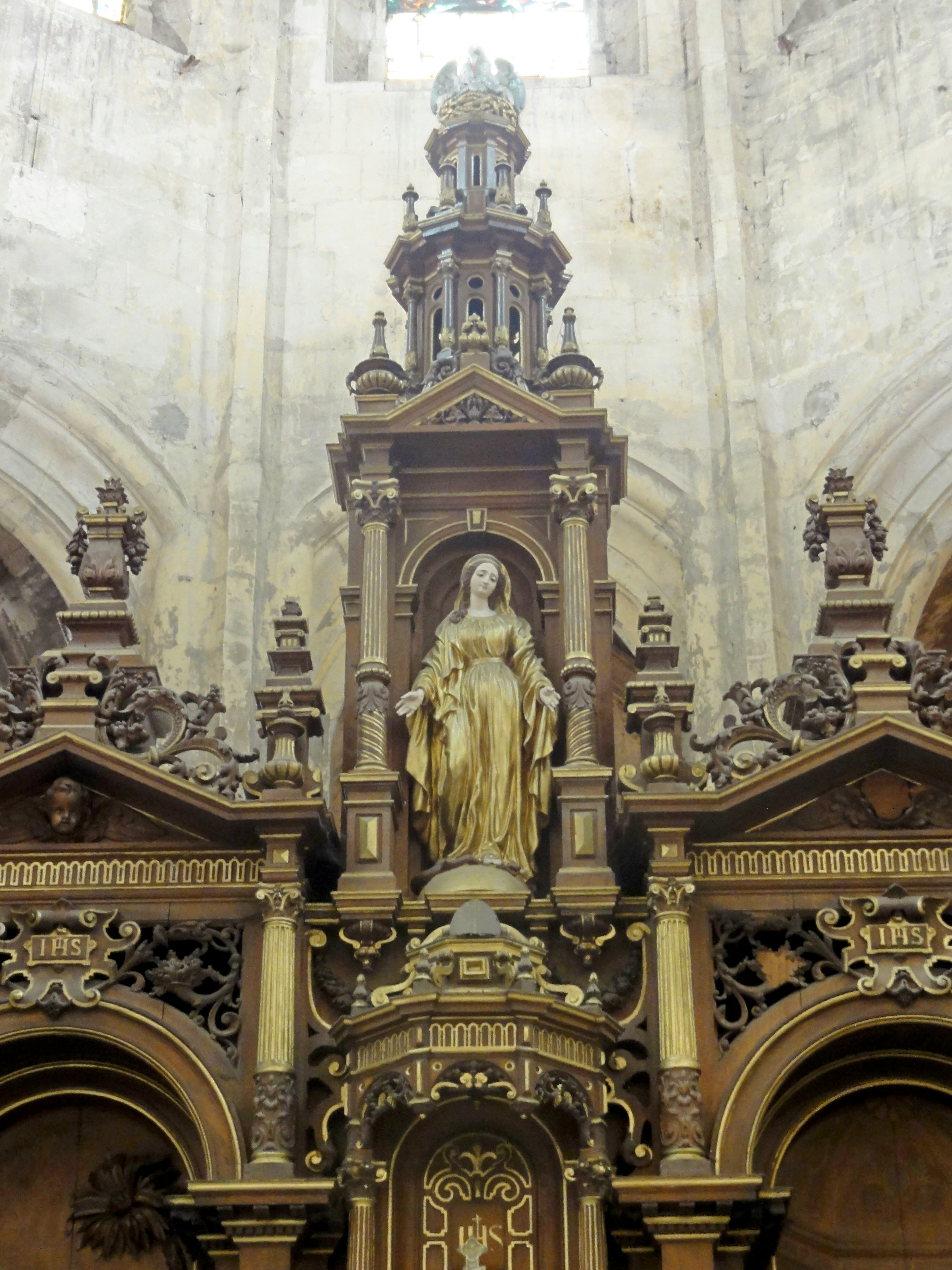
Détail : statue de la Vierge.
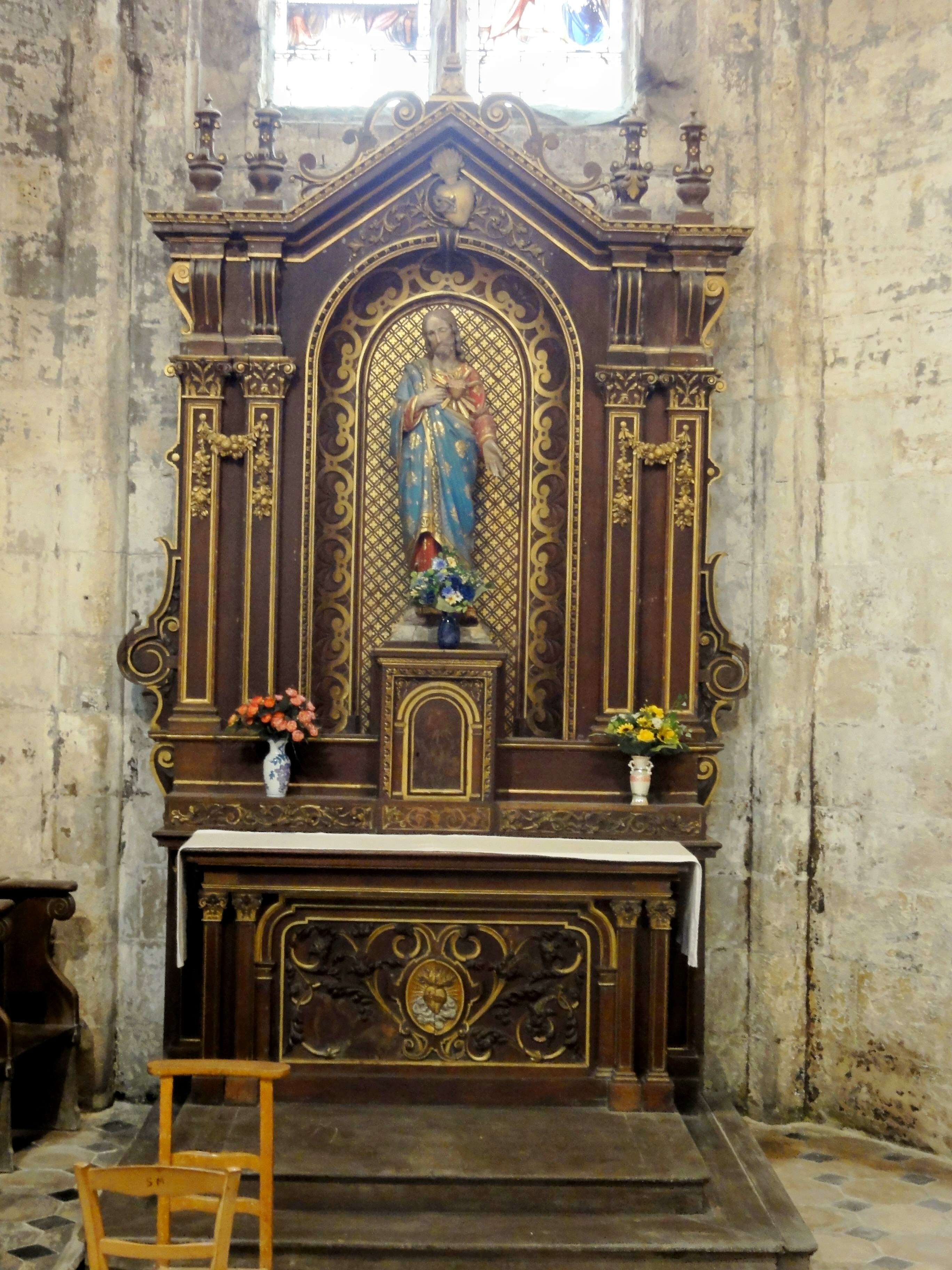
Autel du Sacré-Cœur.
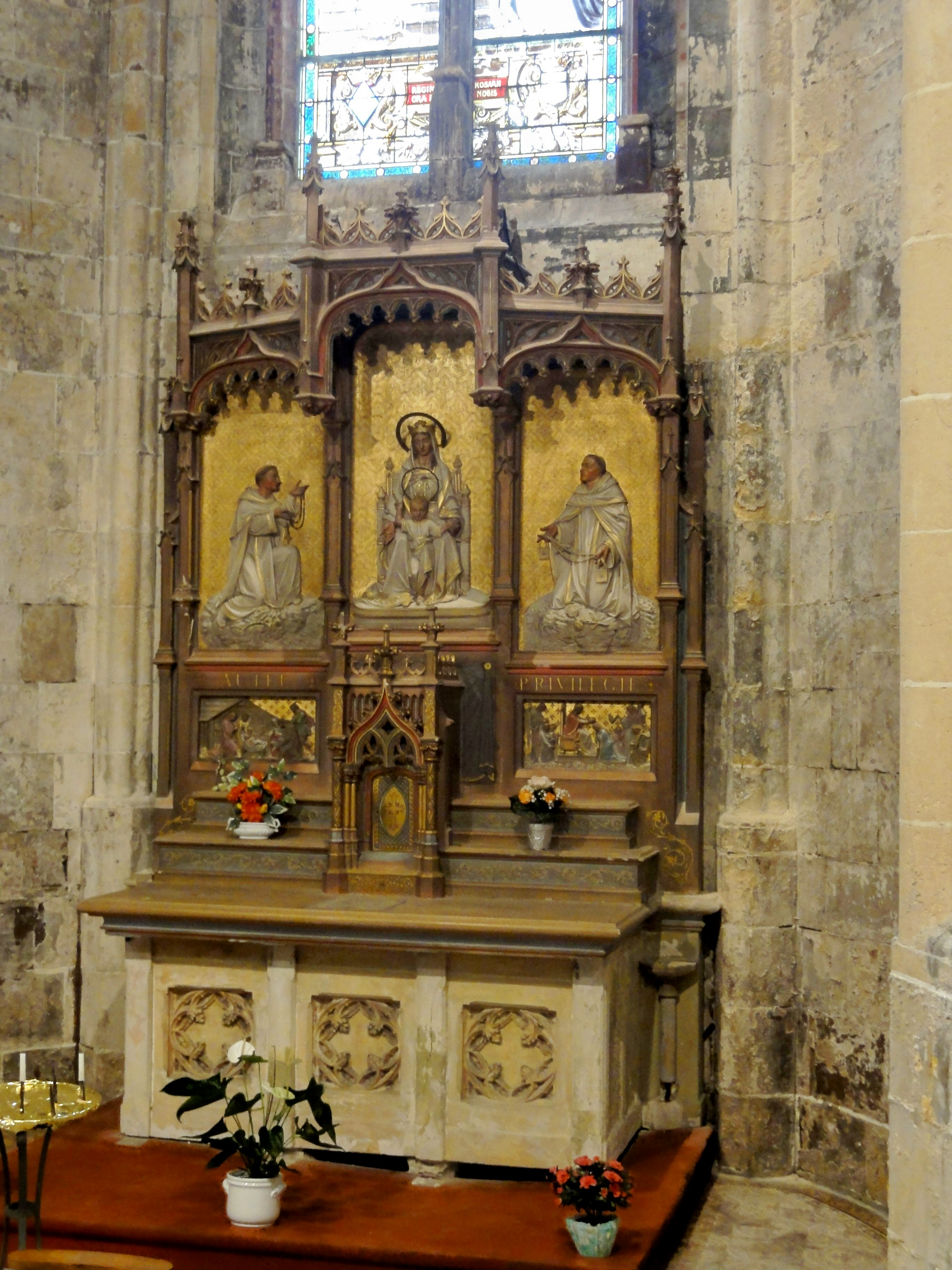
Autel de la Vierge.
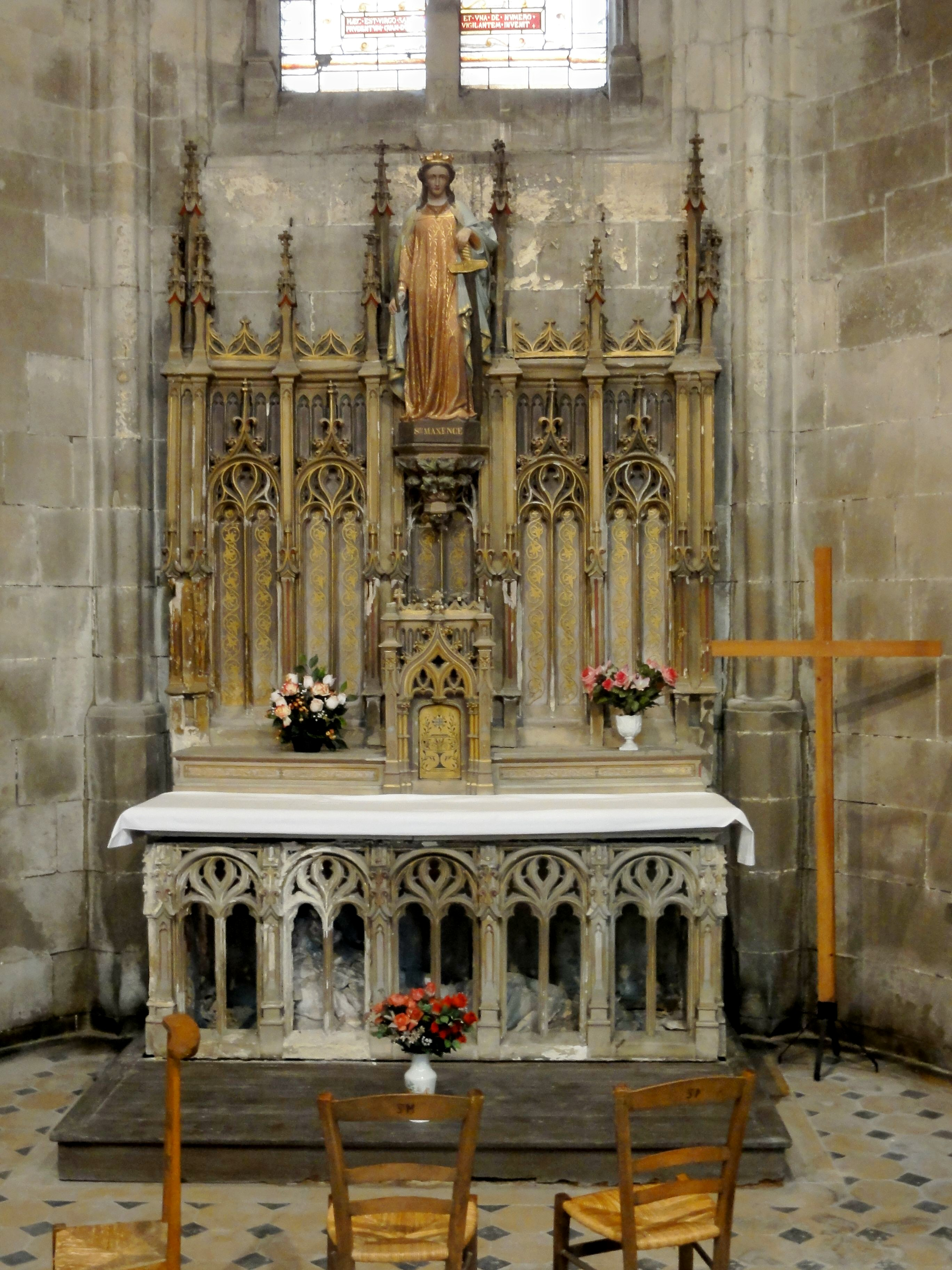
Autel de sainte Maxence.